# Montanuniversität Leoben

Hauptgebäude in der Franz Josef-Straße (2022)

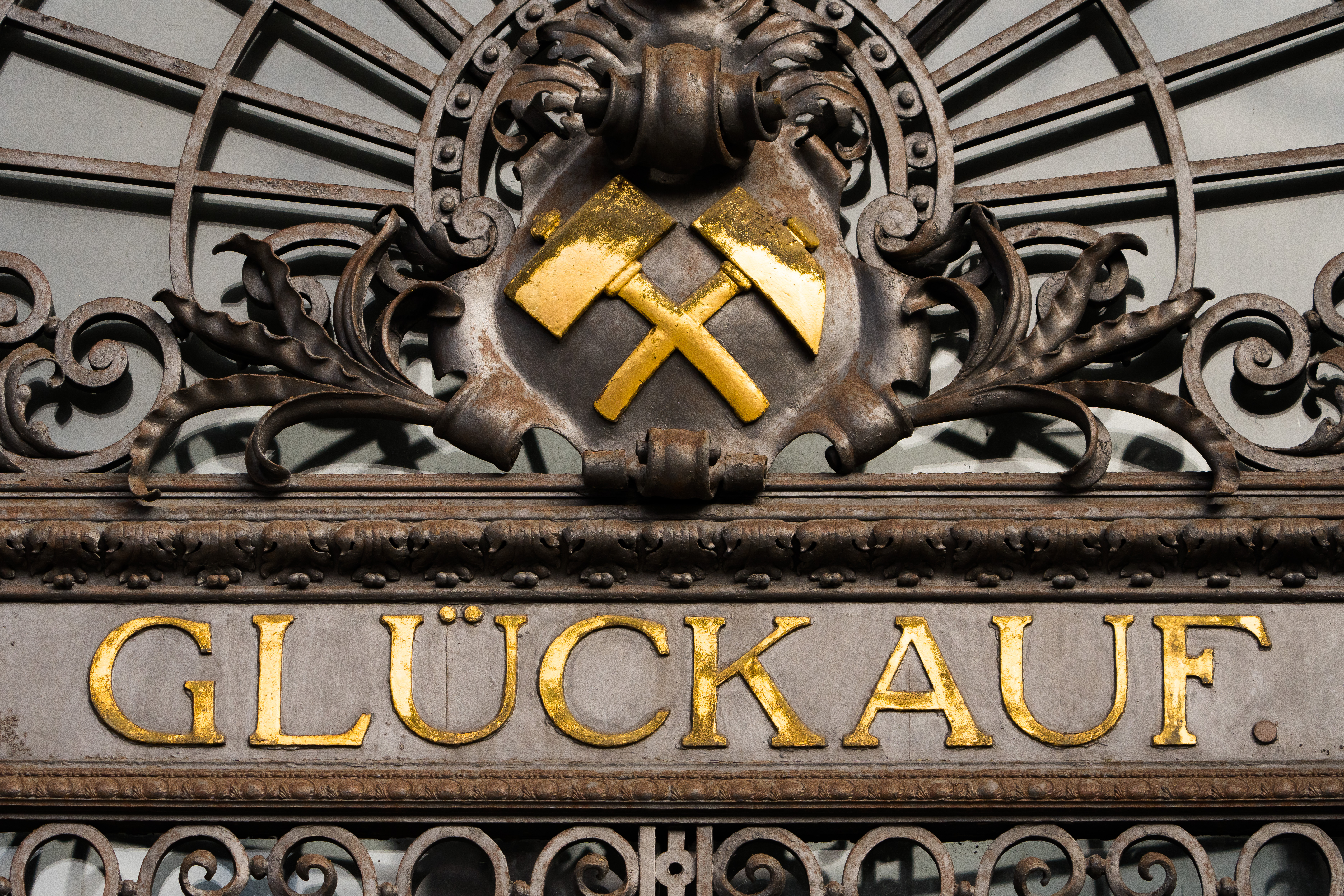
Schlägel und Eisen sowie der Bergmannsgruß „Glückauf“ am Portal des Hauptgebäudes zeugen von der engen Beziehung der Universität zum Berg- und Hüttenwesen, die sich von der Gründung ihrer Vorläuferorganisationen bis heute hält

Die Montanuniversität Leoben (auch MU Leoben, Montanuni und MUL) ist eine Technische Universität, deren Studienrichtungen ihren Schwerpunkt entlang des gesamten Wertschöpfungskreislaufs haben und die an der Entwicklung grüner Technologien arbeitet. Sie ist zudem Österreichs einzige Hochschule für Berg- und Hüttenwesen. Insgesamt können an der Montanuniversität 13 Bachelorstudien und 26 Masterstudien absolviert sowie ein Doktorat in jedem der Fachbereiche erworben werden.
Die MU Leoben bildet mit der TU Graz und der TU Wien den Verbund Austrian Universities of Technology (TU Austria) mit mehr als 45.600 Studierenden, 460 Mio. Euro Bilanzsumme und über 11.000 Mitarbeitern.

## Geschichte
Die Montanuniversität wurde am 4. November 1840 von Erzherzog Johann in Vordernberg als „Steiermärkisch-Ständische Montanlehranstalt“ gegründet. Einer der ersten Lehrenden und erster Direktor war der Bergbaufachmann Peter Tunner. Diesem gelang es, die staatliche Übernahme der Schule und die Verlegung in die nahe Bezirksstadt Leoben durchzusetzen, wo der Betrieb am 1. November 1849 aufgenommen wurde.
1904 erfolgte mit kaiserlicher Entschließung die Umbenennung in „Montanistische Hochschule“ und die Verleihung des Promotionsrechts, womit sie den technischen Hochschulen gleichgestellt war. 1934 erfolgte ein organisatorischer Zusammenschluss mit der Technischen Universität Graz, welcher jedoch einen Einbruch bei den Studienzahlen zur Folge hatte und daher 1937 wieder aufgehoben wurde. Ab 1955 wurden die traditionellen Studienrichtungen Bergwesen und Hüttenwesen durch weitere Fachgebiete ergänzt. 1975 erfolgte auf Basis des Universitätsorganisationsgesetzes die Umbenennung in „Montanuniversität Leoben (MUL)“.
Das heute noch in Verwendung stehende neobarocke „alte Gebäude“ der Montanuni wurde am 22. Oktober 1910, unter anderem im Beisein des k.k. Ministers für öffentliche Arbeiten, August Ritt (1852–1934), in Betrieb genommen. Die Zubauten aus der jüngeren Zeit stammen aus dem Jahr 1970 und wurden am 4. November 2009 nach 15 Monaten der Umbau- und Renovierungsarbeiten feierlich eröffnet.

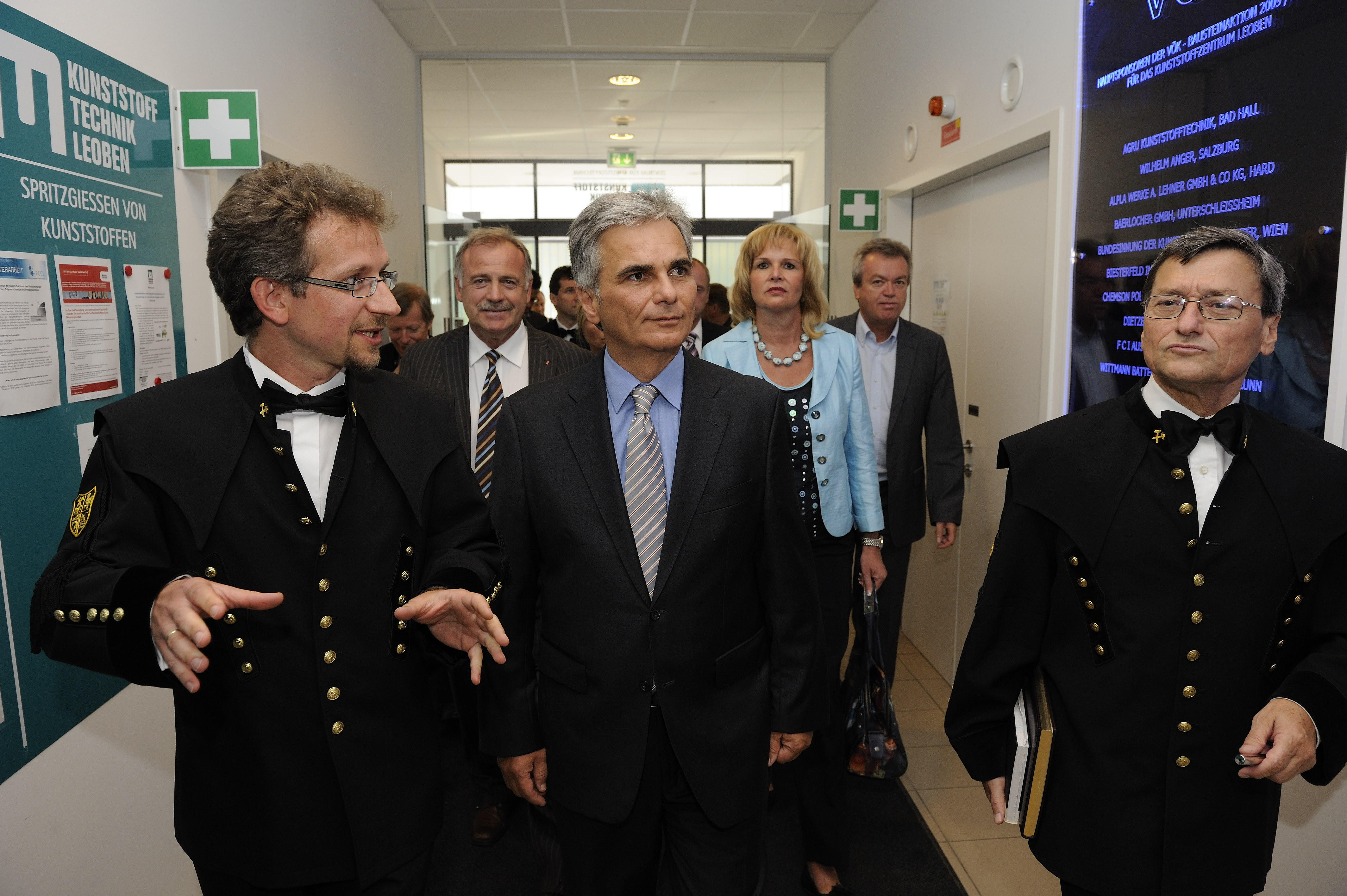
Der damalige Bundeskanzler Werner Faymann (Mitte) mit Professor Gerald Pinter (links) und dem damaligen Rektor Wolfhard Wegscheider (rechts)

Am 26. August 2011 besichtigte der damalige Bundeskanzler Werner Faymann die Montanuniversität.
Die Forschung in Leoben orientiert sich an der Wertschöpfungskette von den Rohstoffen über Grund- und Werkstoffe über das fertige Bauteil bzw. System bis hin zum Recycling und zur Abfallentsorgung. Die Kernbereiche Mining, Metallurgy und Materials werden ergänzt durch Querschnittsbereiche wie die naturwissenschaftlichen Grundlagenfächer, die Umwelttechnik sowie die Betriebs- und Wirtschaftswissenschaften. Dabei werden enge Kooperationen mit Industriepartnern gepflegt.
Einige Beispiele:
- Im Kernbereich Mining (Rohstoffgewinnung und -aufbereitung) arbeiten Leobener Bergbau-Ingenieure am EU-Projekt TUNCONSTRUCT (41 Partner aus elf Ländern) mit, um den europäischen Tunnelbau und die Instandhaltung effizienter und sparsamer zu gestalten. Schwerpunkt der Leobener Wissenschaftler ist die Untersuchung unterschiedlicher Vortriebsmethoden auf die Stabilität des Hohlraumes.
- Wissenschaftler aus dem Kernbereich Metallurgie entwickelten eine neue Apparatur zur Temperaturmessung von Schlacken, mit der der Reinheitsgrad von hochwertigem Stahl, der in der Luftfahrtindustrie zur Anwendung kommt, verbessert werden konnte. Dies ermöglicht im Elektroschlacke-Umschmelzprozess eine Verringerung des Energieverbrauchs bei gleichzeitiger Steigerung der Produktivität.
- Leobener Werkstoffwissenschafter erforschen die Grundlagen für neuartige dünne Hartstoffschichten für Werkzeuge, die selbstständig härter werden, schmierend wirken und selbst ausheilen können. Auf diese Weise sollen Schichten entwickelt werden, die Werkzeuge beinahe so hart werden lassen wie Diamanten.
- Umwelttechniker entwickelten ein Verfahren, um schwermetallhaltigen Rückstand aus der Rauchgasentschwefelung von Raffineriebetrieben als Stickstoffreduktionsmittel bei der Zementherstellung verwenden zu können. Damit ergab sich eine Kooperation zwischen zwei Industriezweigen, die beiden ökologischen und ökonomischen Nutzen bringt.

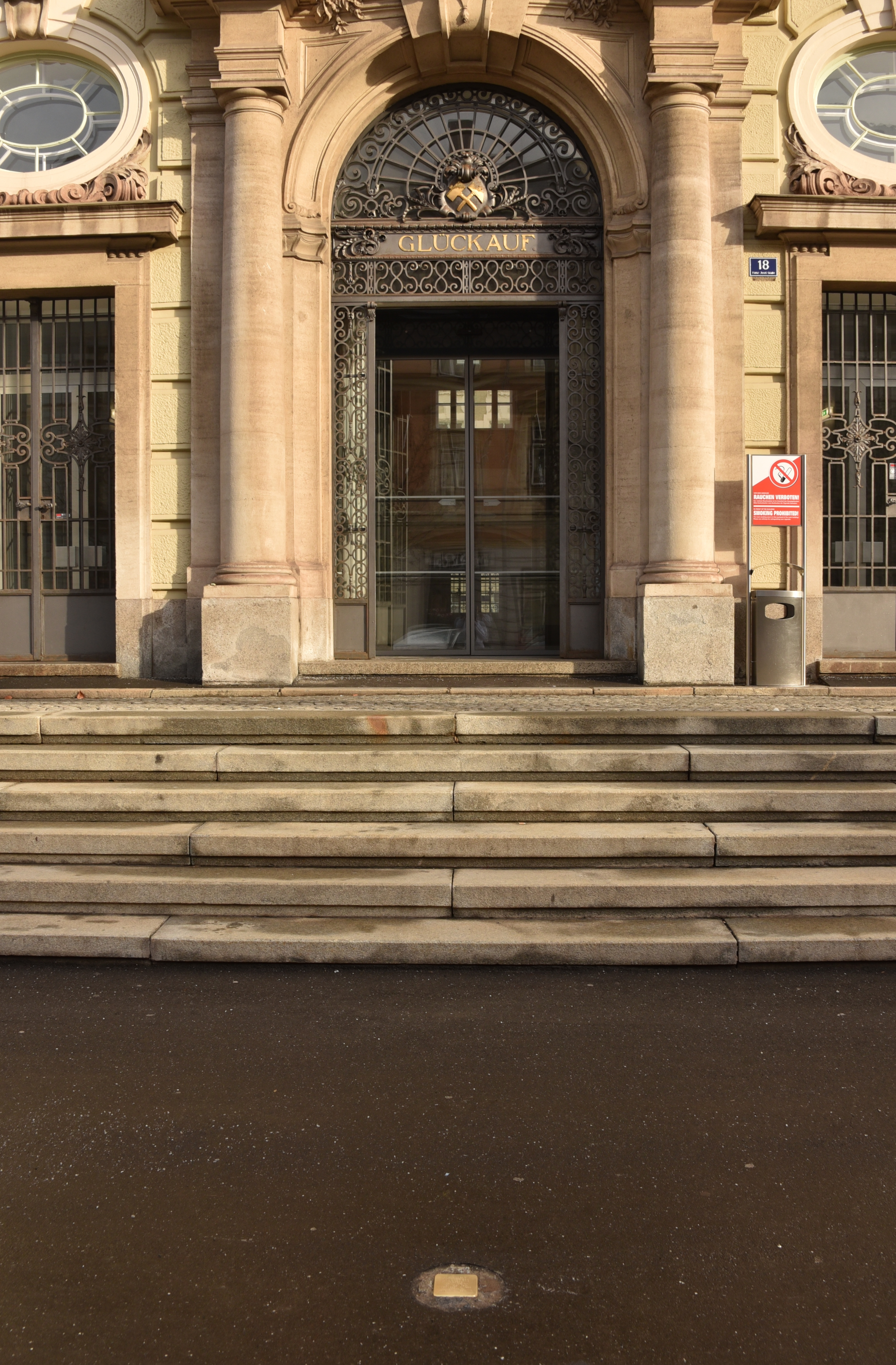
Stolperstein für David Spiess

In ihren Forschungsaktivitäten bemüht sich die Universität, den weltweiten Kontakt zur Scientific Community zu pflegen und auszubauen. Dies wird auch durch die beiden an der Montanuni Leoben angesiedelten Kompetenzzentren Materials Center Leoben und Polymer Competence Center Leoben, an denen sie beteiligt ist, verstärkt.
Im September 2017 wurde bekannt, dass von 2019 bis 2021 ein Studienzentrum um rund 31 Millionen Euro errichtet werden soll. Auf einer Fläche von 10.000 m² sollen unter anderem drei große Hörsäle für 450, 300 und 200 Hörer, sowie Lern- und Projektzonen, entstehen.
Am 19. September 2019 wurde vor dem Hauptgebäude, Franz-Josef-Straße 18 ein Stolperstein für den ehemaligen jüdischen Studenten David Spiess verlegt.
2025 wurde an der Montanuniversität der von Rudolf Streicher gestiftete und mit 20.000 Euro jährlich dotierte Rudolf-Streicher-Wissenschaftspreis ins Leben gerufen.

## Gebäude im Campus der Montanuniversität
Der Campus der Montanuniversität erstreckt sich primär über die Leobner Innenstadt, umfasst mit dem Zentrum am Berg aber auch einen Außenstandort am Erzberg.

### Hauptkomplex
Der Hauptkomplex (Franz Josef-Straße 18, Leoben) besteht aus dem Hauptgebäude („Alte Uni“) (eines der zentralen Gebäude im nach 1889 planmäßig angelegten Stadterweiterungsgebiet Josefee), das über eine Brücke mit dem in den frühen 1970er Jahren errichtete und von 2008 bis 2009 generalsanierten Hörsaalgebäude („Erzherzog-Johann-Trakt“) verbunden ist.
Das Hauptgebäude beherbergt u. a. das Rektorat, die Universitätsbibliothek, eine Sternwarte und die drei Institute an der Montanuniversität. Der Erzherzog-Johann-Trakt ist selbst in verschiedene Trakte (Chemiegebäude, Umweltschutzgebäude und Metallurgiegebäude) gegliedert und grenzt im Norden an die Werkshallen.

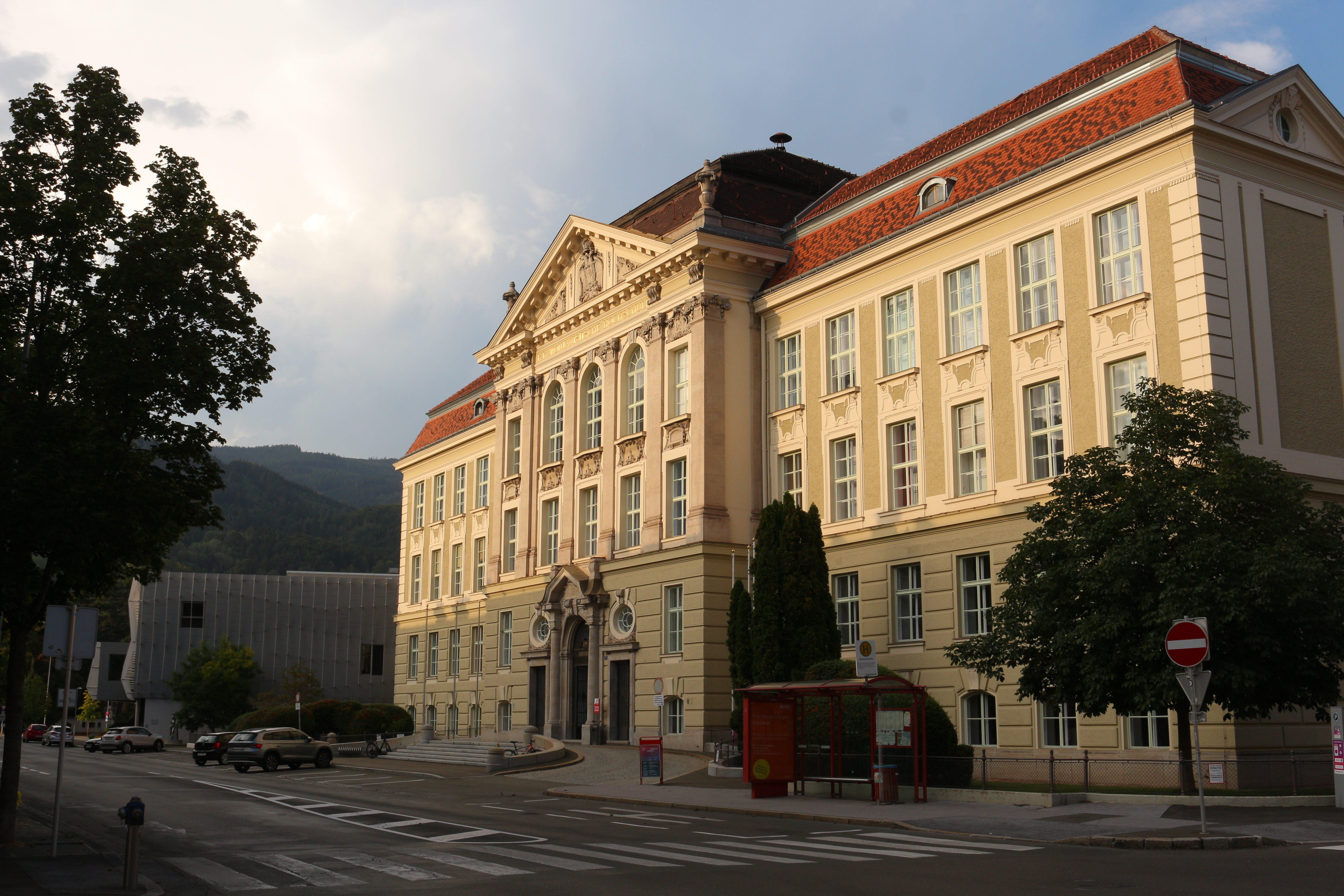
Hauptgebäude (Ansicht aus Südwesten)
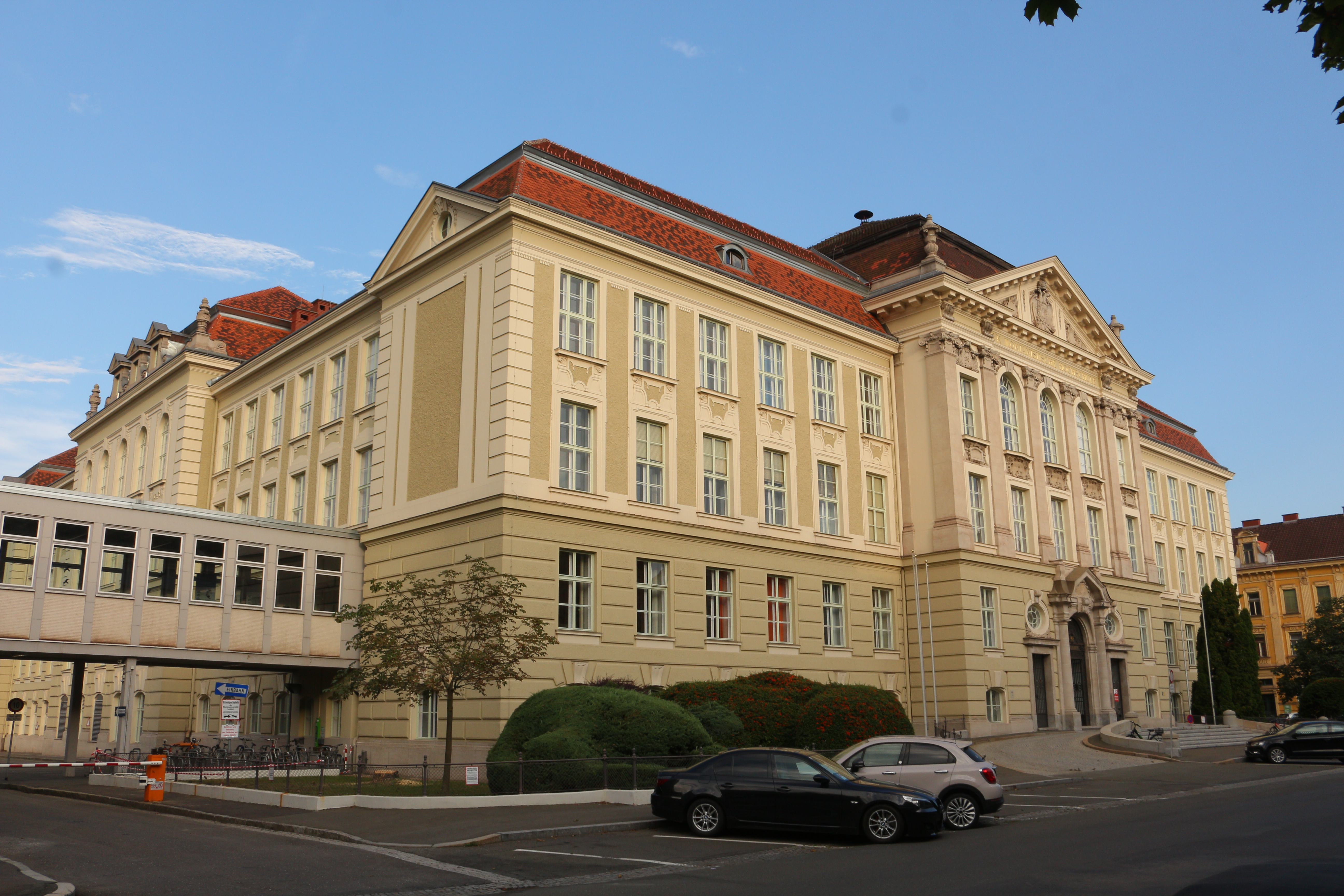
Hauptgebäude (Ansicht aus Nordwesten), links Brücke zum Hörsaaltrakt
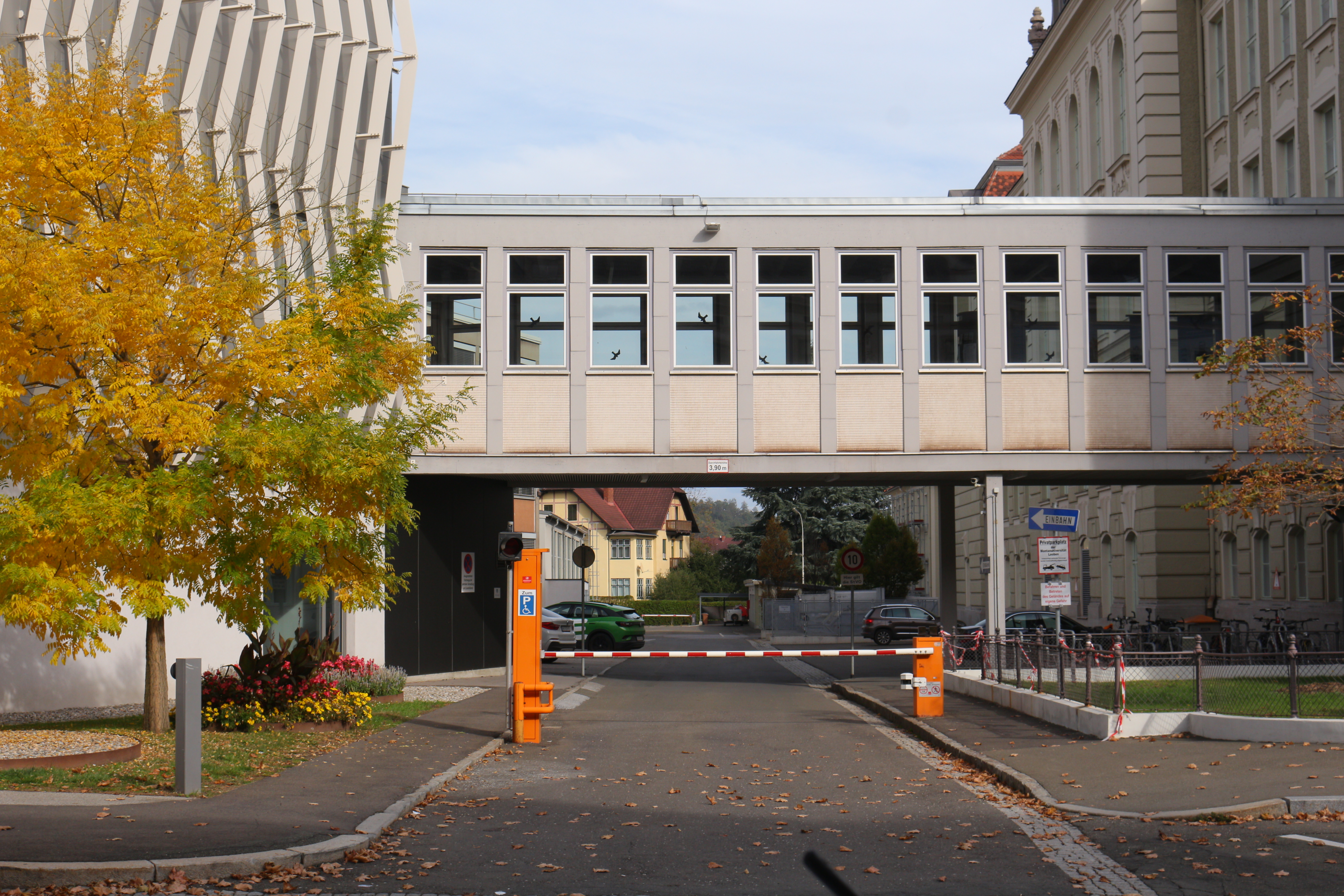
Verbindungsbrücke zwischen „alter“ (rechts) und „neuer“ Uni (links)
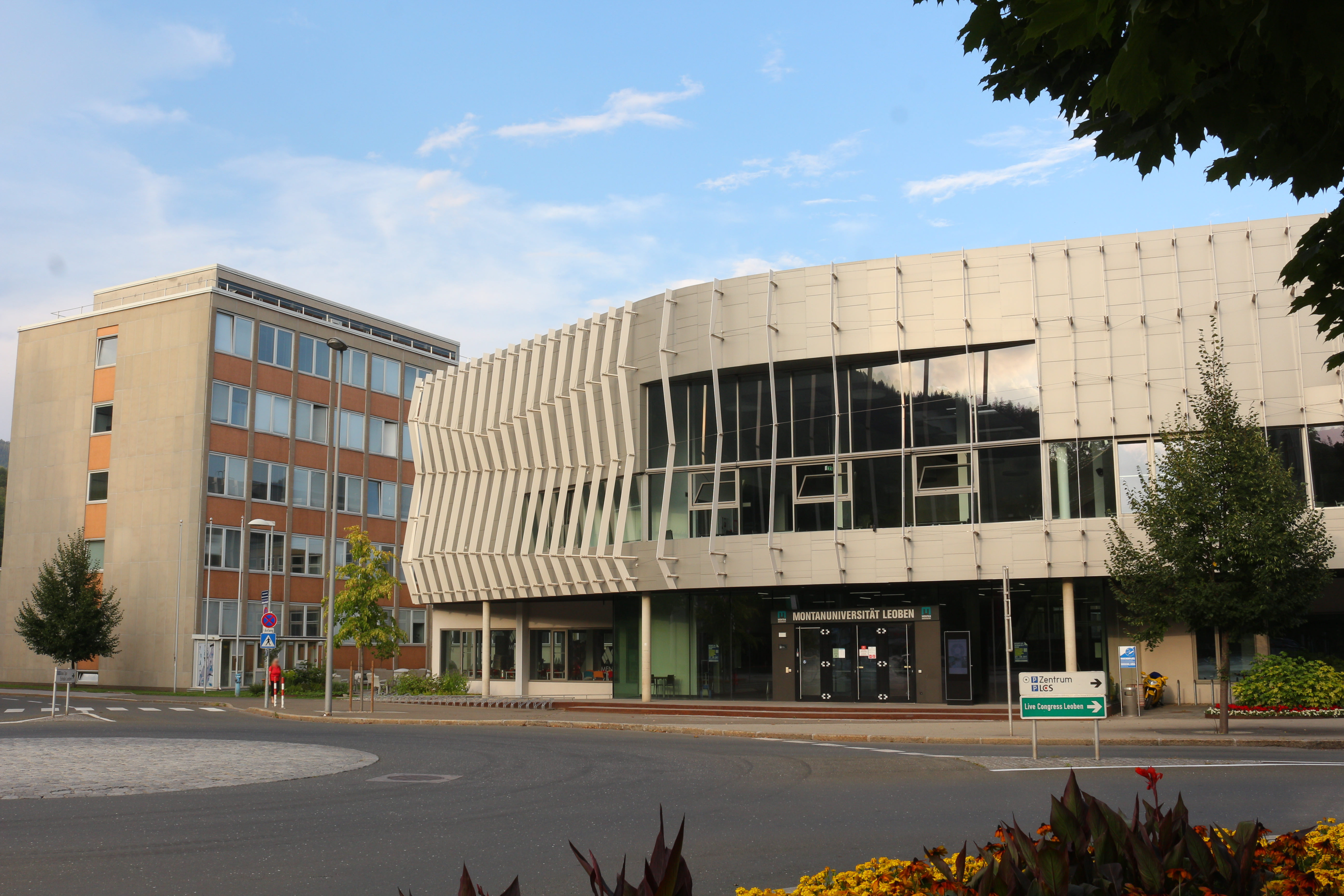
Erzherzog-Johann-Trakt, links das Metallurgiegebäude
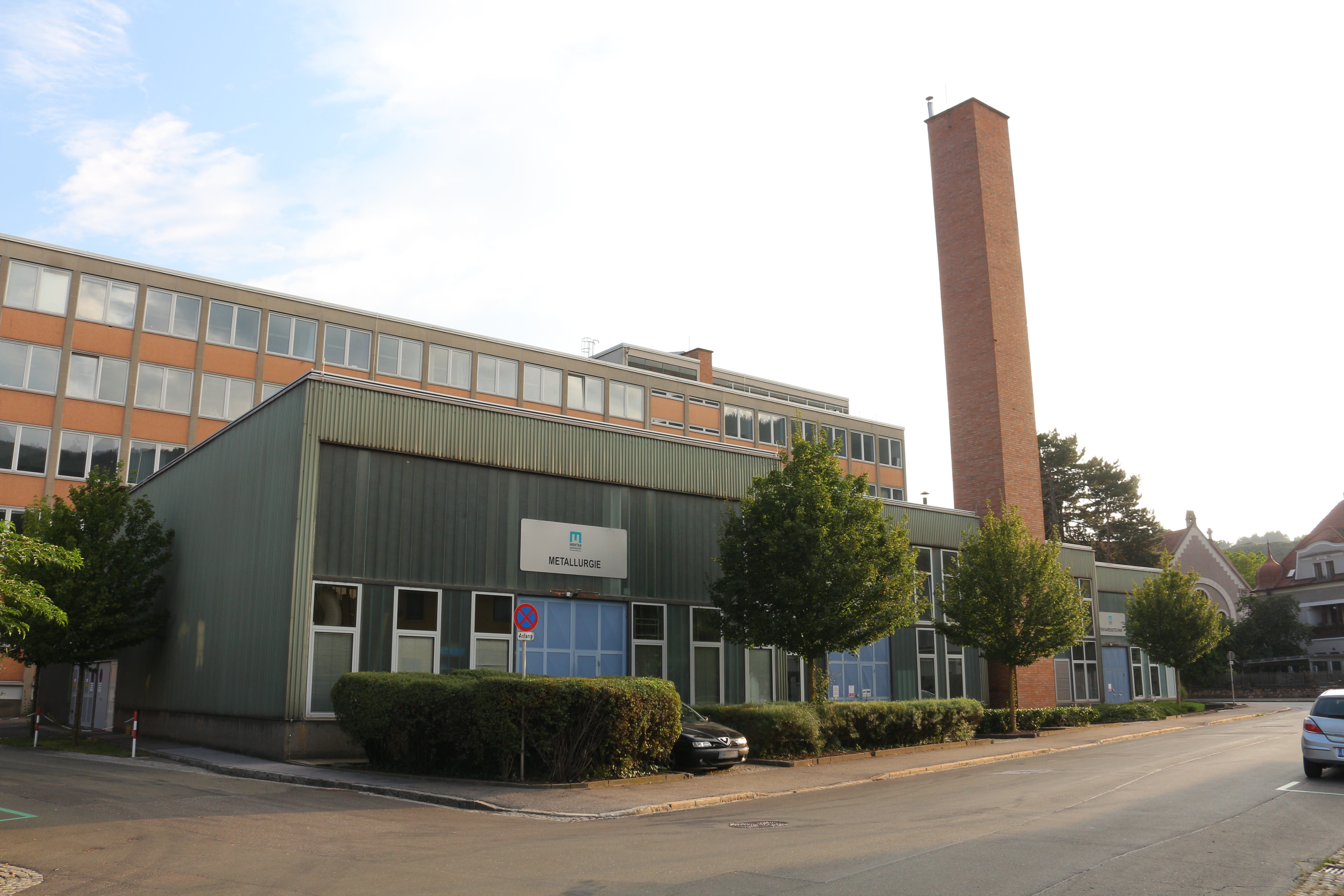
Werkshallen
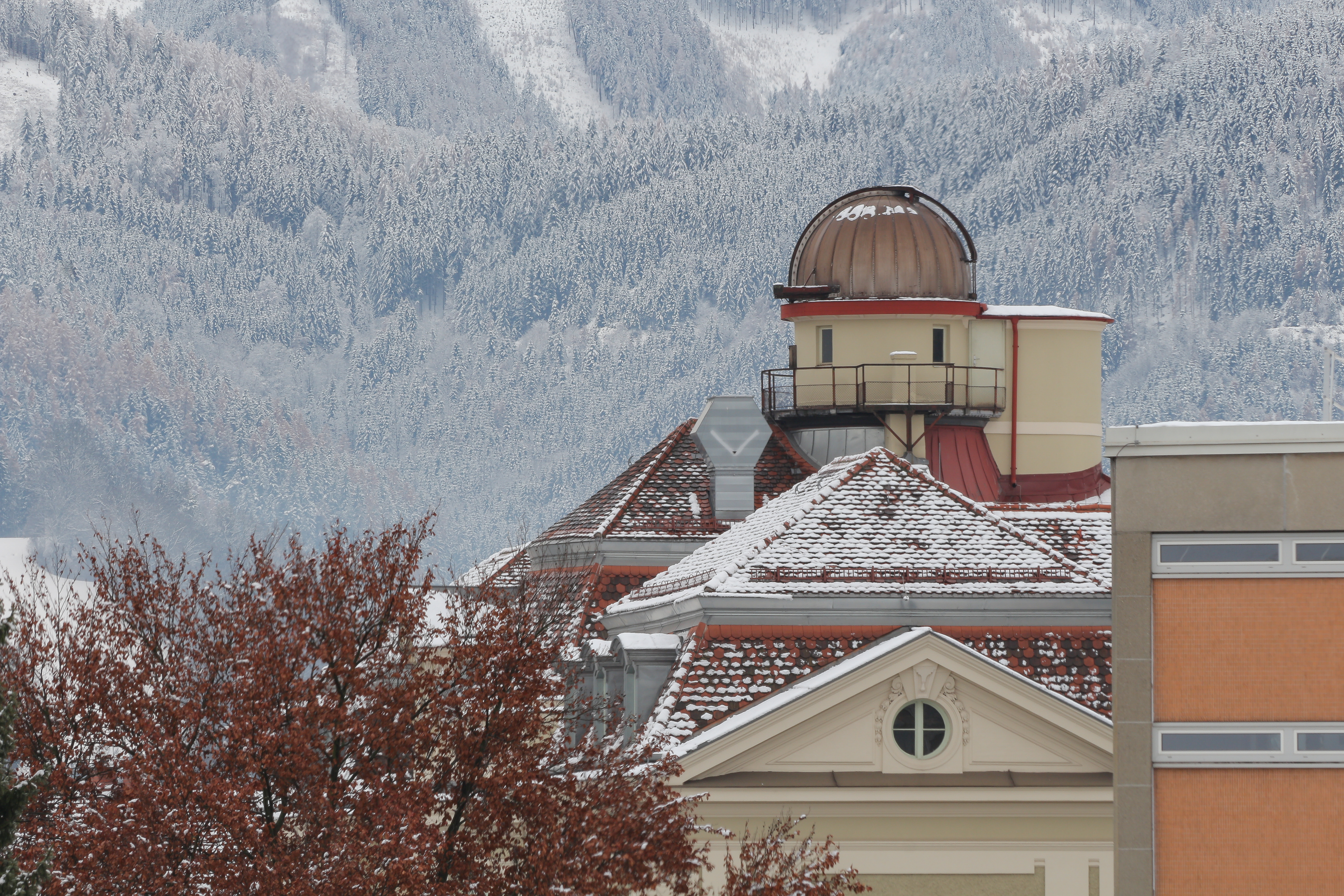
Sternwarte am Hauptgebäude

### Akademie
Die Akademie (Peter Tunner-Straße 15, Leoben) stellt das Kulturzentrum der Montanuniversität dar. Hier befinden sich Miro (Montanuniversität International Relations Office), EURECA-PRO (European University on Responsible Consumption and Production), RIC (Resources Innovation Center), ZSBK (Zentrum für Sprachen, Bildung und Kultur) und USI (Universitätssportinstitut). Es besteht ein Verbindungsgang zum dahinterliegenden Zentrum für Kunststofftechnik.

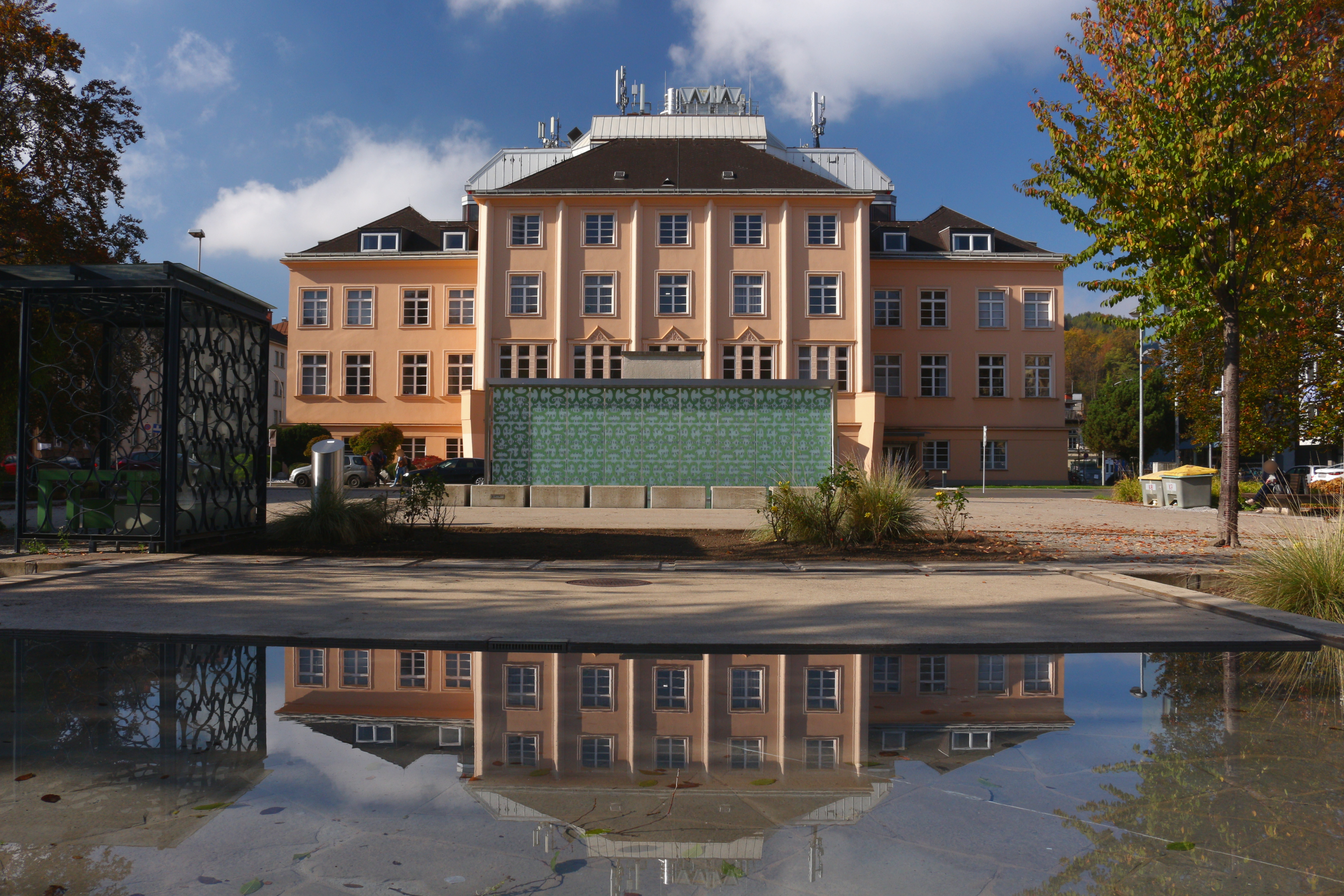
Akademie, dahinter das ZKT
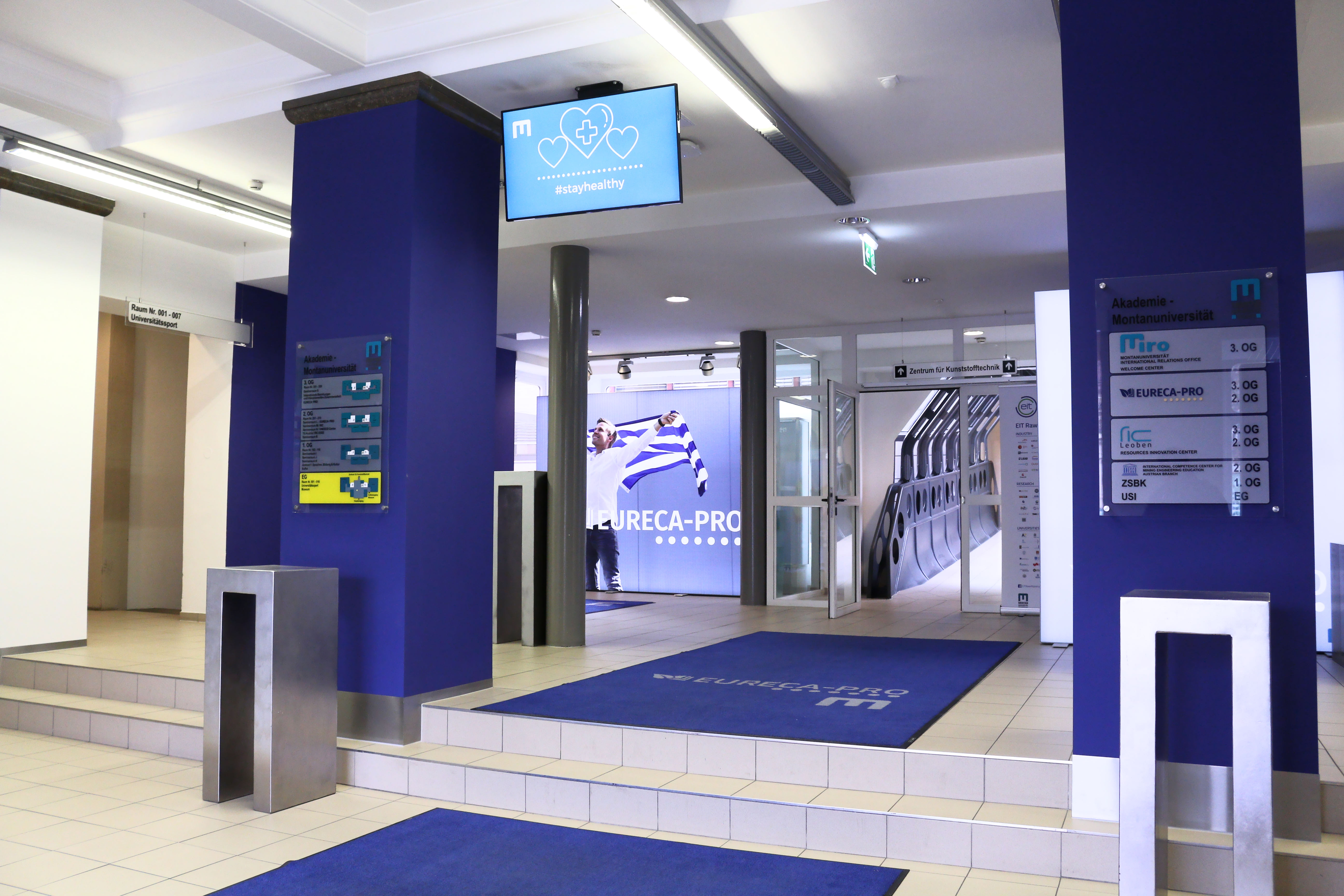
Foyer der Akademie

### ESI – Erich-Schmid-Institut für Materialwissenschaft
Das Erich-Schmid-Institut für Materialwissenschaft (Jahnstraße 12, Leoben) ist ein gemeinsam betriebenes Forschungsinstitut der Montanuniversität und der Österreichischen Akademie der Wissenschaften.

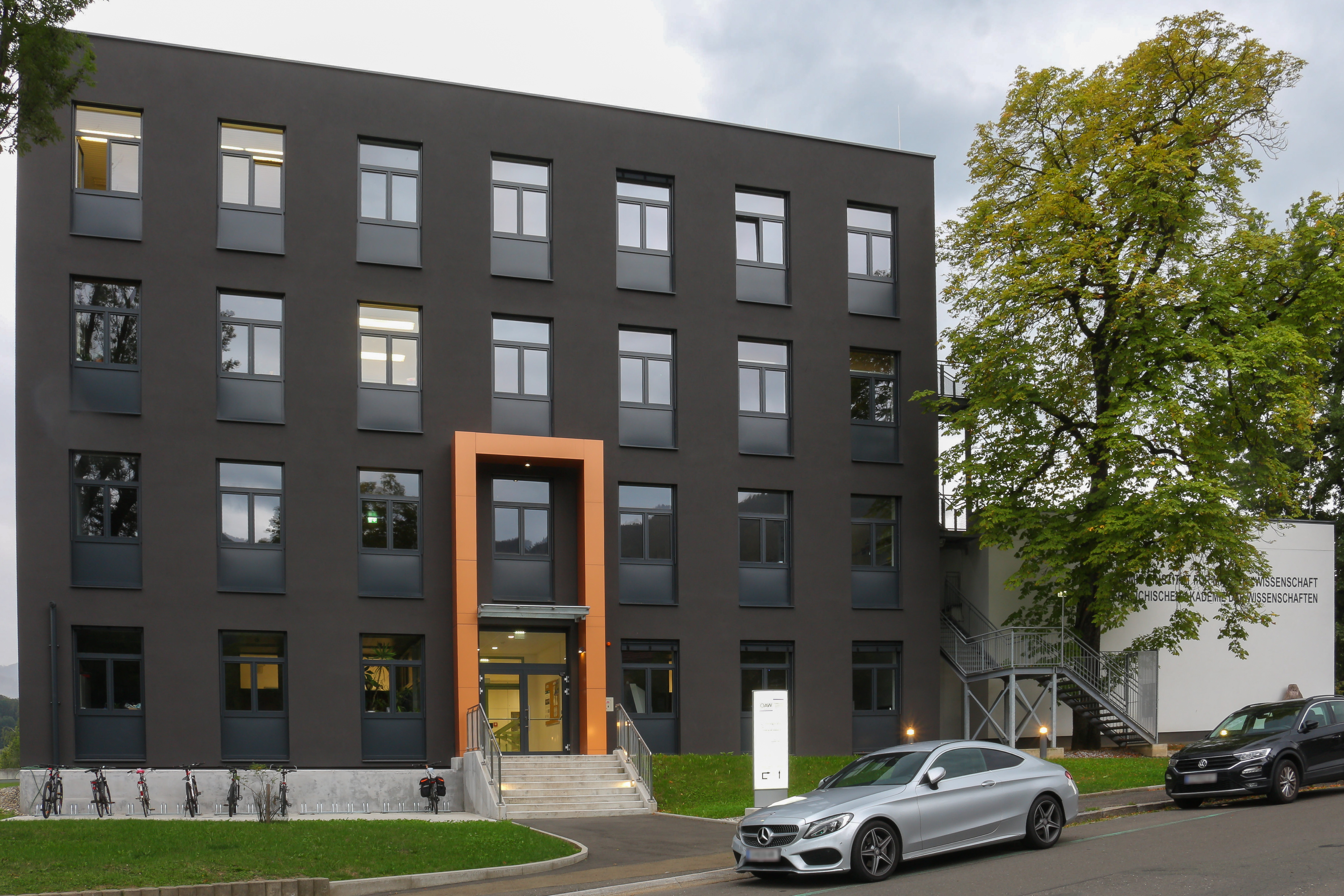
Nördliche Fassade des ESI
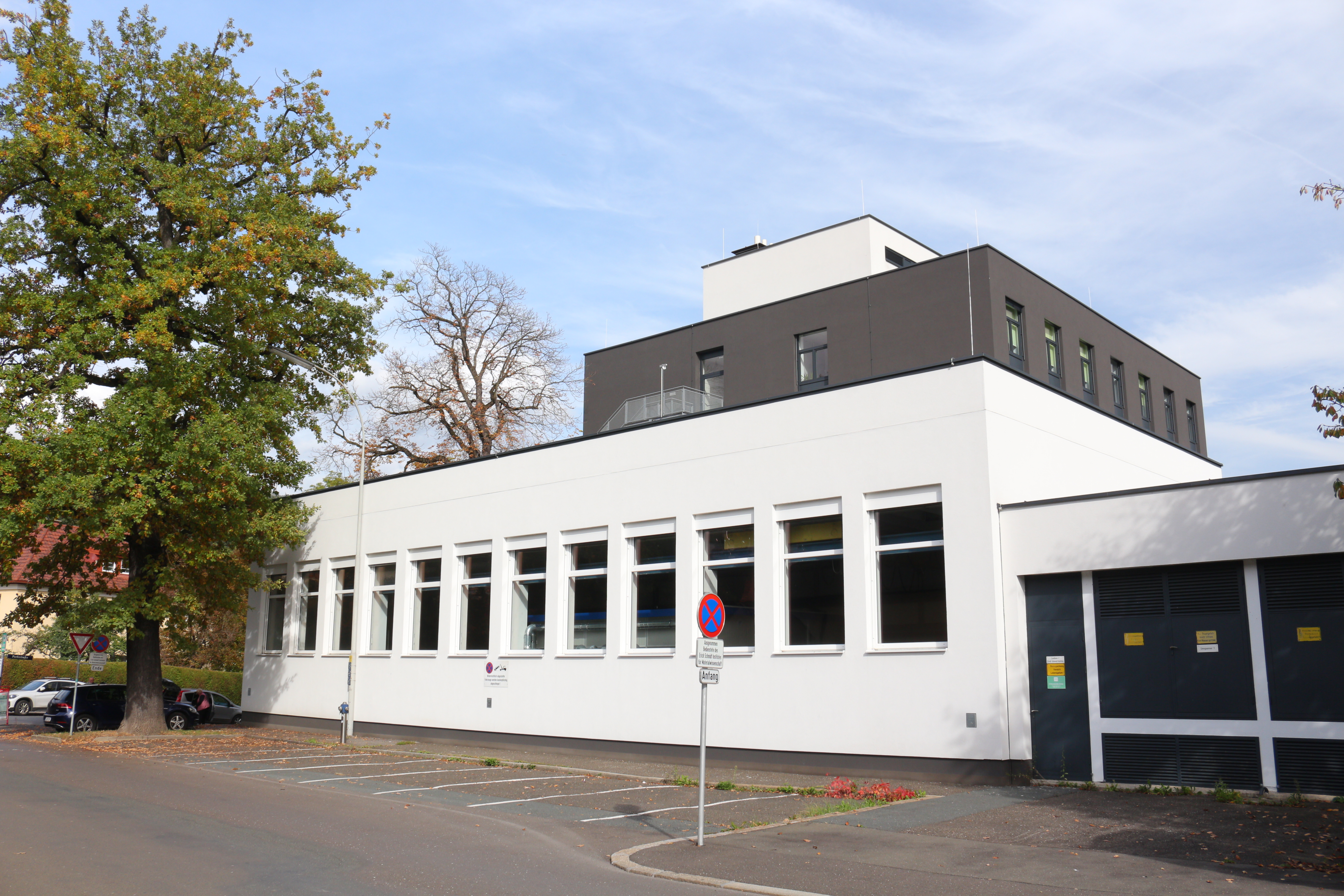
Westtrakt mit Werkstätten

### Forschungszentrum für Wasserstoff & Kohlenstoff
Das Wasserstoff-Kohlenstoff-Zentrum (Dorfstraße 1, Leoben-Leitendorf) ist ein Versuchszentrum zur Erforschung von Carbon- und Wasserstoffthemen, insbesondere der Wasserstoffherstellung durch Pyrolyse von Erdgas. Das in Kooperation mit Voestalpine, Primetals Technologies, Wien Energie und RAG Austria entwickelte Gebäude wurde am 17. Oktober 2024 feierlich eröffnet. Das Budget für die Errichtung betrug 15 Mio. Euro.
2021 hatte die Montanuniversität von der Pierer Industrie AG rund um Stefan Pierer das ehemalige Magindag-Gelände im Leobner Stadtteil Leitendorf erworben. Zuvor war in Zusammenarbeit mit der in Leoben ansässigen Mettop GmbH auf dem Gelände die Errichtung eines Technologieparks mit einer Recyclingversuchsanlage angedacht gewesen.

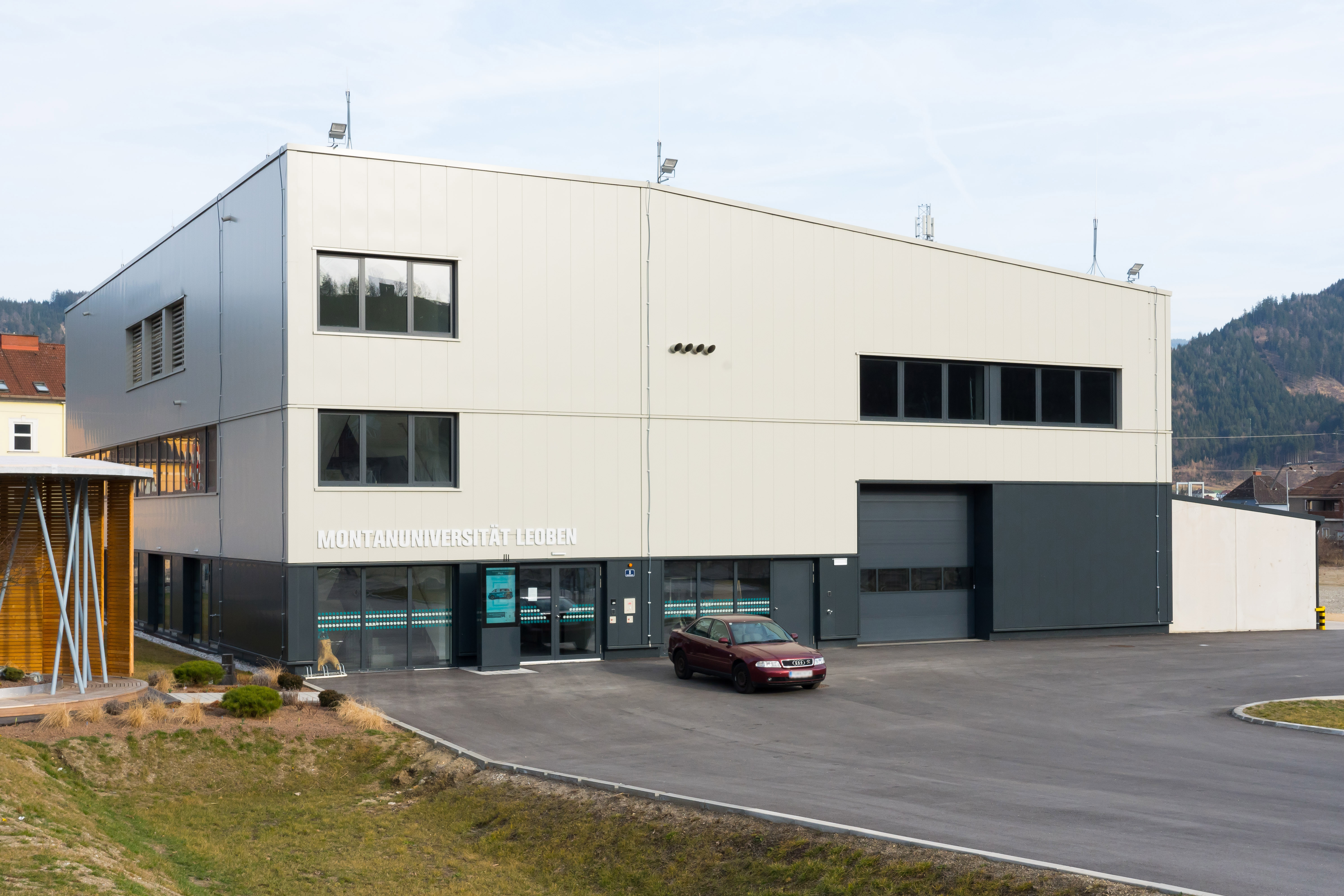
Westliche Ansicht des Wasserstoff-Kohlenstoff-Zentrums

### Haus der Digitalisierung
Das Haus der Digitalisierung (Roseggerstraße 11, Leoben) soll künftig Organisationseinheiten, die sich mit Digitalisierung an der Montanuniversität befassen, gebündelt im sogenannten Digital Science Center beherbergen. Das seit Mitte 2023 im Bau befindliche Gebäude grenzt an das IZR an, die Eröffnung wird im Sommer 2025 erwartet.

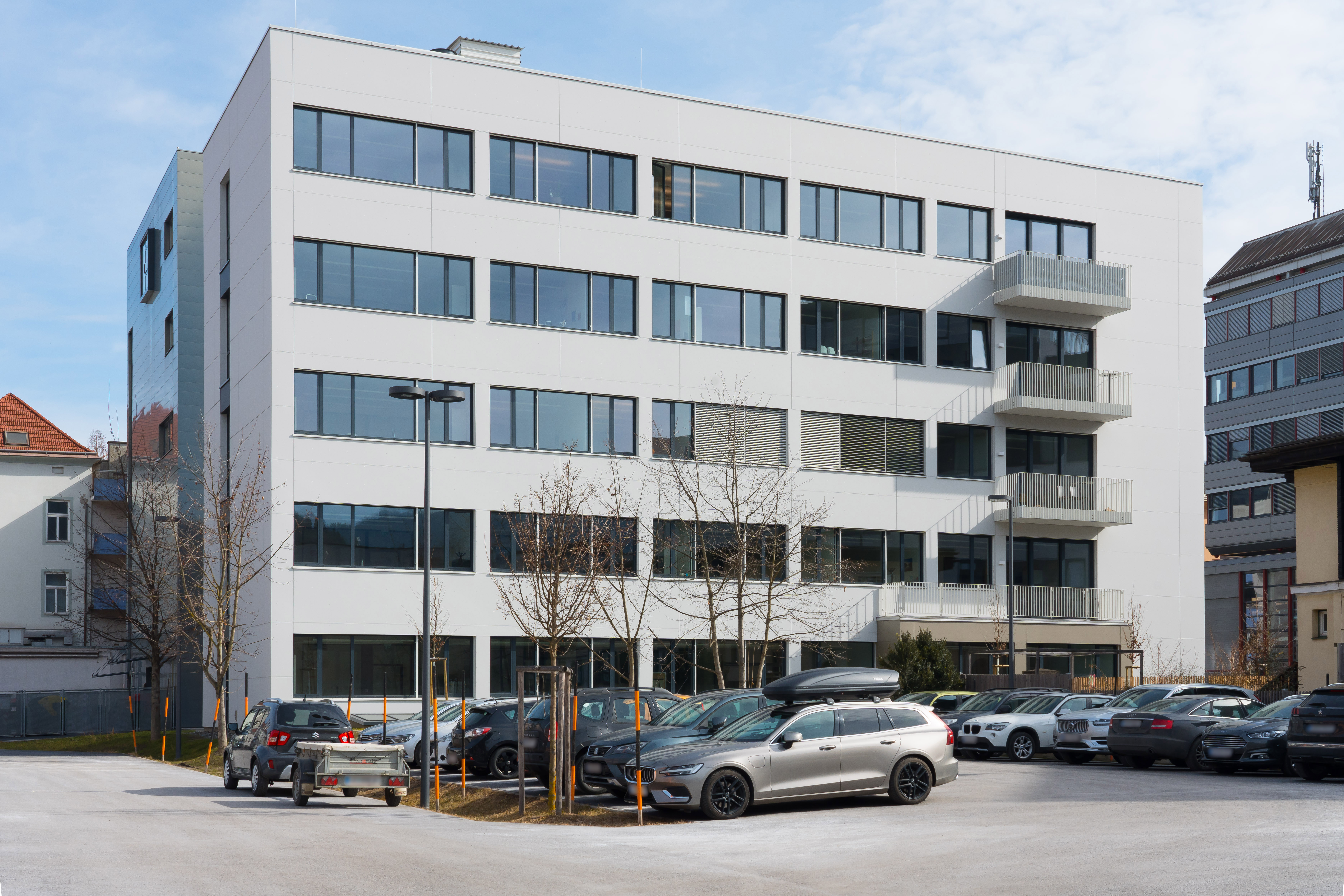
Westseite des Hauses der Digitalisierung

### IZR – Impulszentrum für Rohstoffe
Das 2011 eröffnete Impulszentrum für Rohstoffe (Roseggerstraße 11a, Leoben) beherbergt Beton-, Klima-, Wetter- und Chemielabore, sowie einen 10 Meter tiefen Versuchsschacht.

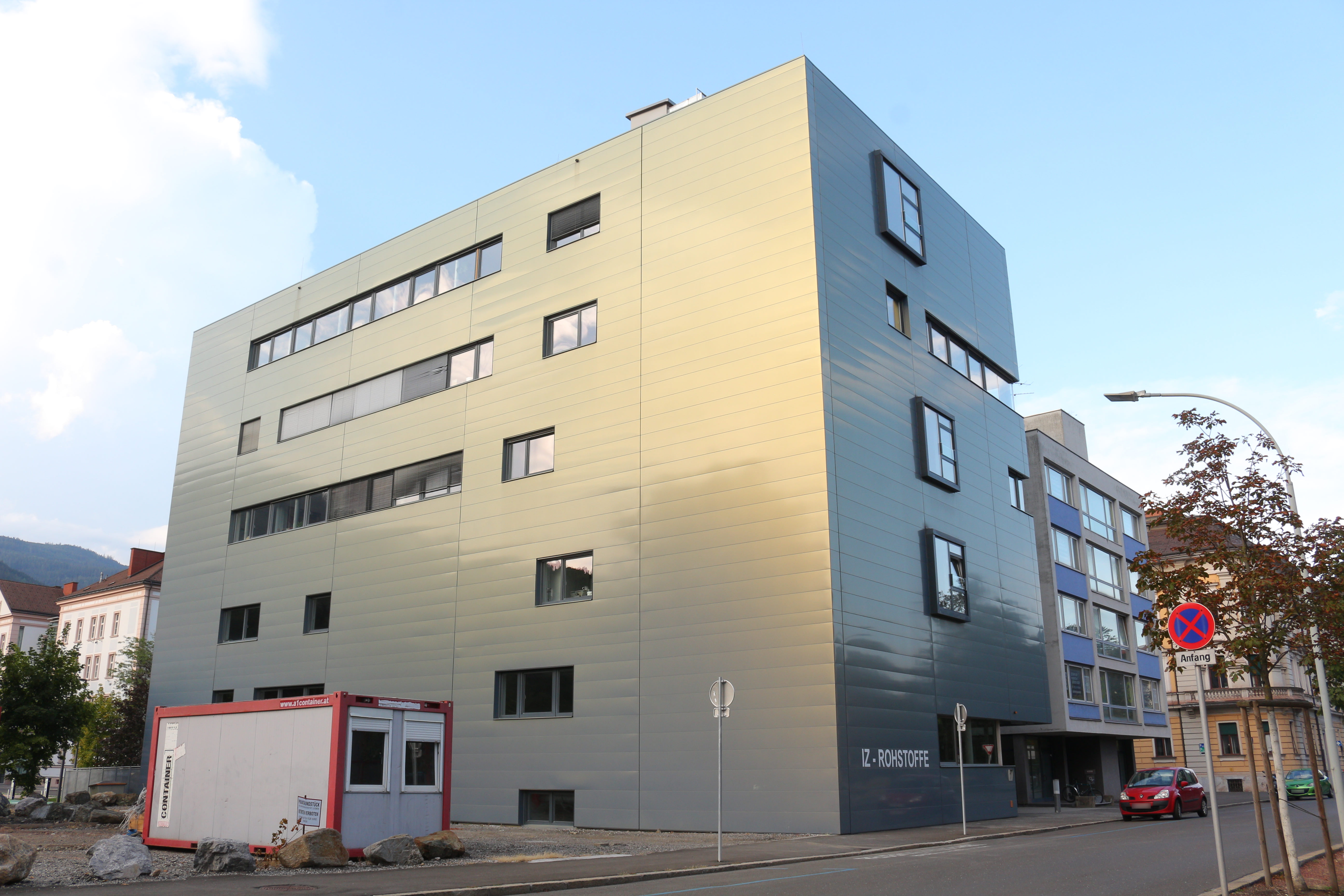
Südwestliche Ansicht des IZR
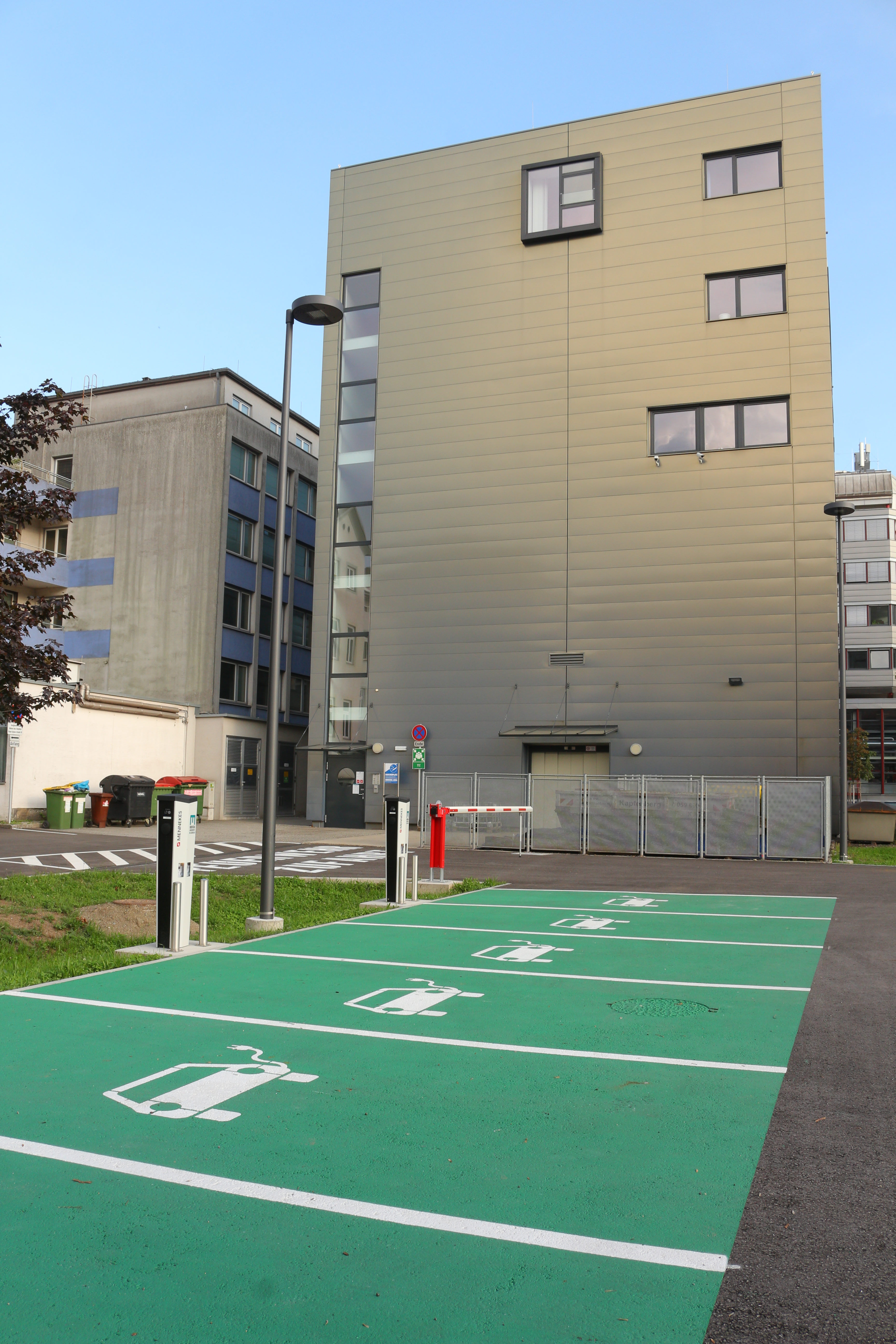
IZR-Rückseite und Ladestationen für Elektrofahrzeuge im Innenhof der Universität

### IZW – Impulszentrum für Werkstoffe
Das 2007 eröffnete Impulszentrum für Werkstoffe (Roseggerstraße 12, Leoben) bildet den Mittelpunkt des Werkstoffclusters der Montanuniversität und beherbergt das Materials Center Leoben und das Polymer Competence Center Leoben. Es umfasst Werkstatt-, Prüf- und Lasersysteme, Büro- und Laborräume und ein Seminarzentrum. Über eine Verbindungsbrücke ist das IZW mit dem RWZ verbunden.

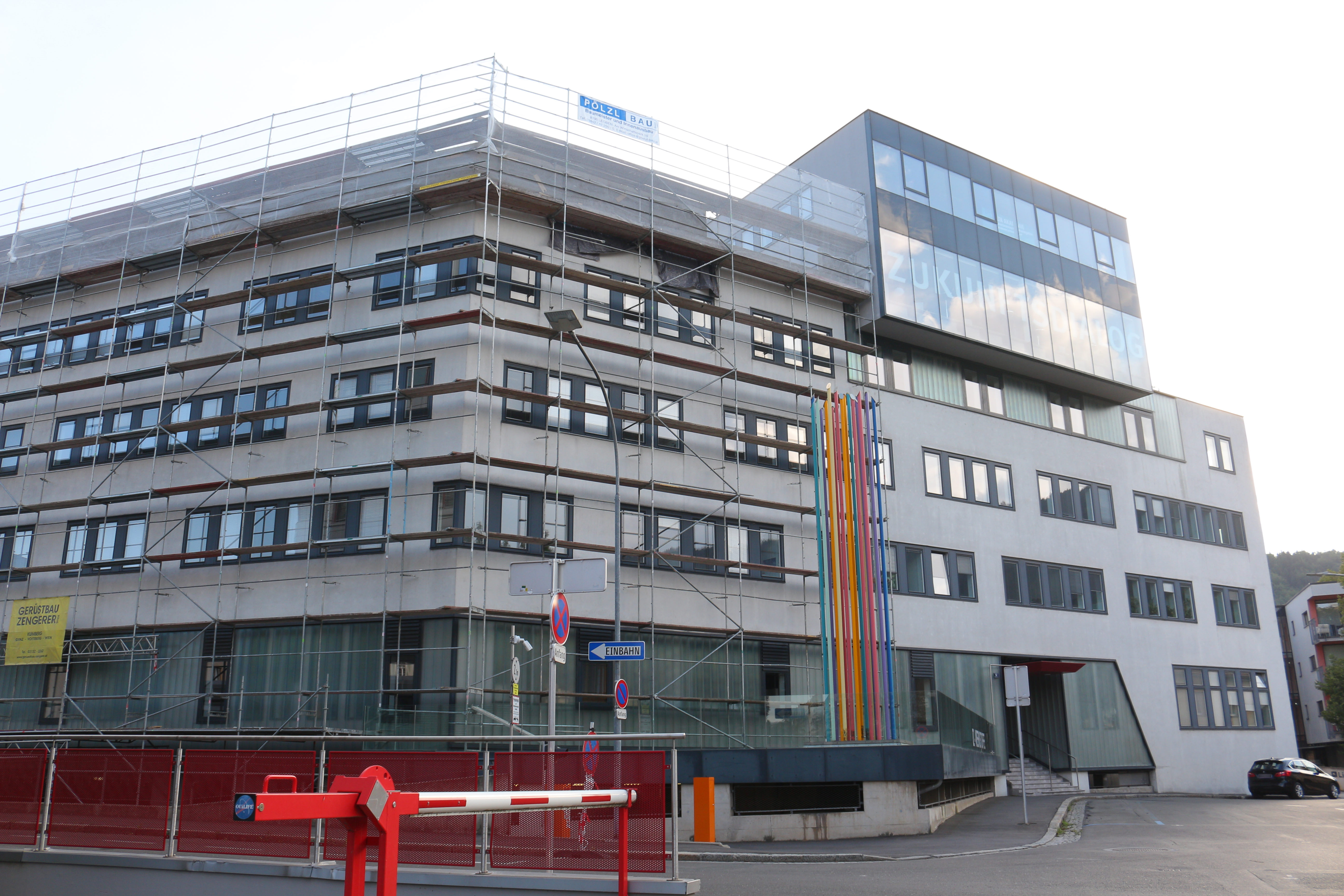
Roseggerstraße 12
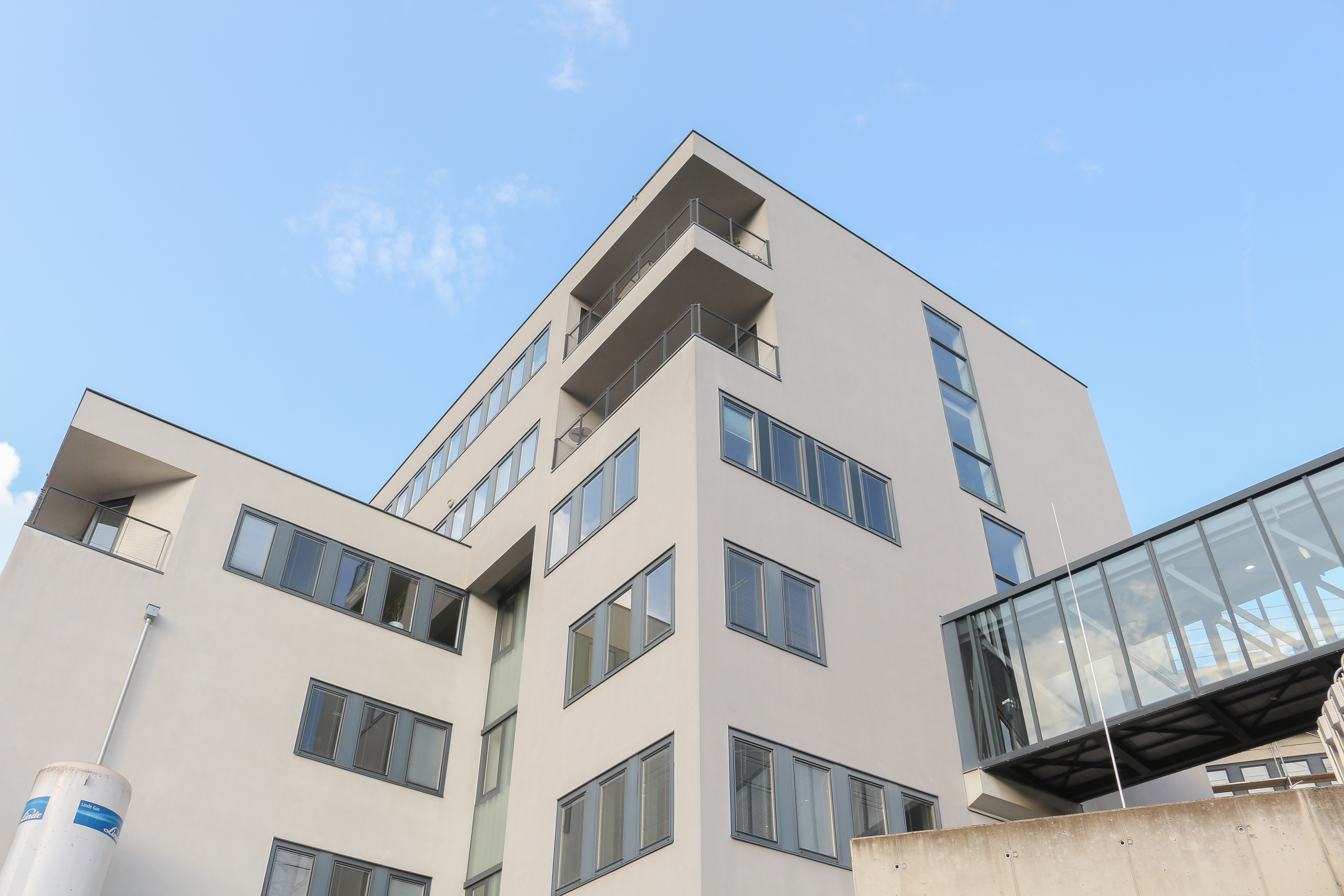
Rückseite des IZW
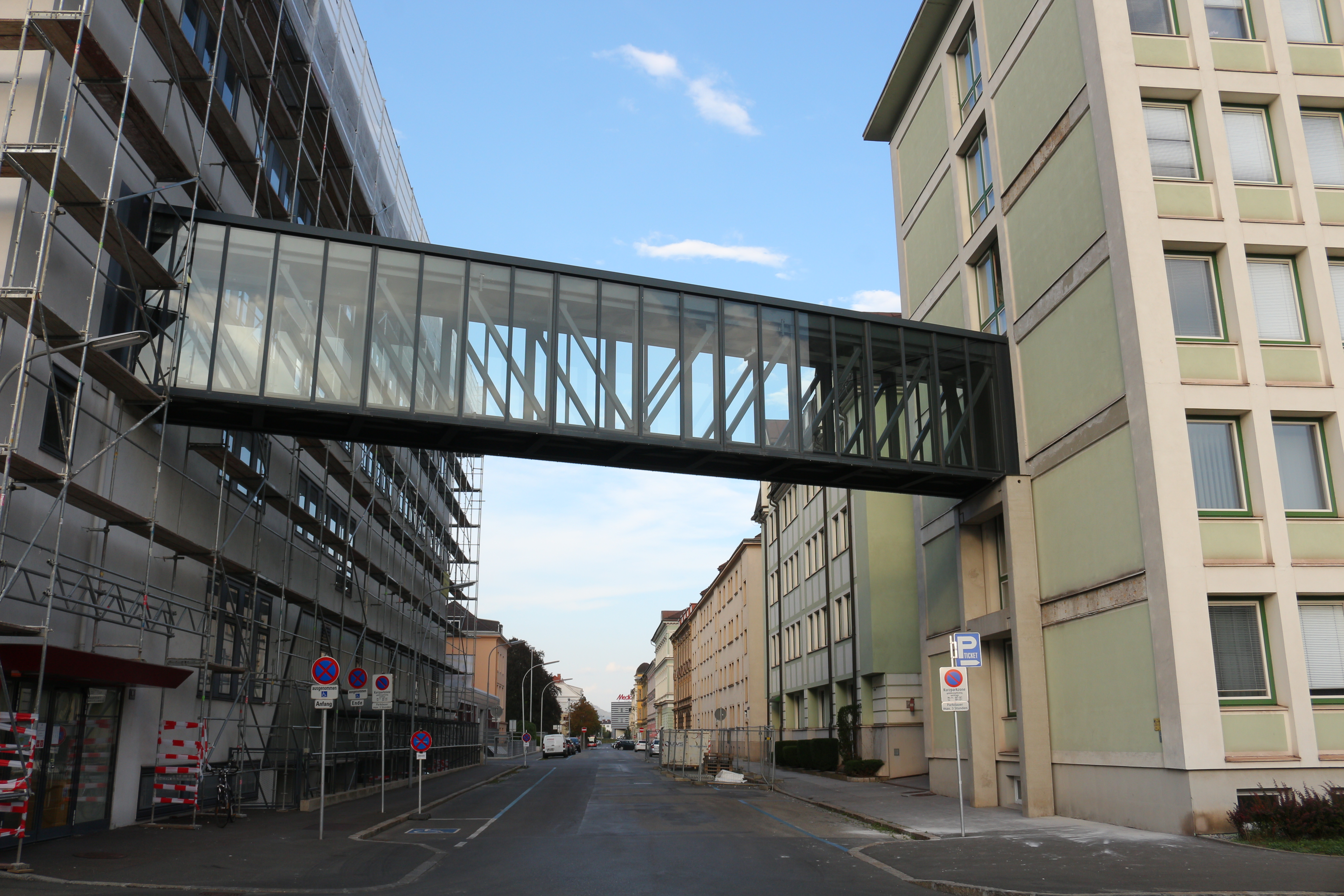
Verbindungsbrücke zwischen IZW (links) und RWZ (rechts)

### Parkstraße 31, Leoben
Der neben dem Rabcewicz-Gebäude gelegene Bau beinhaltet Labors des Departments Umwelt- und Energieverfahrenstechnik und des Lehrstuhls für Energieverbundtechnik. Das Gebäude wurde Ende der 2010er Jahre am einstigen Standort der Leobener Bezirkskammer für Land- und Forstwirtschaft errichtet. Bis etwa 2023 stand es diversen Abteilungen des Departments Petroleum Engineering zur Verfügung, die bereits Teile des Vorgängergebäudes genutzt hatten.

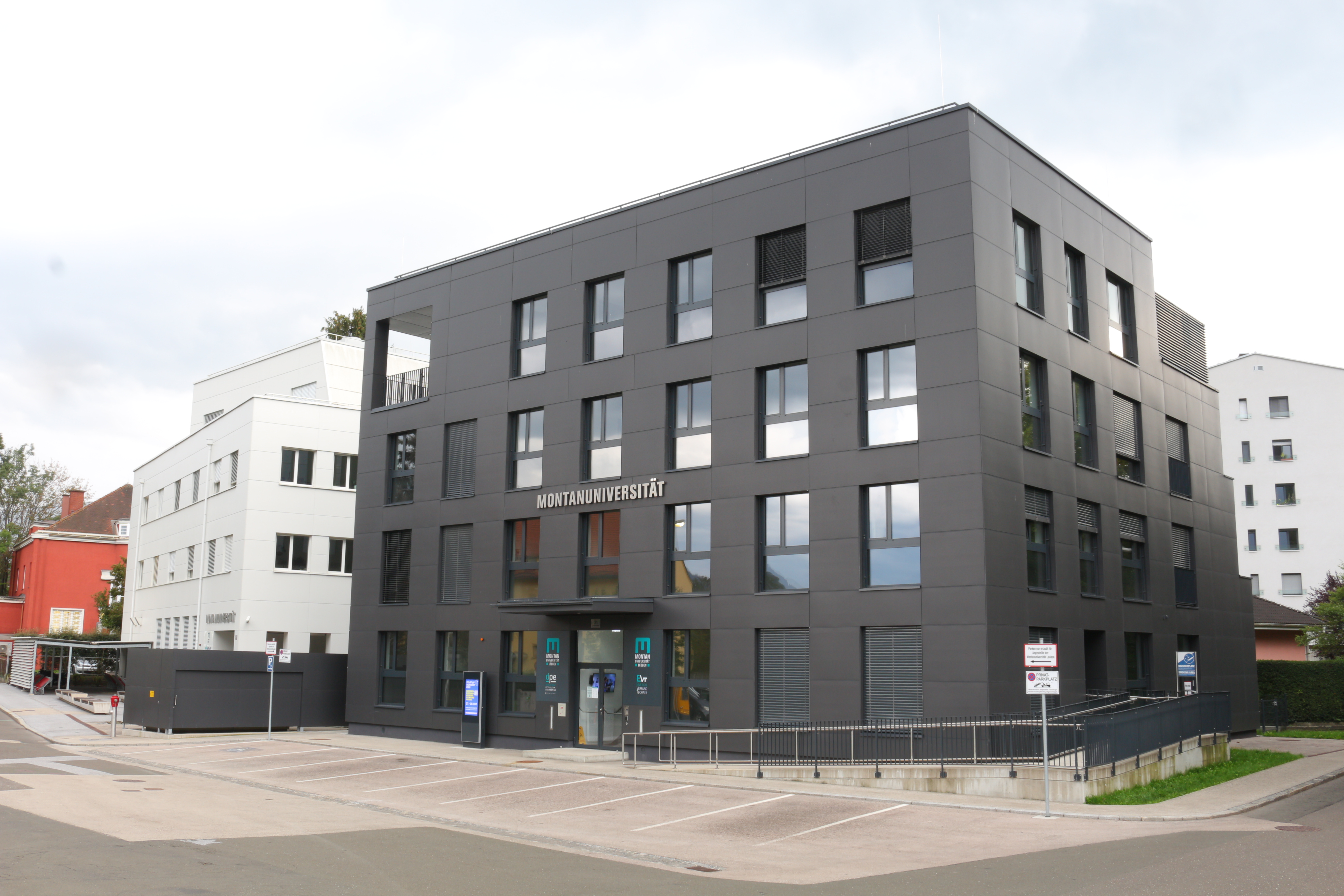
Parkstraße 31

### Peter-Tunner-Gebäude
Das nach dem ersten Professor und Rektor der Montanuniversität benannte Peter-Tunner-Gebäude (Peter Tunner-Straße 5, Leoben) beherbergt die rund 8.200 Exemplare umfassende Mineraliensammlung des Lehrstuhls für Rohstoffmineralogie.

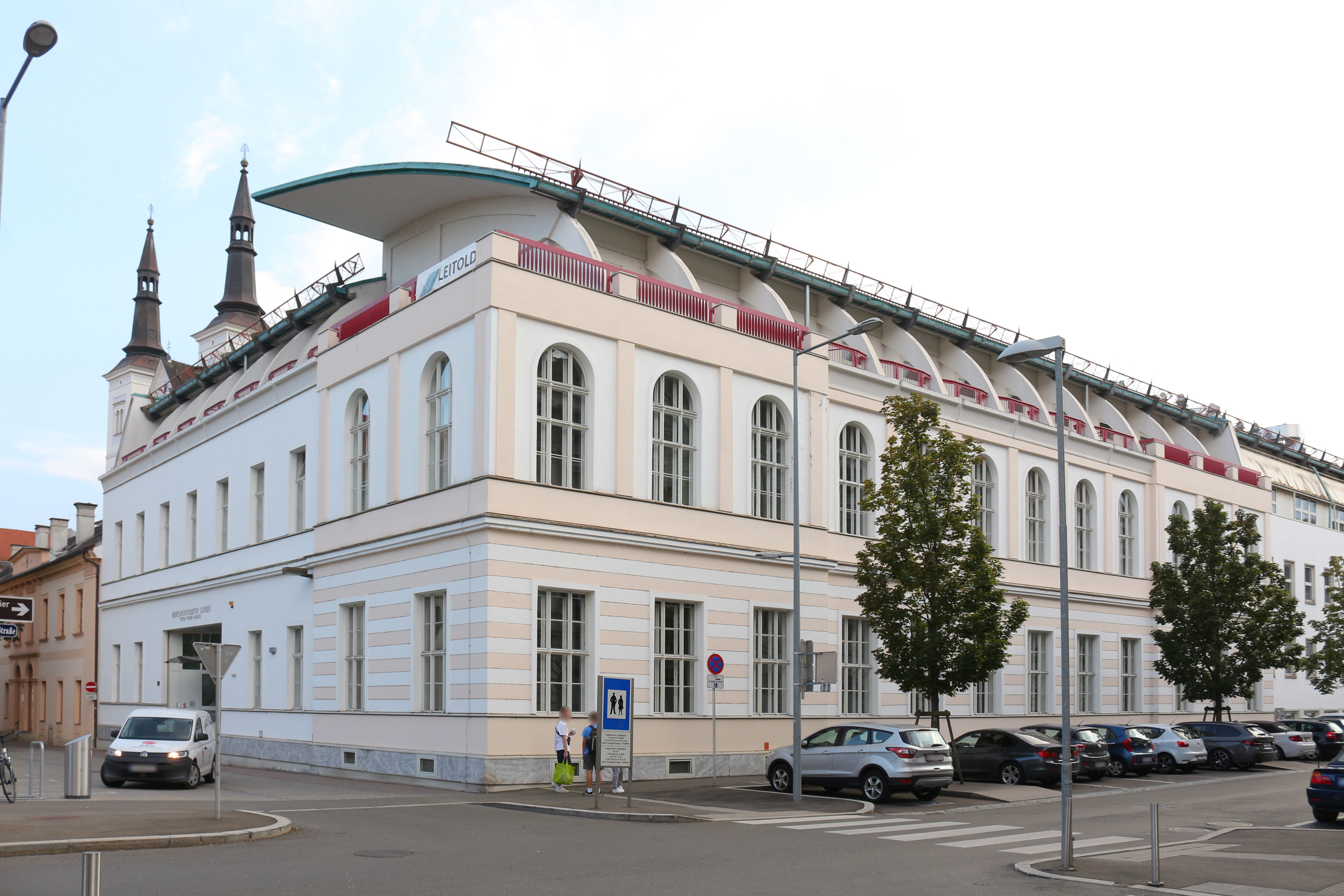
Kreuzung Erzherzog-Johann-Straße.
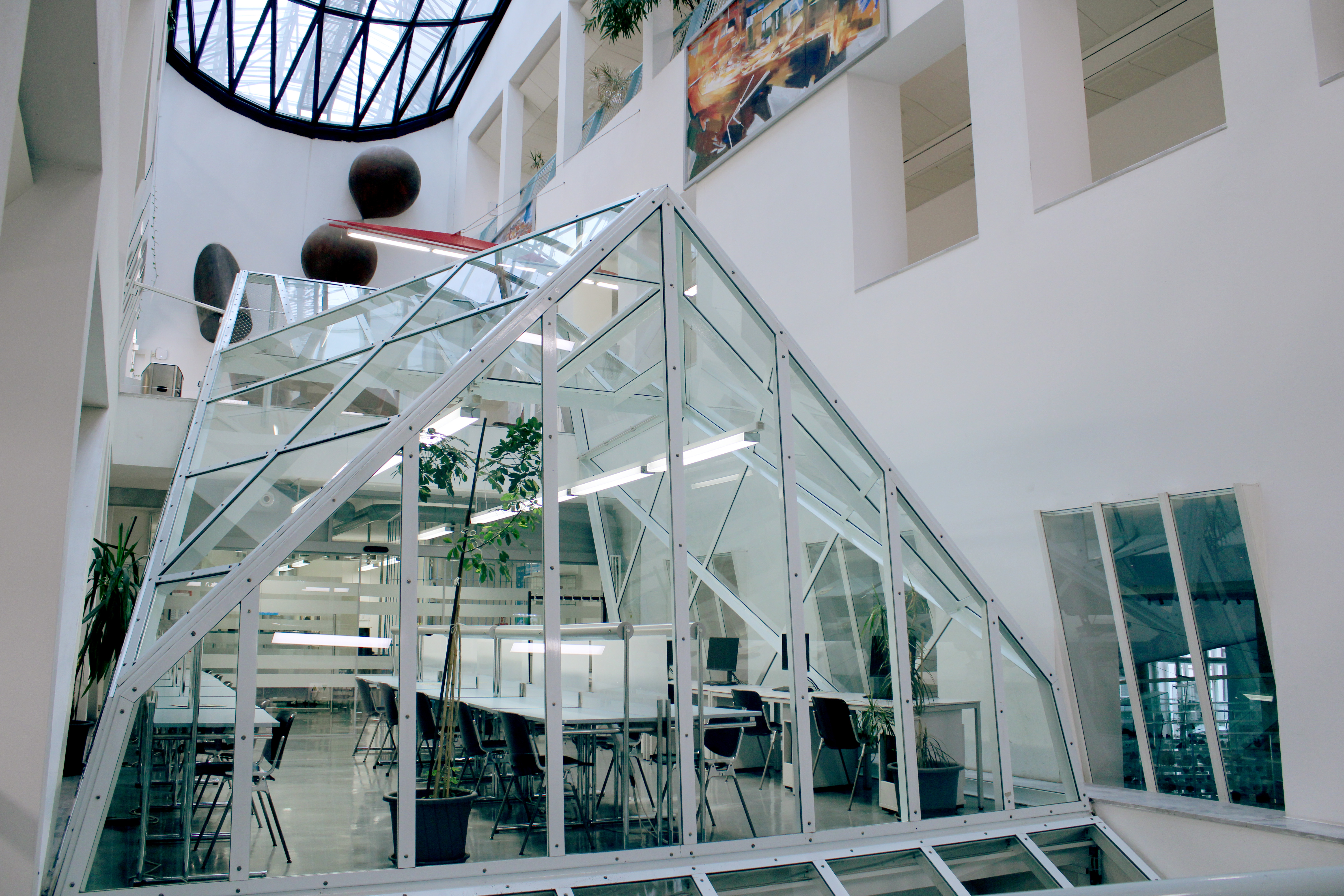
Fachbibliothek
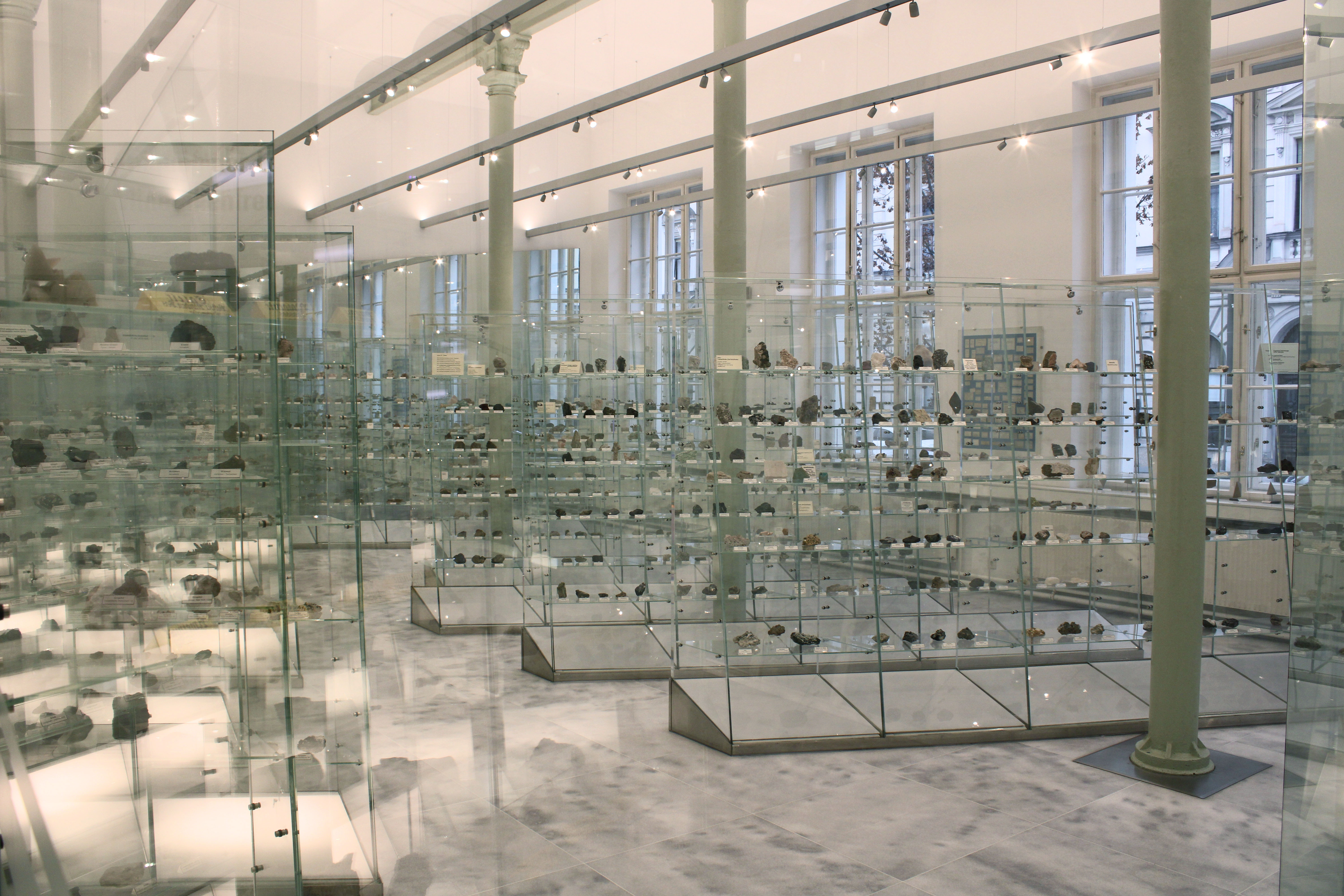
Mineralogisch-petrologische Sammlung

### Rabcewicz-Gebäude

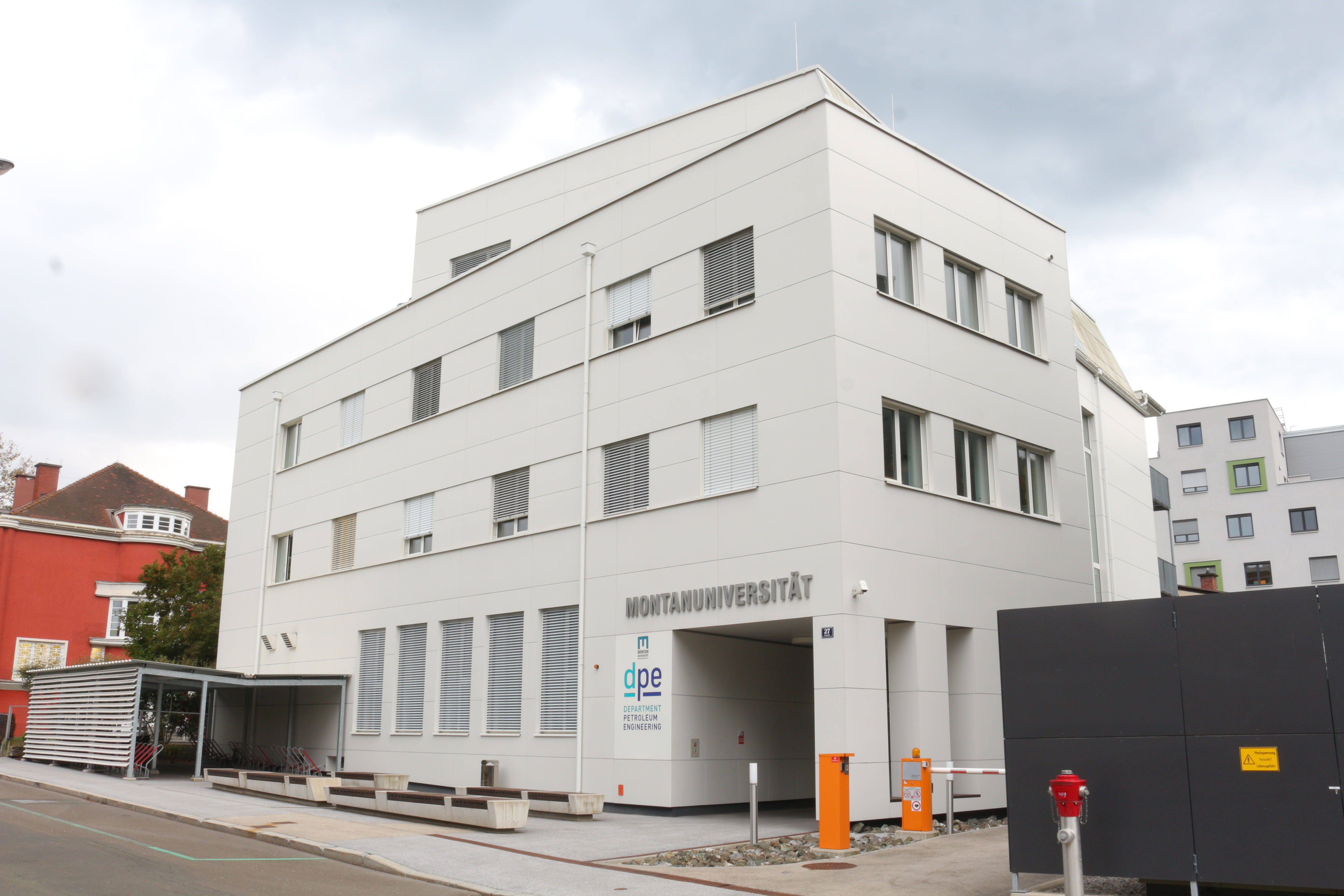
Rabcewicz-Gebäude

Das in den 1970er Jahren errichtete Rabcewicz-Gebäude (Parkstraße 27, Leoben) wurde in den 1970er Jahren erbaut und nach dem Tunnelbauprofessor Ladislaus von Rabcewicz benannt. Es beherbergt das Department Geoenergy Engineering (ehemals Department Petroleum Engineering). Die Bundesimmobiliengesellschaft (BIG) ersetzte 2016 eine in den 1990er Jahren angegliederte Halle durch einen dreigeschoßigen Anbau. Von den Sanierungskosten in Höhe von 6 Mio. Euro übernahm die BIG selbst 3 Mio. Euro. Den verbleibenden Betrag teilten sich Montanuniversität und OMV.

### Rittingergebäude
Das zwischen 1950 und 1955 errichtete Rittingergebäude (Parkstraße 19, Leoben) kam dem damals steigenden Bedarf an Versuchshallen nach und beherbergte zunächst die Institute Walzwerkskunde und Aufbereitung. Es ist benannt nach Peter von Rittinger. 2011 übersiedelte der Lehrstuhl für Aufbereitung und Veredelung in das IZR, es verbleibt der Lehrstuhl für Umformtechnik. 2025 wurde auf dem Dach des Rittingergebäudes eine Photovoltaikanlage installiert.

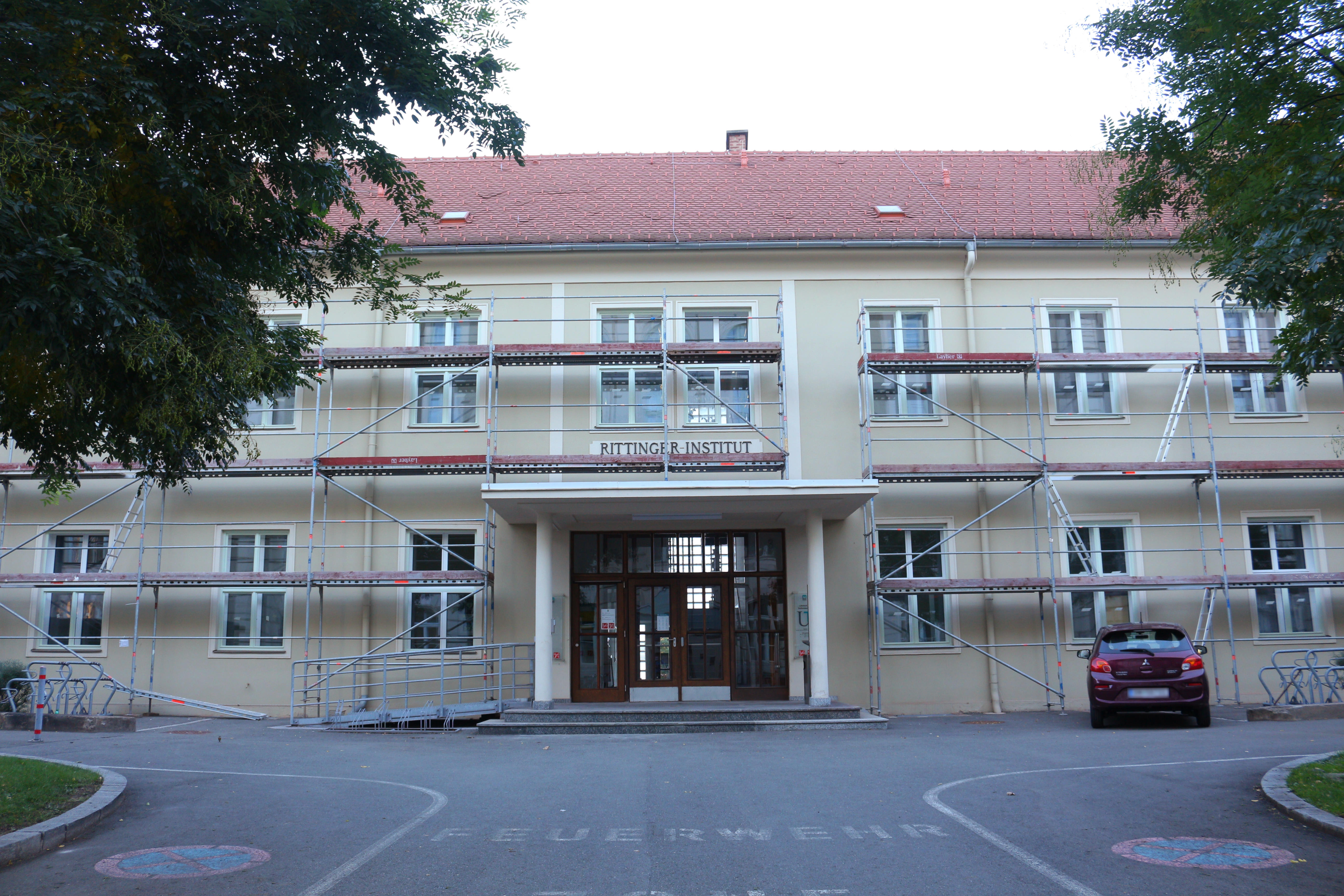
Ansicht aus Westen
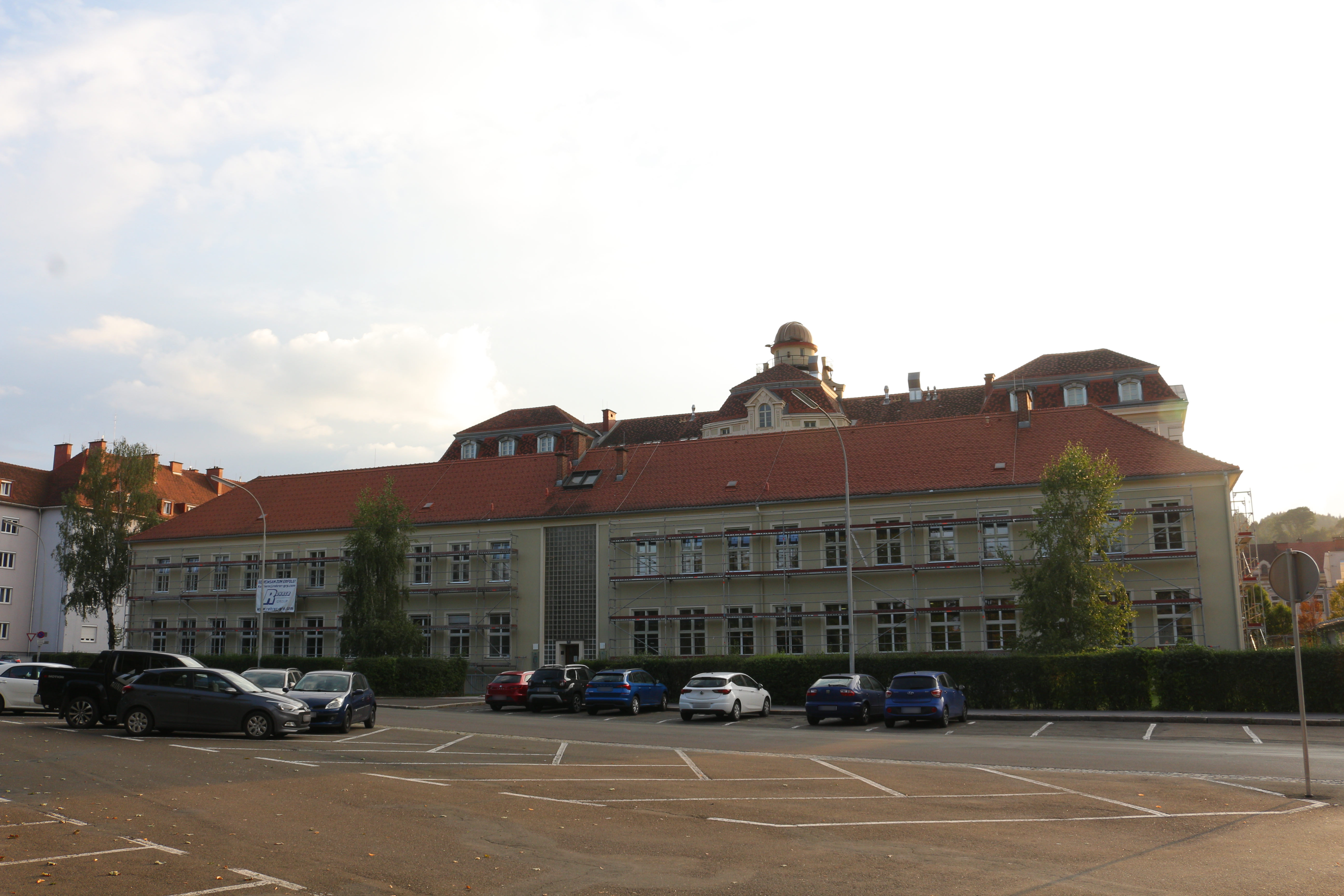
Ansicht aus Osten

### Recyclingzentrum
Das einstige Gebäude der Leobner Stadtbibliothek soll zukünftig ein Recyclingcenter und Räumlichkeiten für die Kooperation mit Schulen beinhalten.

### RWZ – Rohstoff- und Werkstoffzentrum
Das 1958 fertiggestellte Gebäude (Erzherzog Johann-Straße 3, Leoben) beherbergte früher die Leobner Gerichte und Staatsanwaltschaft, die seit 2005 ihren Sitz im Justizzentrum Leoben haben.

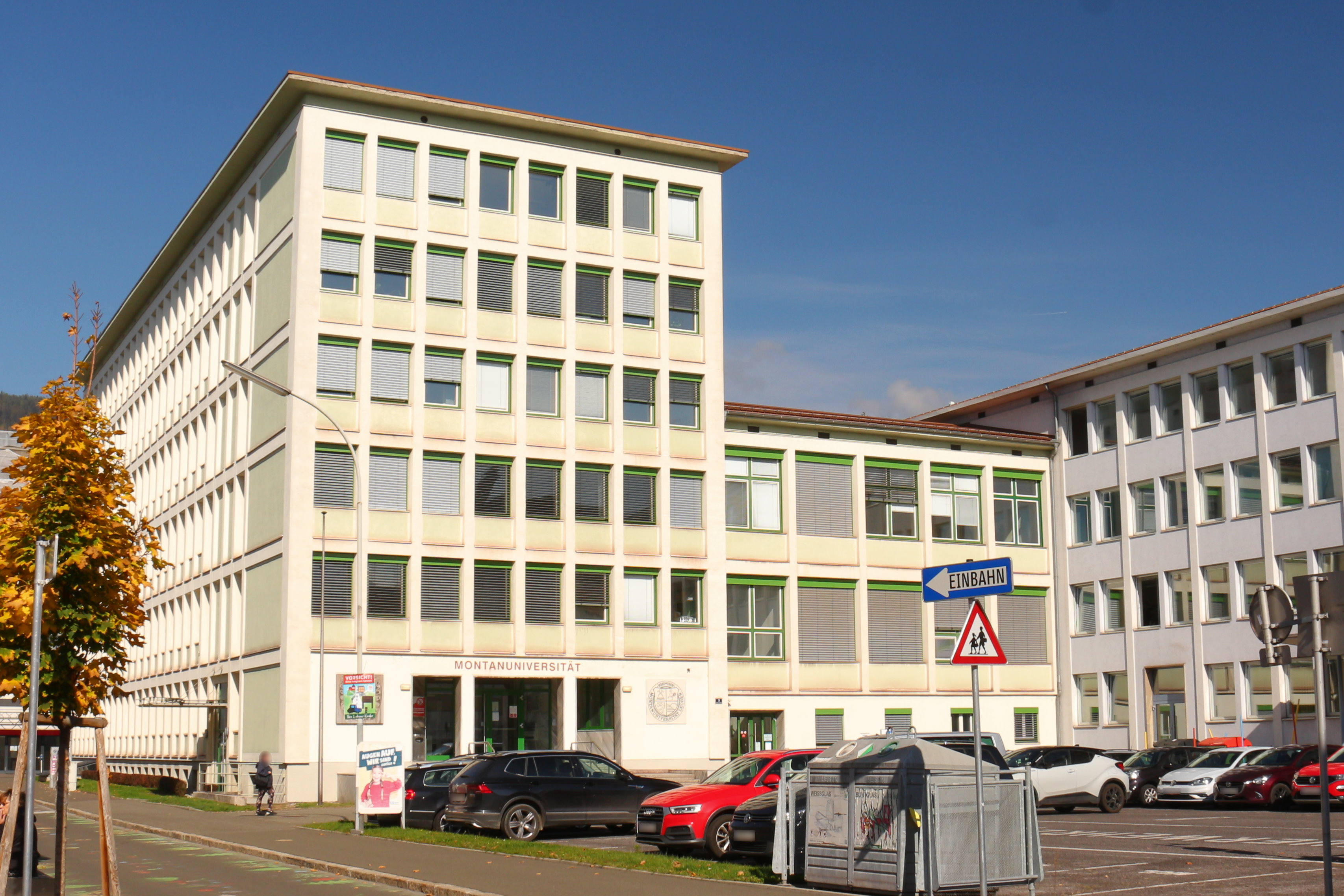
Erzherzog Johann-Straße 3
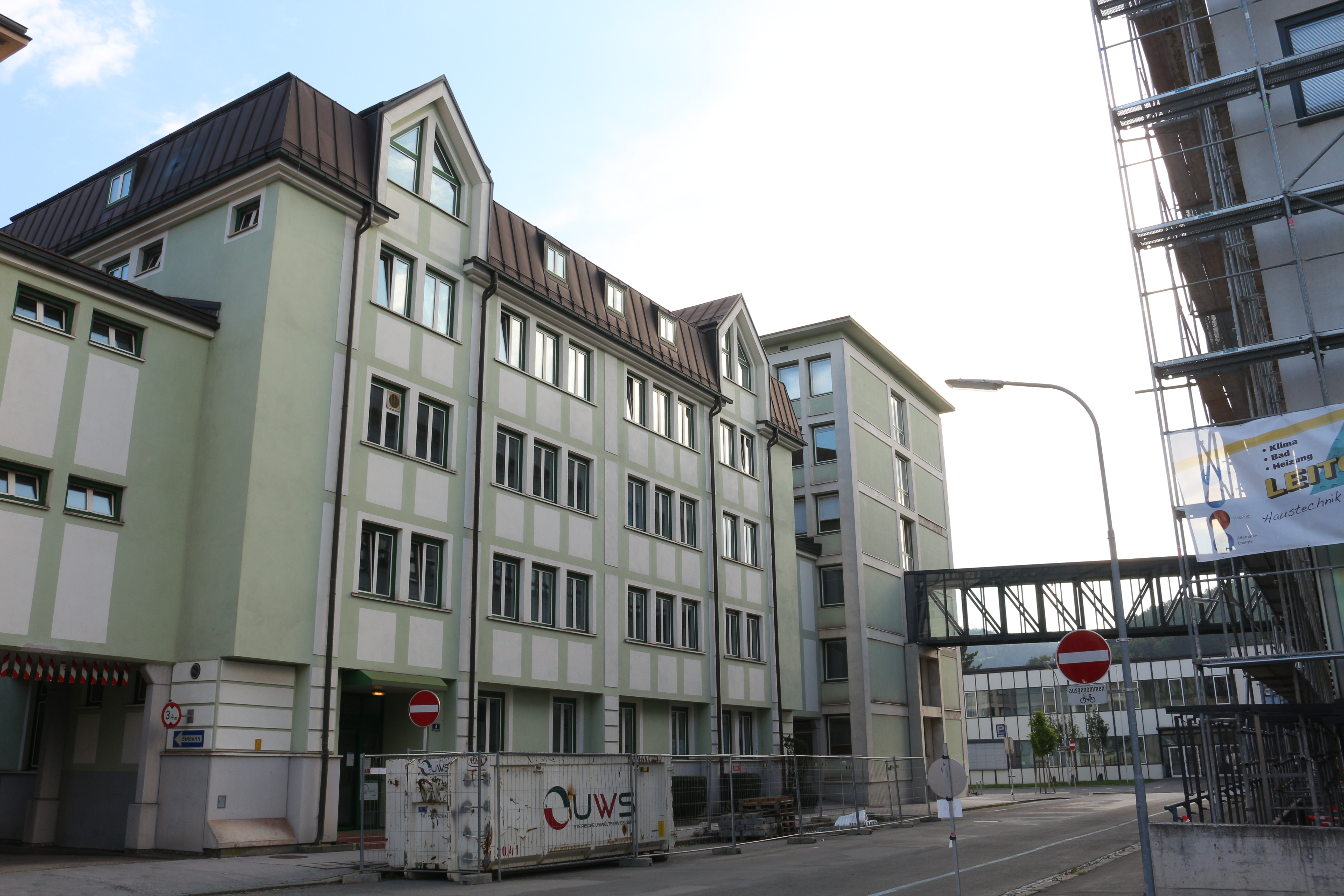
Rückseite des RWZ mit Verbindungsbrücke zum IZW (rechts)
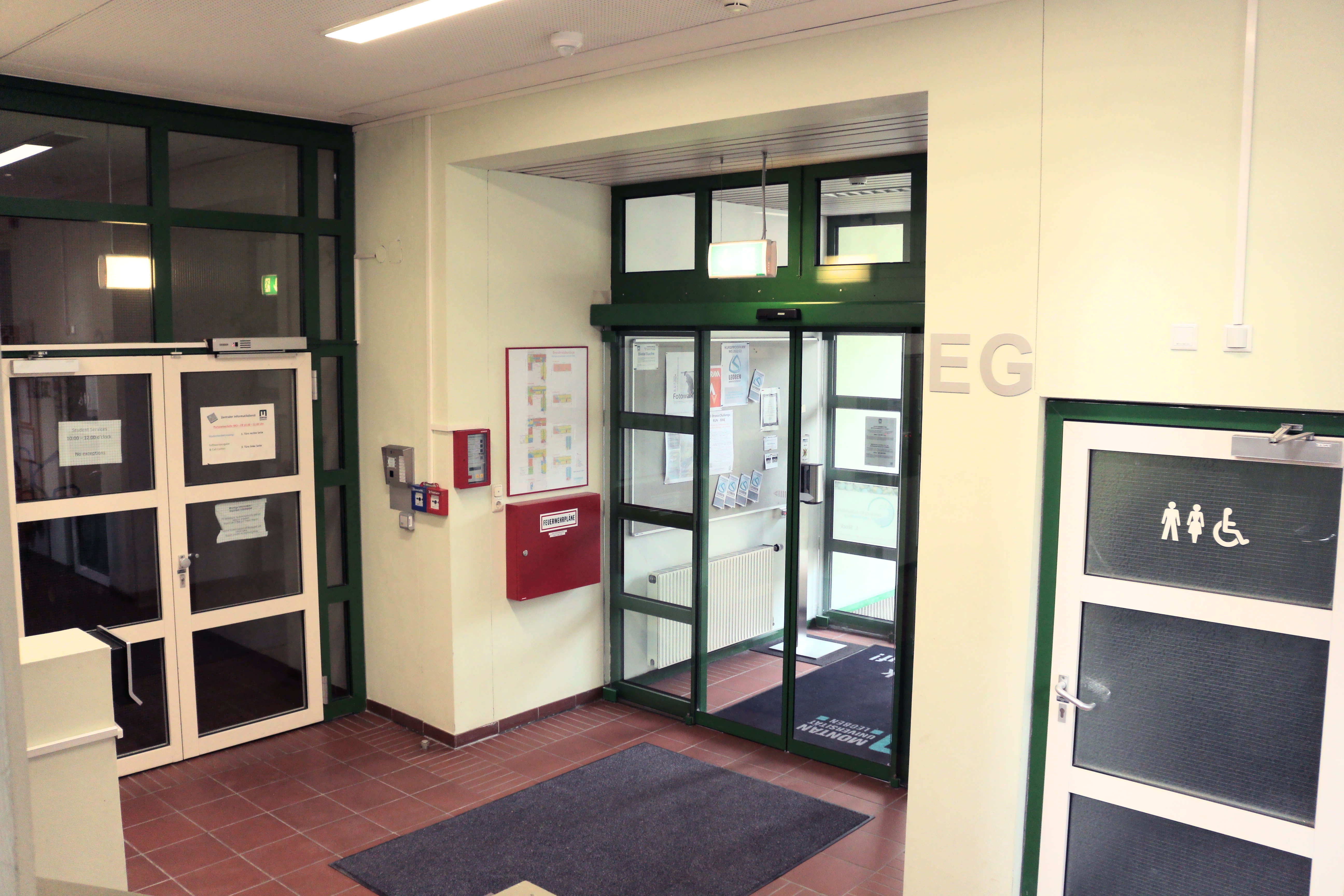
Erdgeschoß Eingang Tendlerstraße

### Studienzentrum
Das Studienzentrum (Peter Tunner-Straße 23, Leoben) liegt zwischen den Impulszentren und dem Technologie-Transfer-Zentrum an der Mur. Der inklusive Tiefgarage vierstöckige Bau ist auf 1000 Personen ausgelegt und umfasst drei Hörsäle, Lern- und Begegnungszonen sowie Büros der Österreichische Hochschülerinnen- und Hochschülerschaft, des Studiendekanats und der Studienabteilung. Die Kosten des von 2020 bis 2022 von der Bundesimmobiliengesellschaft errichteten Gebäudes beliefen sich auf 31 Mio. Euro.

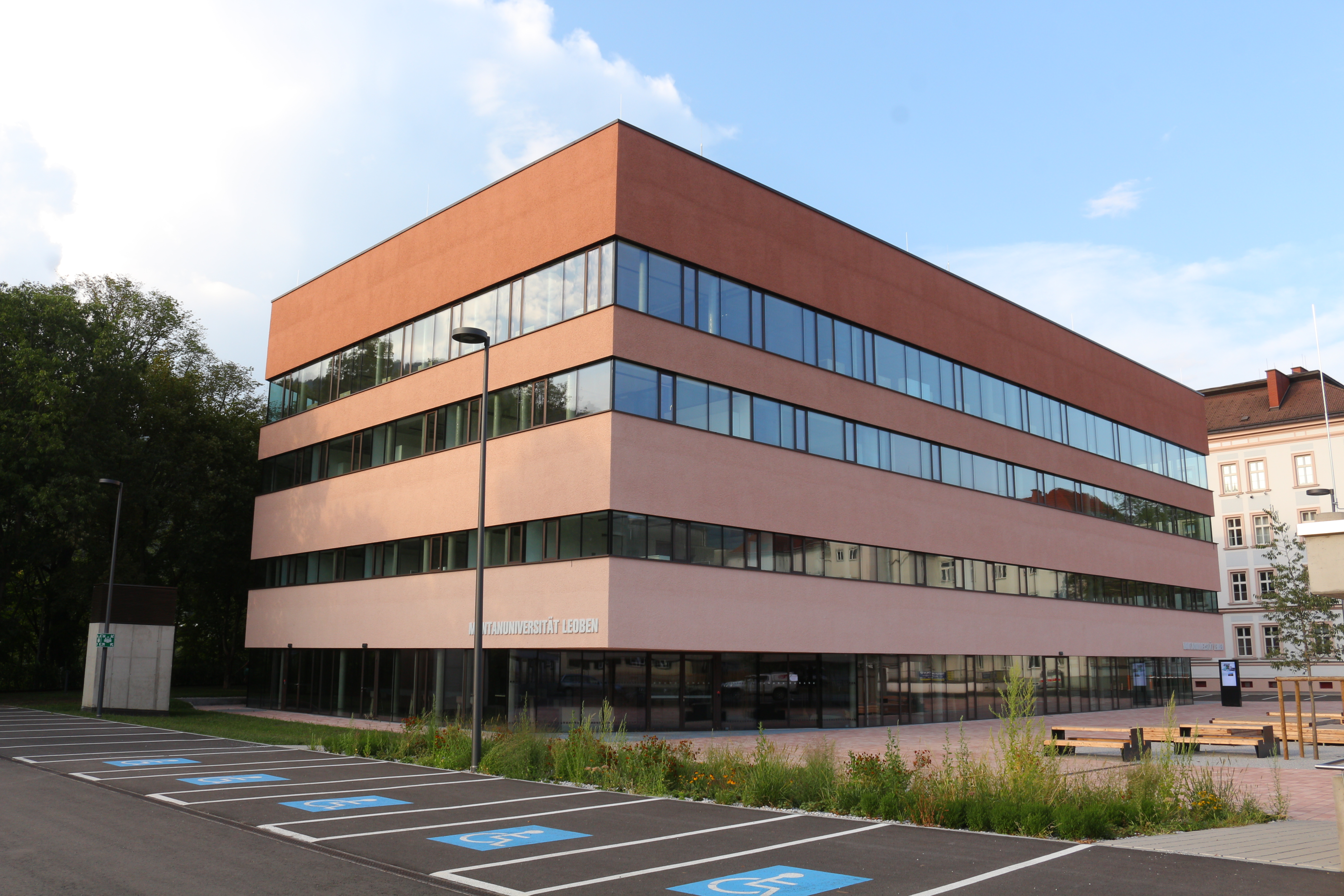
Ansicht aus Süden
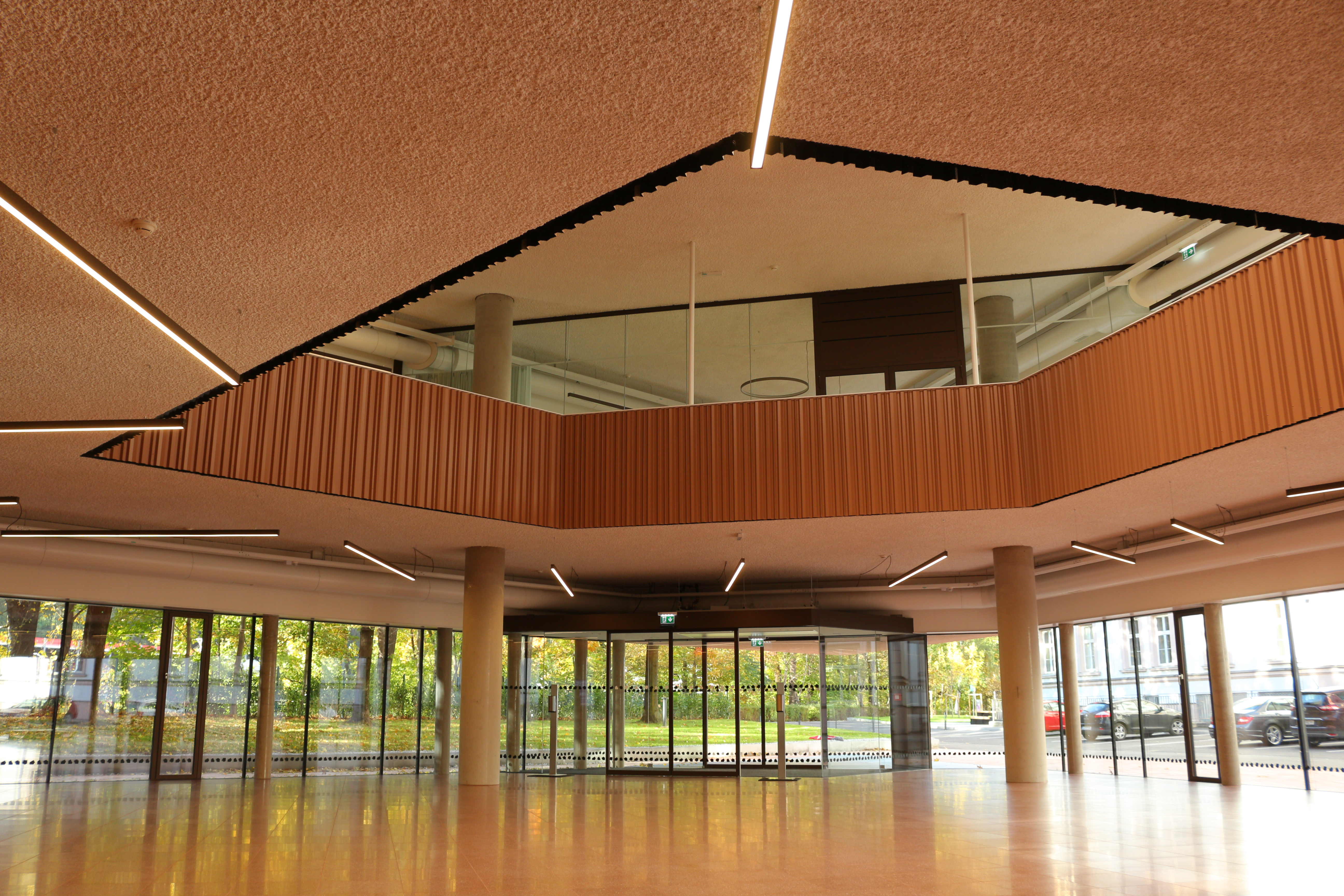
Foyer Nord
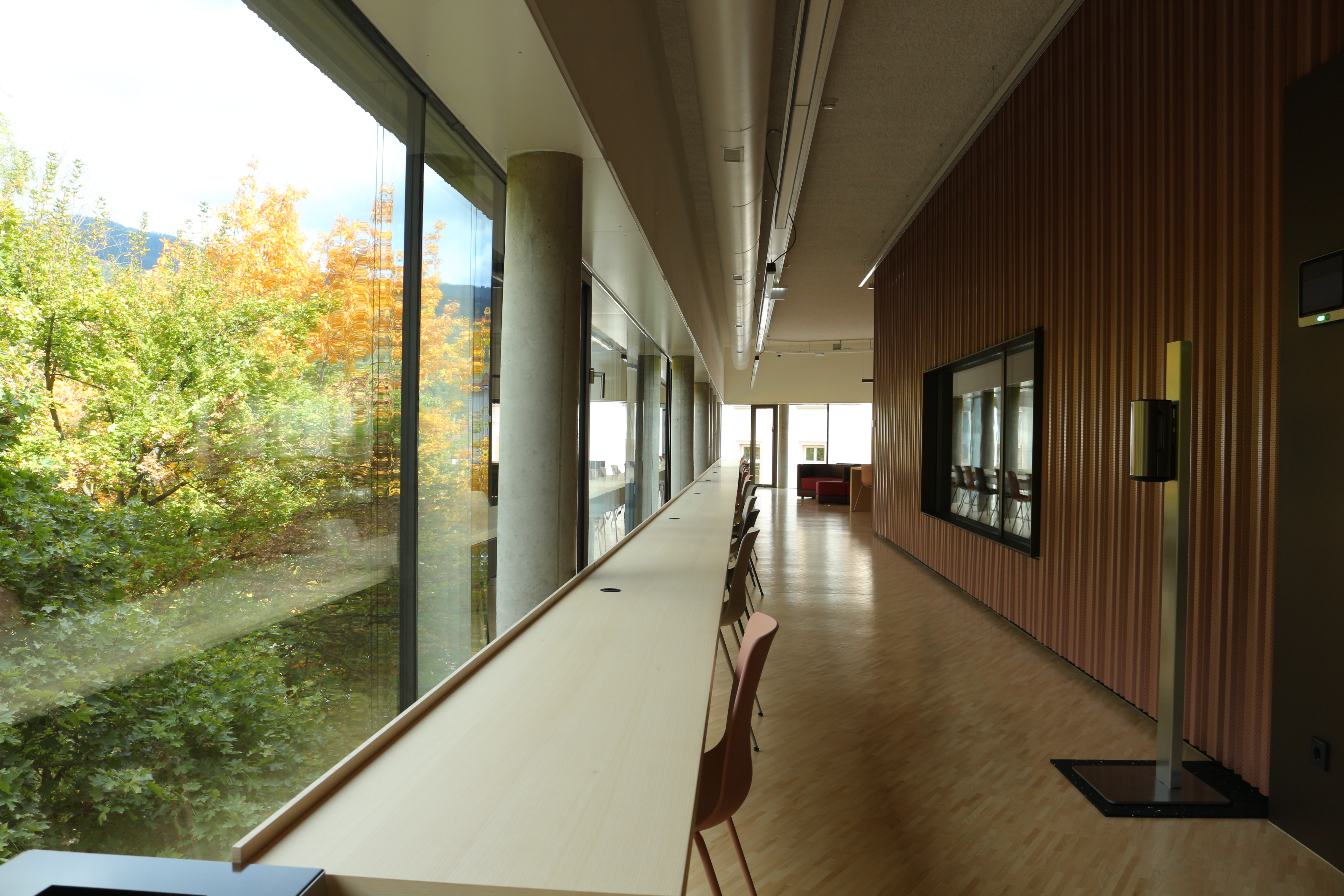
Gang mit Lernplätzen
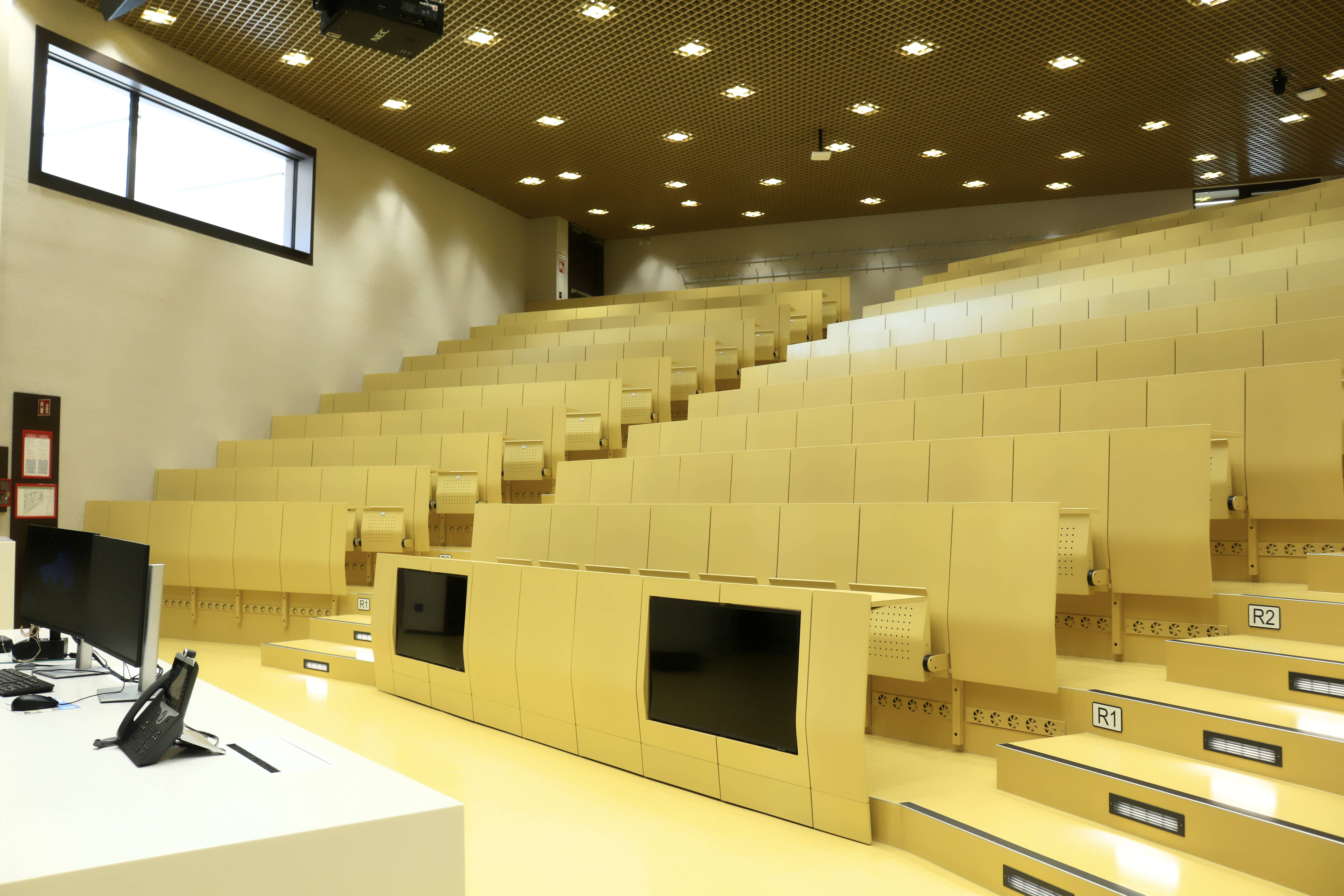
Einer der drei Hörsäle

### TTZ – Technologie-Transfer-Zentrum
Das Technologie-Transfer-Zentrum (Peter Tunner-Straße 25–27, Leoben) beherbergt u. a. das mit dem Technologietransfer beauftragte Außeninstitut sowie diverse Lehrstühle. Der nördliche Trakt trägt die Hausnummer 27, der südliche die Hausnummer 25.

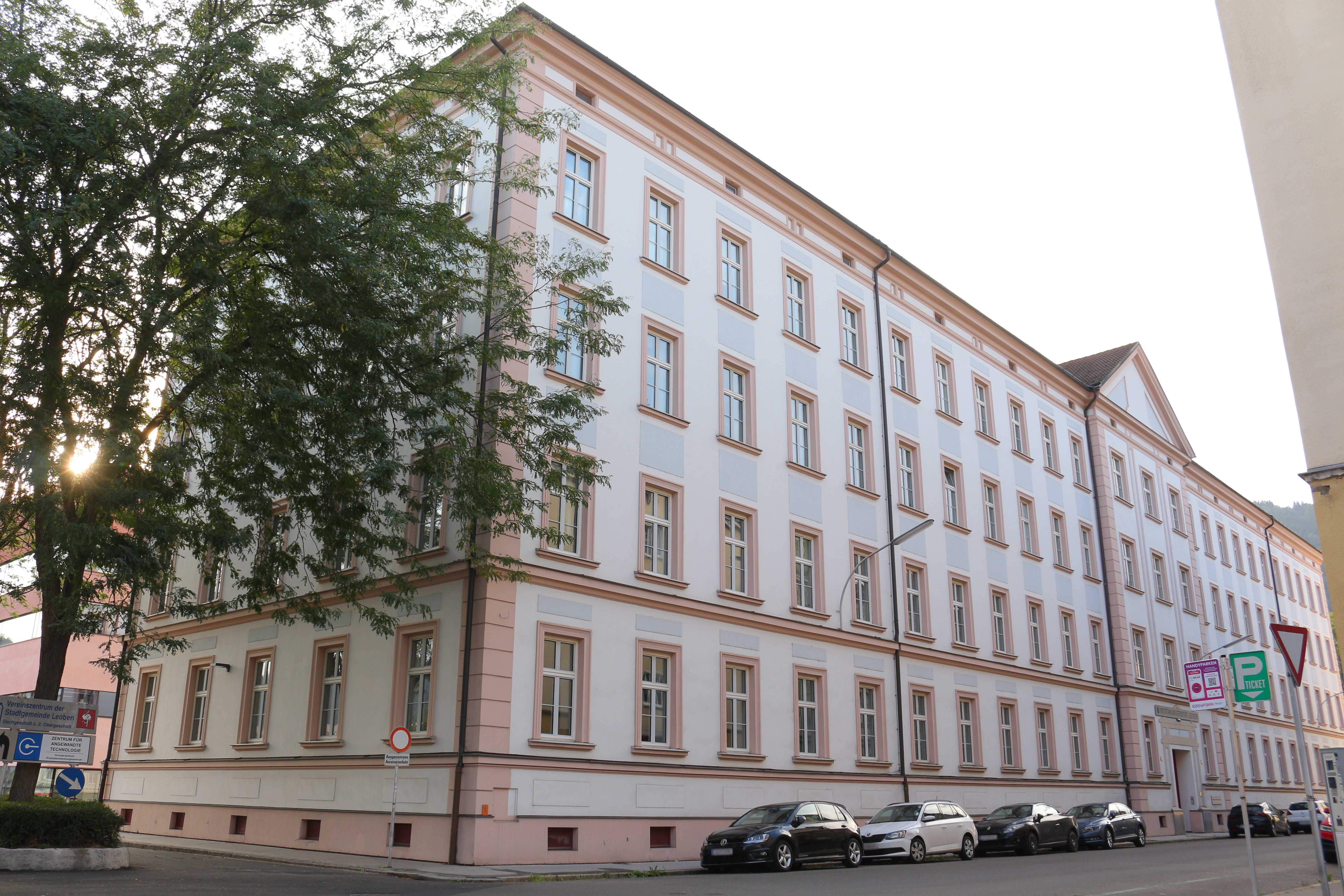
Peter-Tunner-Straße 25–27
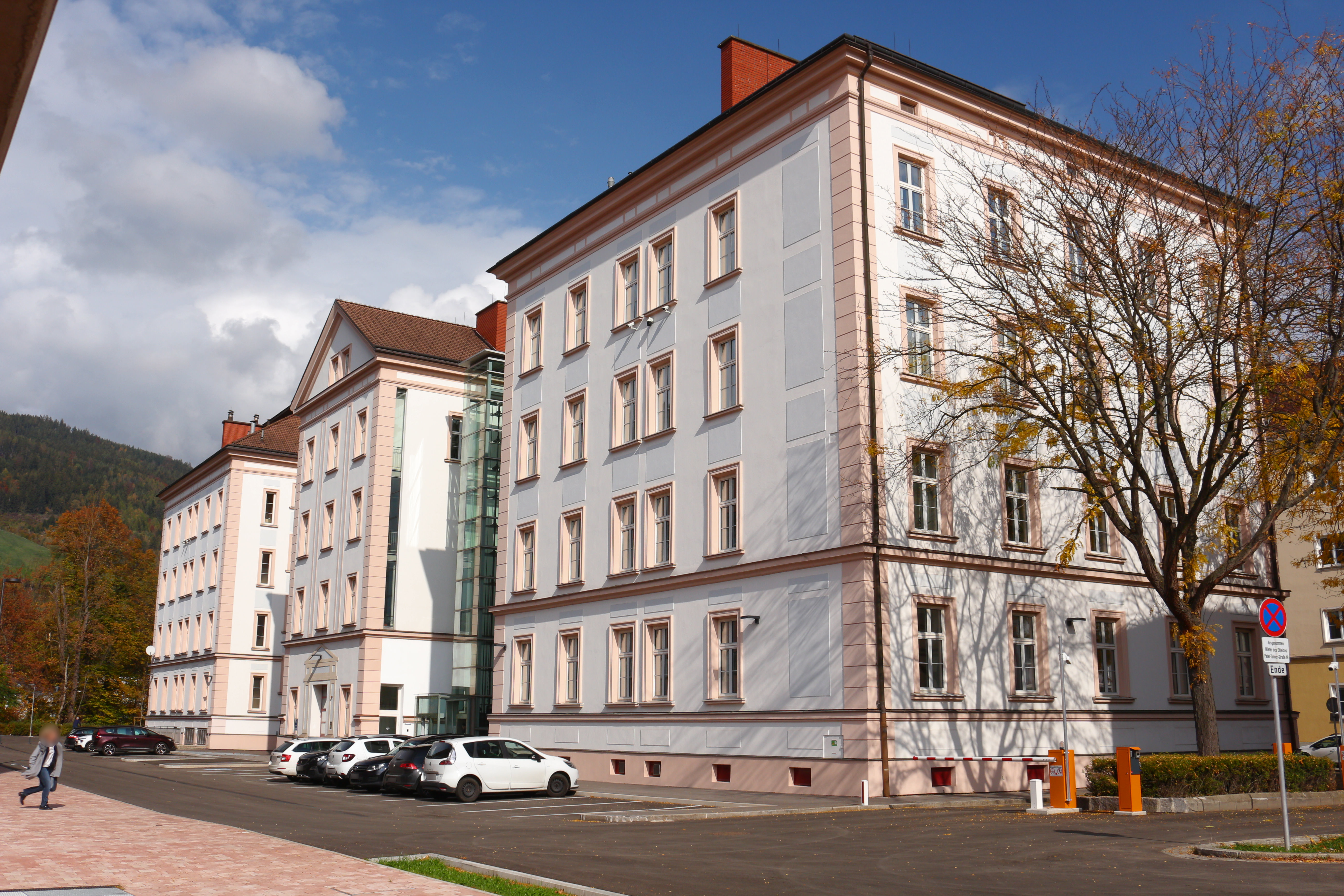
Rückseite, links davon das Hörsaalzentrum
Erklärtafel zum Gebäude, gegossen von Grassmayr

### ZAB – Zentrum am Berg
Das Zentrum am Berg (Zentrum am Berg 1, Eisenerz) ist ein Forschungszentrum für Tunnel- und Bergbau und verfügt über eine Untertageanlage zu Forschungs-, Entwicklungs-, Ausbildungs- und Trainingszwecken. Diese besteht aus je zwei parallel geführten Straßen- und Eisenbahntunneln, sowie einem Versuchsstollen, wodurch realitätsnahe Untertagebedingungen ermöglicht werden.

### ZAT – Zentrum für angewandte Technologie
Das Zentrum für angewandte Technologie (Peter Tunner-Straße 19, Leoben) ist ein gemeinsames Gründerzentrum der Montanuniversität und Stadtgemeinde Leoben (Leoben Holding GmbH).

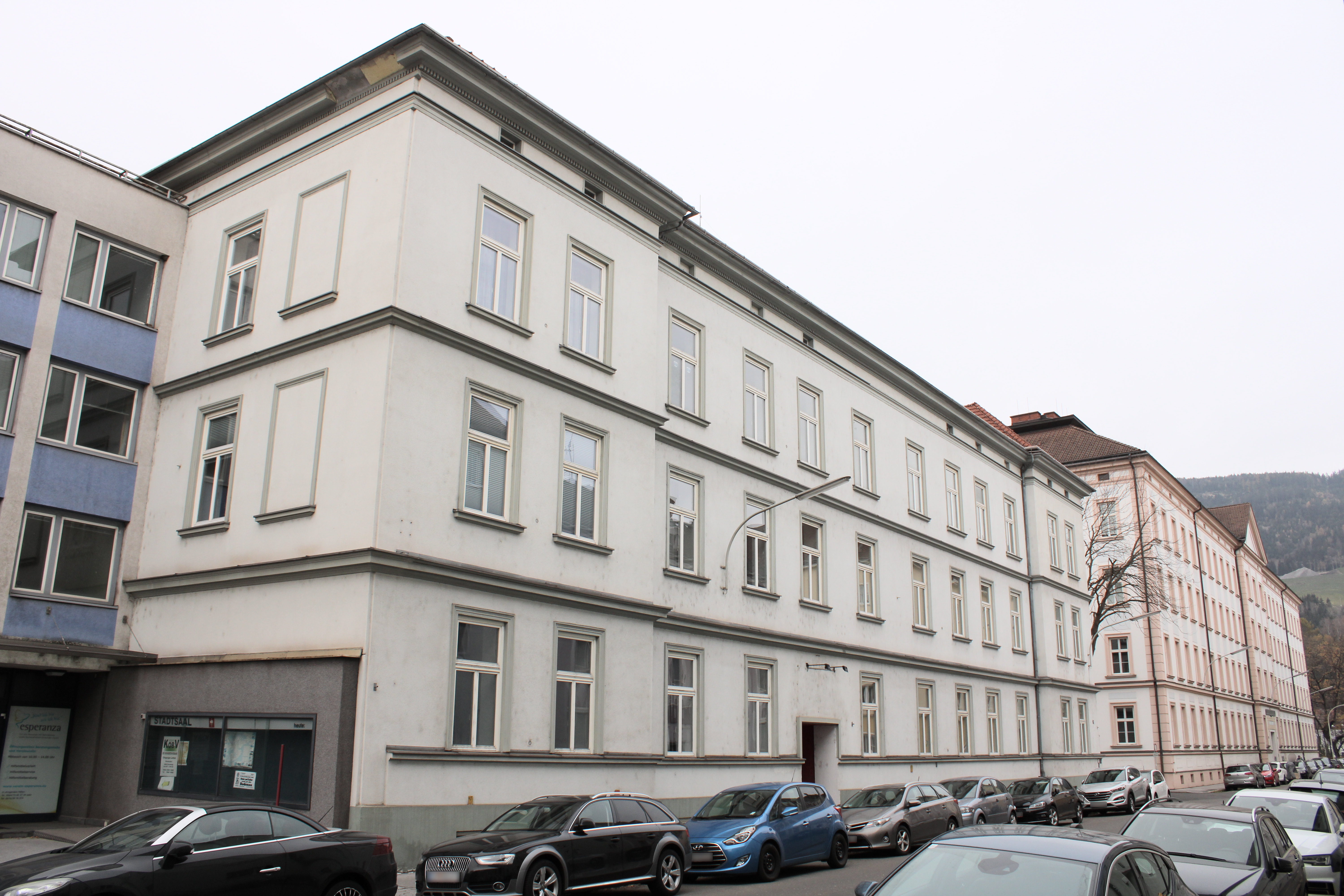
ZAT

### ZKT – Zentrum für Kunststofftechnik
Das Gebäude in der Leobner Otto Glöckel-Straße 2 diente früher als Forschungs- und Rechenzentrum der Österreichisch-Alpine Montangesellschaft und wurde im April 2010 nach umfangreicher Renovierung für die Nutzung durch das Department Kunststofftechnik der Montanuniversität eröffnet.

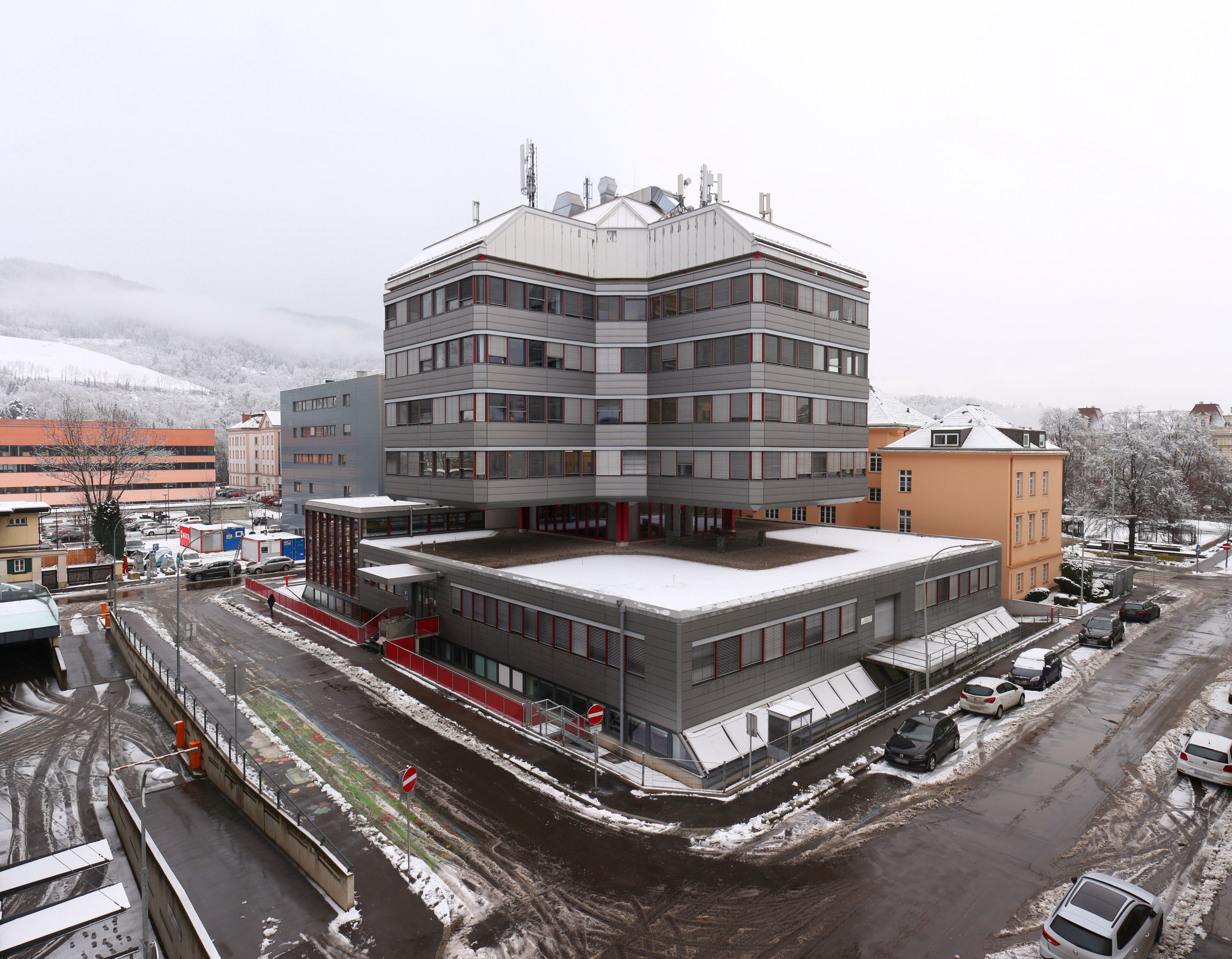
Ansicht aus Südwesten
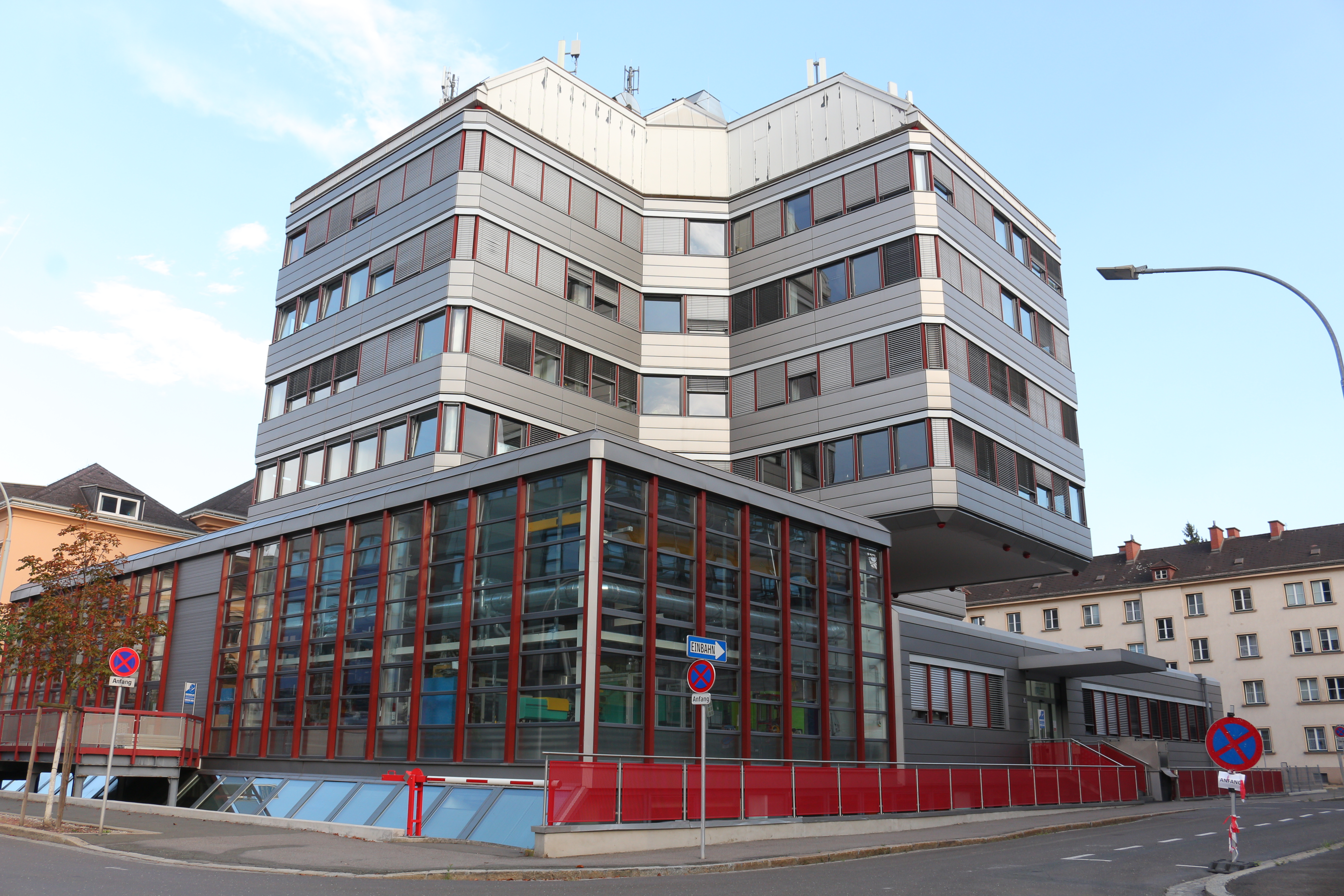
Blick auf die nordseitig vorgelagerte Spritzgusshalle
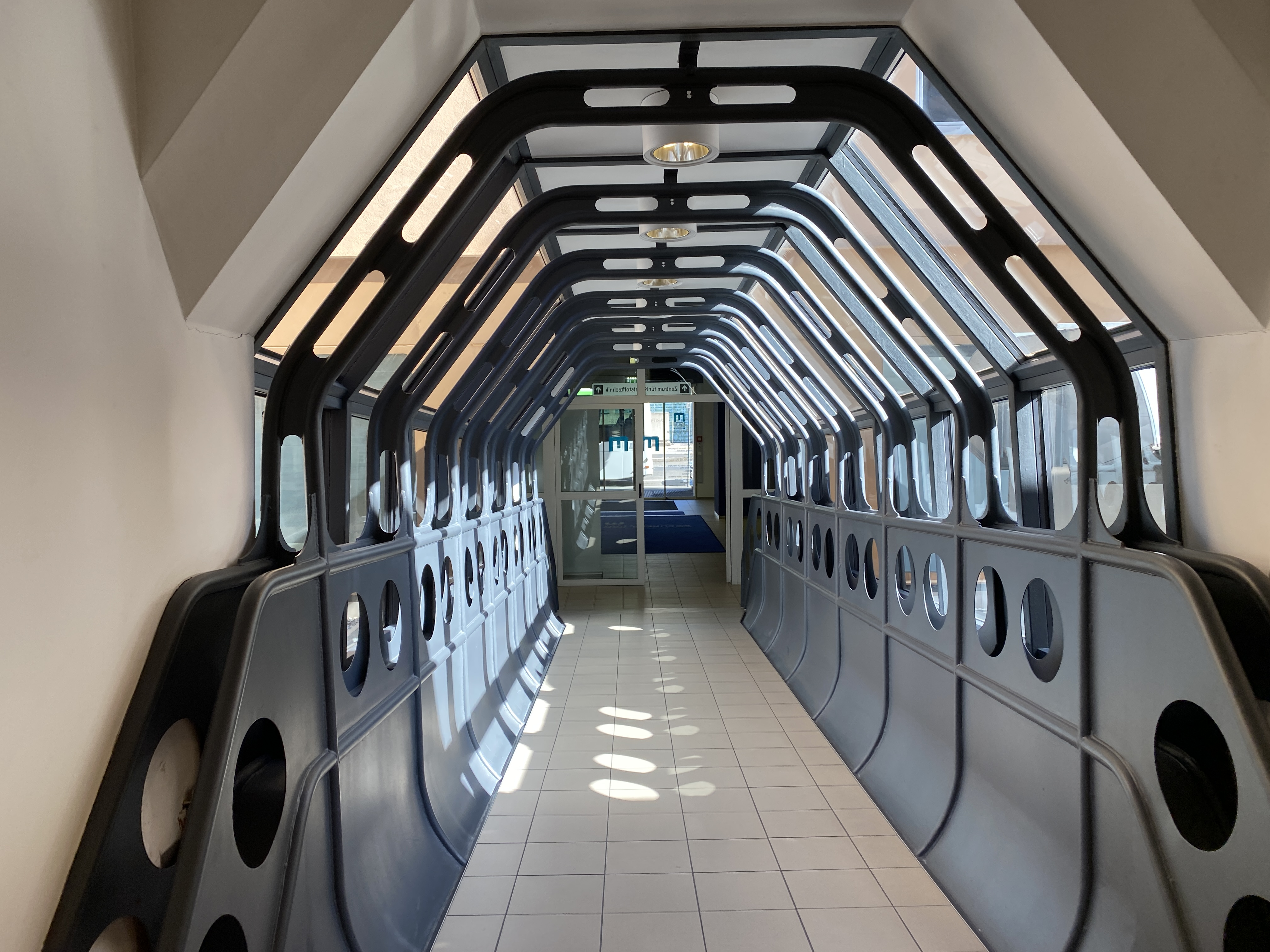
Durchgang vom ZKT zur Akademie

## Forschung
Aktuell liegen die Forschungsschwerpunkte der Montanuniversität Leoben in den sechs Bereichen Rohstoffe, Wasserstoff und Kohlenstoff, Energie, Werkstoffe, Recycling sowie Digitalisierung. Durch die Entwicklung umweltfreundlicher, energieschonender Technologie wird das Prinzip der Circular economy verfolgt, insbesondere in den Aspekten Roh- und Werkstoffe, Ressourcensicherheit, CO2-Verringerung und Abfallvermeidung. Dies erfolgt einerseits durch direkte Zusammenarbeit mit Projektpartnern aus Wissenschaft und Industrie, andererseits aber auch über Strukturen aus dem Bereich der Forschungsförderung, sowie im Rahmen des Forschungsnetzwerkes der Montanuniversität. Ebenso hervorzuheben sind die vergleichsweise jungen Forschungszentren der MUL.

### Forschungszentren
Zur dezidierten Untersuchung der Themengebiete Wasserstoff/Kohlenstoff, Tunnelbau und Ressourcen unterhält die Montanuniversität derzeit drei Forschungszentren.
Das Forschungszentrum für Wasserstoff und Kohlenstoff in Leoben-Leitendorf wurde 2024 eröffnet und befasst sich mit der Erforschung CO2-neutraler Technologien im industriellen Kontext. Dies betrifft den gesamten Wertschöpfungskreislauf der namensstiftenden Elemente Wasserstoff und Kohlenstoff – von der Produktion über die Lagerung und den Transport bis hin zur Anwendung. Dazu kommen diverse, bereits zum Teil implementierte, Pilotanlagen zum Einsatz, unter anderem ein Multikathoden- und ein Drehrohrofen. Im Detail lauten die Schwerpunktthemen des Forschungszentrums:
- Methanpyrolyse in Metallbädern und Plasma, Biomassepyrolyse
- Einsatz von Wasserstoffbrennern in industriellen Anwendungen
- Aufbereitung und Nutzbarmachung von Kohlenstoff
- Einflüsse von Wasserstoff auf metallurgische Prozesse und Produkte
- Produktion von Energieträgern aus Wasserstoff und CO2
- Wasserstoffanwendungen beim Recycling metallurgischer Reststoffe

Das Zentrum am Berg ist eine Versuchs- und Forschungsanlage am Steirischen Erzberg. Es verfügt über vier Tunnel à 400 m Länge – darunter je zwei parallele Straßen- und Eisenbahntunnel in originalgetreuer Form – sowie eine 2 km lange Stollenanlage. Damit ermöglicht das Forschungszentrum einerseits eine Erforschung der montanistischen Sparten Tunnelbau, Geologie, Geophysik und Erdölwesen, aber auch die Durchführung realitätsnaher Übungsszenarien zur Verbesserung der Tunnelsicherheit in Zusammenarbeit mit medizinischen Universitäten und teils internationalen Einsatzorganisationen. Schwerpunktthemen des Forschungszentrums sind:
- Monitoring und numerische Simulation in der Geotechnik
- Sicherheitsforschung bzgl. Lüftung, Branderkennung und -schutz, Risikomanagement und Rettungsbedingungen
- Thermo- und Aerodynamik
- Langzeitstabilität von Materialien
- Neuartige Vortriebsmethoden und Sanierung unter Tage
- Prognostizierung und Handhabung geologisch relevanter Ausprägungen des Klimawandels
- Ausrüstungstechnik und elektrotechnische Systeme

Das Resources Innovation Center Leoben bündelt und koordiniert universitätsinterne Aktivitäten zu Nachhaltigkeit und Rohstoffinnovation zum Zweck internationaler Beteiligungen im Rohstoffsektor. Kernthemen des Forschungszentrums betreffen:
- Digitalisierung
- Gewinnung, Aufbereitung und Verarbeitung sowie Lieferketten diverser Rohstoffe
- Innovative Rohstoffe
- Alternativen zu kritischen Rohstoffen

### Christian-Doppler-Labors
Seit 1991 sind an der Montanuniversität durchgehend Christian-Doppler-Labors eingerichtet – Forschungseinrichtungen mit definierter Laufzeit, die in Kooperation mit Industriepartnern anwendungsorientierte Grundlagenforschung betreiben. Mit Stand 2025 bestehen an der MUL acht CD-Labors, diese sind in der nachfolgenden Tabelle grün hinterlegt. Bei Kooperationen mit anderen Universitäten und geteilter CD-Labor-Leitung ist die universitäre Zuordnung der Laborleitung angeführt. Bei Labors, die über eine zusätzliche Auslaufphase verfügen, ist anstatt des regulären Laufzeitendes das Ende der nachgeschalteten Auslaufphase angegeben.
| Titel des CD-Labors                                                                | Leitung                                                      | Beginn     | Ende       |
| ---------------------------------------------------------------------------------- | ------------------------------------------------------------ | ---------- | ---------- |
| Verformungs-Ausscheidungs-Interaktionen in Aluminiumlegierungen                    | Irmgard Weißensteiner                                        | 01.01.2025 | 31.12.2031 |
| Nachhaltige Hartstoffschichten                                                     | Michael Tkadletz                                             | 01.01.2025 | 31.12.2031 |
| Einfluss von Recyclingmaterialien auf die mechanische Lebensdauer von Kunststoffen | Florian Josef Arbeiter                                       | 01.07.2024 | 30.06.2031 |
| Wissensbasierte Entwicklung fortschrittlicher Stähle                               | Ronald Schnitzer                                             | 01.12.2022 | 30.11.2029 |
| Computergestütztes Design von Kristallzuchtprozessen                               | Lorenz Romaner                                               | 01.11.2022 | 31.10.2029 |
| Einschlussmetallurgie in der modernen Stahlherstellung                             | Susanne Michelic                                             | 01.09.2021 | 31.08.2028 |
| Selektive Rückgewinnung von Spezialmetallen mittels innovativer Prozesskonzepte    | Stefan Steinlechner                                          | 01.10.2020 | 30.09.2027 |
| Magnetohydrodynamische Anwendung in der Metallurgie                                | Abdellah Kharicha                                            | 01.07.2018 | 30.06.2025 |
| Fortgeschrittene Aluminium-Legierungen                                             | Stefan Pogatscher                                            | 01.01.2018 | 31.12.2025 |
| Moderne beschichtete Schneidwerkzeuge                                              | Nina Schalk                                                  | 01.10.2017 | 30.09.2024 |
| Fertigungsprozessbasierte Bauteilauslegung                                         | Michael Stoschka                                             | 01.10.2016 | 30.09.2023 |
| Hochentwickelte Synthese neuartiger multifunktionaler Schichten                    | Rostislav Daniel                                             | 01.08.2015 | 31.07.2021 |
| Extraktive Metallurgie von Technologiemetallen                                     | Stefan Luidold                                               | 01.06.2015 | 31.05.2022 |
| Hocheffiziente Composite Verarbeitung                                              | Ralf Schledjewski                                            | 01.04.2013 | 31.03.2020 |
| Funktionale Druckertinten auf Polymerbasis                                         | Thomas Griesser                                              | 01.01.2012 | 31.05.2019 |
| Prozesssimulation von Erstarrungs- und Umschmelzvorgängen                          | Menghuai Wu                                                  | 01.07.2011 | 30.06.2018 |
| Optimierung und Biomasseeinsatz beim Recycling von Schwermetallen                  | Jürgen Antrekowitsch                                         | 01.01.2011 | 31.07.2018 |
| Early Stages of Precipitation                                                      | Harald Leitner (MUL), Ernst Kozechnik (TU Wien)              | 01.10.2007 | 30.09.2015 |
| Örtliche Korrosion                                                                 | Gregor Mori                                                  | 01.05.2007 | 30.04.2015 |
| Mehr-Phasensimulation metallurgischer Prozesse                                     | Andreas Ludwig                                               | 01.07.2004 | 31.12.2011 |
| Advanced Hard Coatings                                                             | Christian Mitterer (MUL), Richard Tessadri (LFU)             | 01.04.2004 | 31.12.2011 |
| Betriebsfestigkeit                                                                 | Wilfried Eichlseder                                          | 01.06.2002 | 31.05.2010 |
| Sekundärmetallurgie der Nichteisenmetalle                                          | Helmut Antrekowitsch                                         | 01.04.2002 | 31.12.2009 |
| Metallurgische Grundlagen von Stranggießprozessen                                  | Christian Bernhard                                           | 01.01.2002 | 31.12.2009 |
| Eigenschaftsoptimierte Baustoffe                                                   | Harald Harmuth                                               | 01.04.1999 | 30.06.2006 |
| Rechnergestützte Angewandte Thermofluiddynamik                                     | Wilhelm Brandstätter                                         | 01.01.1999 | 30.06.2006 |
| Sensorische Messtechnik                                                            | Paul O’Leary                                                 | 01.10.1996 | 31.03.2004 |
| Hochleistungskeramik                                                               | Robert Danzer                                                | 01.02.1992 | 31.01.1999 |
| Lasereinsatz in der Werkstoffforschung                                             | Reinhold Ebner                                               | 01.01.1991 | 31.12.1997 |
| Mikromechanik der Werkstoffe                                                       | Franz Dieter Fischer (MUL), Franz G. Rammerstorfer (TU Wien) | 01.01.1991 | 31.12.1997 |

### Nationale und internationale Forschungsförderung
Zahlreiche Forschungsprojekte an der Montanuniversität waren bzw. sind Empfänger nationaler wie internationaler Forschungsförderungen.
Auf nationaler Ebene sind dies etwa COMET-Projekte mit einer drei- bis vierjährigen Laufzeit und bis zu 45 % öffentlicher Förderung. Einige Beispiele für COMET-Projekte, an denen die Montanuniversität maßgeblich beteiligt ist, sind Competence network for the assessment of metal bearing by-products zum Einsatz metallhaltiger industrieller Nebenprodukte, Biobased and resource-efficient thermosets for demanding applications zu biobasierten Epoxidharzsystemen mit Spezialfähigkeiten, sowie Green Zinc zur CO2-neutralen und abfallvermeidenden Methoden des Zinkrecyclings.
Im internationalen Rahmen sind diverse EU-Projekte zu nennen, beispielsweise HyStorIES zur unterirdischen Speicherung von Wasserstoff, AlF3 zur additiven Fertigung von Aluminium im Filamentdruckverfahren, sowie ATHOR zur thermomechanischen Modellierung von Feuerfestzustellungen.

### Forschungsnetzwerk

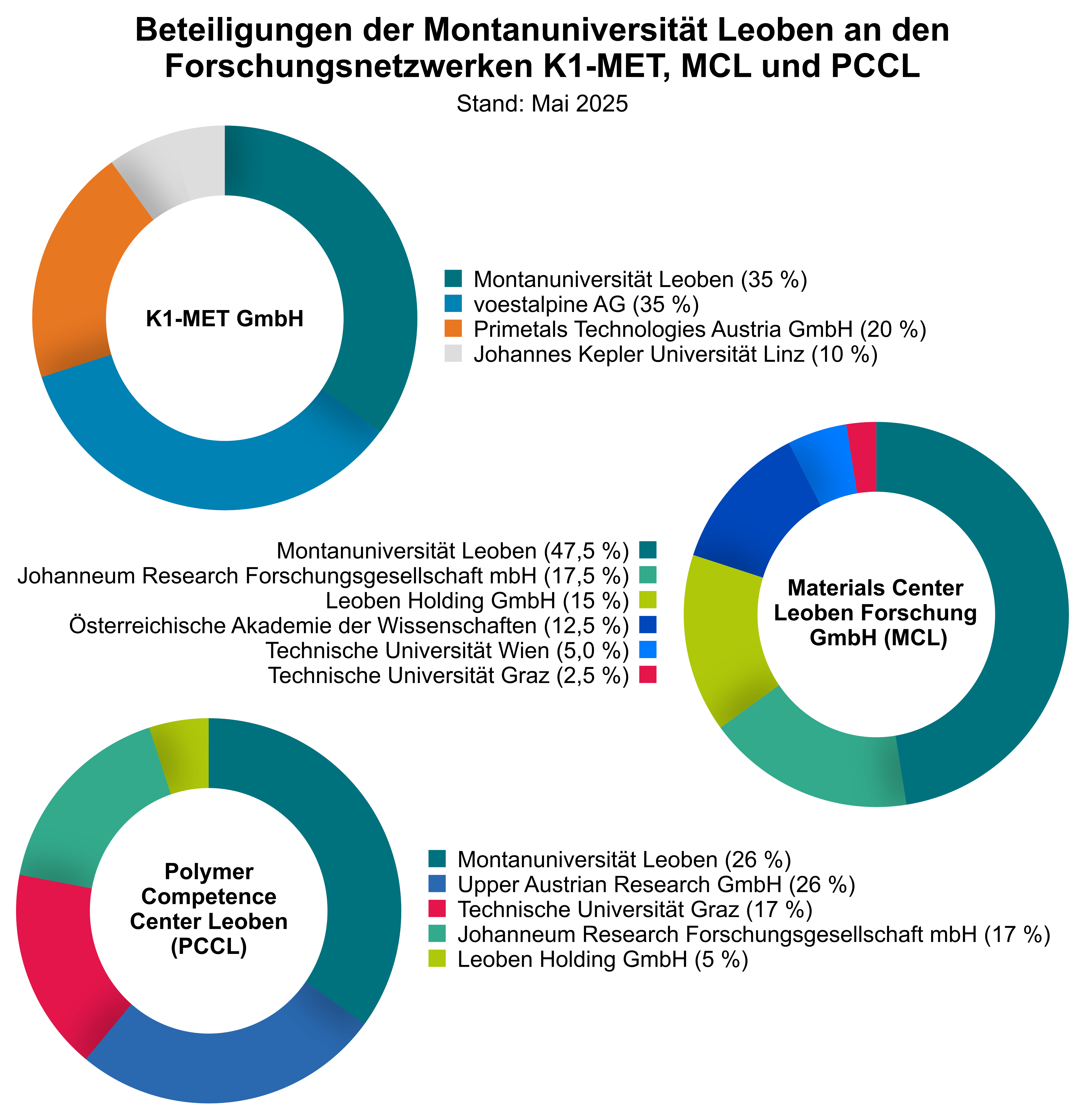
Beteiligung der Montanuniversität Leoben an den drei Forschungsgesellschaften K1-MET, MCL und PCCL

Zur Kollaboration mit Partnern aus Wissenschaft und Industrie beteiligt sich die Montanuniversität an verschiedenen Forschungsnetzwerken.
Die Metallurgische Kompetenzzentrum K1-MET GmbH , kurz K1-MET, ist ein K1-Kompetenzzentrum für Verfahrensentwicklung in den Bereichen Eisen- und Stahlmetallurgie sowie Nichteisenmetallurgie. Kernziele der bei K1-MET betriebenen Forschung sind Energieeffizienz, Kreislaufwirtschaft und klimaschonende Metallproduktion. Vorläuferorganisation des 2015 gegründeten Netzwerkes war das 2008 initiierte Kompetenzzentrum KnetMET. Die Montanuniversität beteiligt sich an der K1-MET mit 35 %.
Die Materials Center Leoben Forschungs GmbH, kurz MCL, wurde 1999 gegründet und erforscht Entwicklung, Verarbeitung und Einsetzbarkeit von Metallen, Keramiken und Verbundwerkstoffen aus Sicht der Werkstoffwissenschaft. Anwendungen umfassen unter anderem Strukturbauteile und Elektronik, zudem ist das Materials Center Leoben Koordinator des K2-Kompetenzzentrums IC-MPPE (Material, Process and Product Engineering). Die Montanuniversität beteiligt sich am MCL mit 47,5 %.
Die Polymer Competence Center Leoben GmbH, kurz PCCL, wurde 2002 eingerichtet und betreibt kunststofftechnische bzw. polymerwissenschaftliche Forschung. Anwendungsfelder umfassen Automobil, Luftfahrt, Verpackungsindustrie sowie Solar- und Photovoltaikanlagen in Bezug auf den Einsatz von Polymeren. Mit Chemitecture und Polymers4Hydrogen beteiligt sich das Forschungszentrum an zwei COMET-Modulen. Die Montanuniversität verfügt über eine Beteiligung von 35 % am PCCL.
Weitere Beteiligungen umfassen das Zentrum für angewandte Technologie (ZAT) für Start-Up-Gründungen und das Erich-Schmidt-Institut der Österreichischen Akademie der Wissenschaften (ESI) für Forschung auf dem Gebiet der Materialphysik. Das Österreichische Gießereiinstitut (ÖGI) betreibt grundlagen- sowie anwendungsorientierte Gießereiforschung, wobei der Lehrstuhl für Gießereikunde ein zentrales Bindeglied zur Montanuniversität bildet. Zudem betreibt die MUL den Forschungs- und Innovationsservice, eine Einrichtung für Wissens- und Technologietransfer, der als zentrale Anlaufstelle für Wissenschaftler der Montanuniversität Leoben sowie Kooperationspartner aus Wirtschaft, öffentlicher Verwaltung und Gesellschaft fungiert.

## Lehre

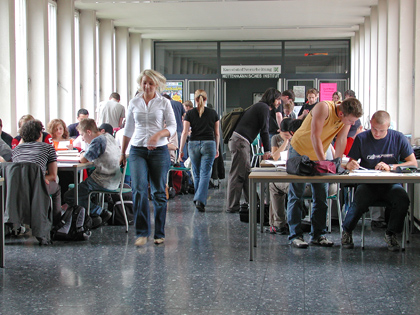
Campusleben in Leoben

### Bachelorstudien

Siegel der Alma Mater Leobiensis

Ein Bachelorstudium sieht 7 Semester vor (210 ECTS inklusive verpflichtender Praxis) und führt zur Abschlussbezeichnung Bachelor of Science. Das Studienangebot wurde 2022 überarbeitet, wobei es in der teils zu Zusammenlegungen und Umbenennungen bestehender Studien kam. Mit Stand Wintersemester 2024/2025 gibt es 13 Bachelorstudien in vier Bereichen:

#### Advanced Resources
- Angewandte Geowissenschaften
- Energietechnik
- Geoenergy Engineering (Unterrichtssprache Englisch)
- Rohstoffingenieurwesen

#### Sustainable Processes
- Industrial Data Science
- Industrielogistik
- Metallurgie und Metallkreisläufe
- Montanmaschinenbau
- Recyclingtechnik
- Umwelt- und Klimaschutztechnik

#### Smart Materials
- Materialwissenschaft und Werkstofftechnologie
  - Studienzweig Kunststofftechnik
  - Studienzweig Metalle, Keramiken und Funktionswerkstoffe
  - Studienzweig European School of Materials (EEIGM)

#### Responsible Consumption and Production
- Circular Engineering (Unterrichtssprache Englisch)
- Responsible Consumption and Production (EURECA-PRO, Unterrichtssprache Englisch)

### Masterstudien
Ein Masterstudium sieht vier Semester vor (120 ECTS) und führt zur Abschlussbezeichnung Diplomingenieur, was international dem Grad Master of Science entspricht. Mit Stand Wintersemester 2024/2025 werden folgende Masterstudien in vier Bereichen angeboten:

#### Advanced Resources
- Advanced Mineral Resources Development (International Master of Science, Unterrichtssprache Englisch)
- Angewandte Geowissenschaften (Unterrichtssprache Englisch)
- Applied and Exploration Geophysics (International Master of Science, Unterrichtssprache Englisch)
- Building Materials and Ceramics (International Master of Science, Unterrichtssprache Englisch)
- Energietechnik
- Geoenergy Engineering (Unterrichtssprache Englisch)
- Industrial Management and Business Administration
- Petroleum Engineering (International Study Program, Unterrichtssprache Englisch)
- Petroleum Engineering (Joint International Master Program, Unterrichtssprache Englisch)
- Rohstoffgewinnung und Tunnelbau (Unterrichtssprache Englisch)
- Rohstoffverarbeitung (Unterrichtssprache Englisch)
- Sustainable Mineral and Metal Processing Engineering (EM Joint Master, Unterrichtssprache Englisch)

#### Smart Materials
- Werkstoffwissenschaft
- Kunststofftechnik
- Advanced Materials Science and Engineering (AMASE, Unterrichtssprache Englisch)

#### Sustainable Processes
- Digital Civil Engineering Science
- Industrial Data Science (Unterrichtssprache Englisch)
- Industrielogistik
- Montanmaschinenbau
- Metallurgie
- Recyclingtechnik
- Safety and Disaster Management (Unterrichtssprache Englisch)
- Sustainable Materials (International Master, Unterrichtssprache Englisch)
- Umwelt- und Klimaschutztechnik

#### Responsible Consumption and Production
- Responsible Consumption and Production (EURECA-PRO, Unterrichtssprache Englisch)
- Circular Engineering (Unterrichtssprache Englisch)

### Doktoratsstudium
Nach dem Abschluss eines Masterstudiums bietet die Montanuniversität Doktoratsstudien mit einer vorgesehenen Dauer von sechs Semestern (180 ECTS) an. Der entsprechende akademische Grad Dr. mont. (Doctor rerum montanarum, d. h. Doktor der Bergbauwissenschaften) wird weltweit ausschließlich in Leoben verliehen.

### Weiterbildung
Das Studienangebot wird ergänzt durch 8 Universitätslehrgänge aus den Sparten Management, Qualität, Nachhaltigkeit und Engineering:
Management
- PANK Prozess- und Anlagensicherheit, Notfall- und Katastrophenmanagement (auslaufend)

Qualität
- Qualitätssicherung im chemischen Labor

Nachhaltigkeit
- Recycling

Engineering
- Korrosions-Expert
- NATM Engineer (auslaufend)
- Sprengtechnik
- Rohstoffaufbereitung
- Ausbildung Additive Manufacturing Manager

## Organisation

### Universitätsleitung
Die Universitätsleitung besteht aus drei Leitorganen.

#### Rektorat
Das Rektorat mit Funktionsperiode 1. Oktober 2023 bis 30. September 2027 setzt sich wie folgt zusammen:
- Peter Moser (Rektor)
- Helmut Antrekowitsch (Vizerektor für Forschung und Nachhaltigkeit)
- Manuela Raith (Vizerektorin für Finanzen und Infrastruktur)
- Christina Holweg (Vizerektorin für Marketing und Stakeholder Management)
- Thomas Prohaska (Vizerektor für Lehre und Internationales)

Im November 2024 wurde Manuela Raith vom Universitätsrat zur Vizerektorin für Finanzen und Infrastruktur gewählt. Sie folgte Barbara Romauer, die an die Universität Salzburg wechselte.

#### Senat
Der Senat mit Funktionsperiode 1. Oktober 2022 bis 30. September 2025 besteht aus 26 Mitgliedern. Vorsitzender ist Christian Mitterer.
1. stellvertretende Vorsitzende: Tanja Lube
2. stellvertretende Vorsitzende: Marina Auer

#### Universitätsrat
Der Universitätsrat besteht aus folgenden Personen:
- Stefan Pierer (Vorsitzender bis März 2025, seitdem stellvertretender Vorsitzender)
- Christiane Spiel (stellvertretende Vorsitzende bis März 2025, seitdem Vorsitzende)
- Günther Löschnigg
- Georg Feith
- Barbara Sporn

Im März 2025 löste Christiane Spiel Stefan Pierer als Vorsitzende des Universitätsrates ab, Pierer übernahm die Funktion des stellvertretenden Vorsitzenden.

### Departments und Lehrstühle

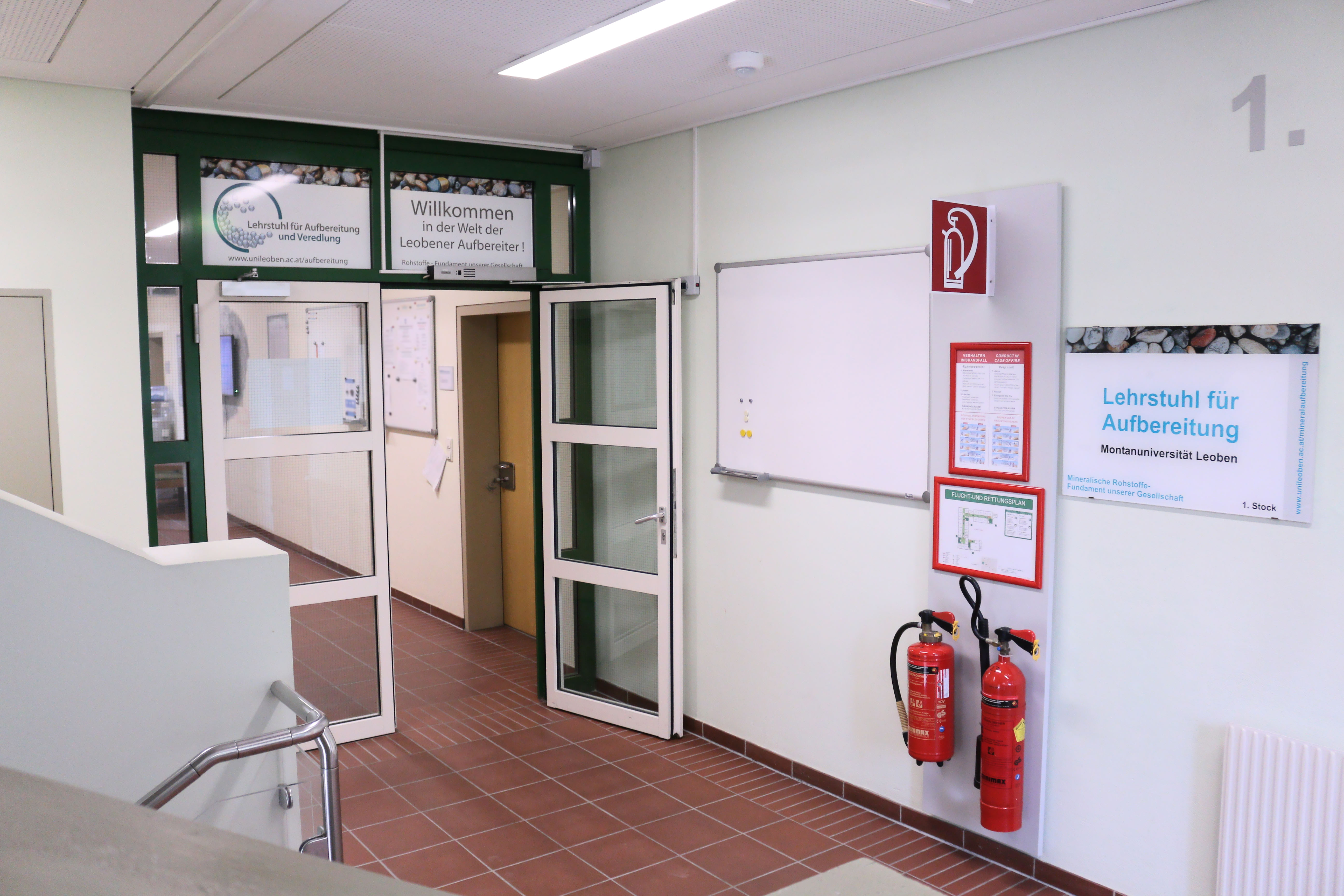
Eingang zum Lehrstuhl für Aufbereitung und Veredelung

Die Lehrstühle der Montanuniversität sind auf insgesamt zwölf Departments verteilt und mit einer eindeutigen Kennzahl verknüpft. Einzig das Department Zentrum am Berg besitzt keine untergeordneten Lehrstühle.
Die nachfolgende Tabelle stellt eine Momentaufnahme der internen Organisation der Montanuniversität dar (Stand August 2023), die unregelmäßigen Umstrukturierungen unterliegt. So wurden beispielsweise die vormals keinem Department untergeordneten Institute für Physik, Mechanik und Elektrotechnik Anfang 2023 als Lehrstühle im Department Physik, Mechanik und Elektrotechnik gruppiert.
Mit Stand 2024 ist das Zentrum am Berg nicht mehr als eigenständiges Department, sondern als Forschungszentrum in die Organisationsstruktur der Montanuniversität eingegliedert.
| Department (Leitung in Klammern)                                              | Lehrstuhl                                                                                                  | Nr. | Leitung                | Adresse                           |
| ----------------------------------------------------------------------------- | --- | --- | ---------------------- | --------------------------------- |
| Department Allgemeine, Analytische und Physikalische Chemie (Thomas Prohaska) | Lehrstuhl für Allgemeine und Analytische Chemie                                                            | 120 | Thomas Prohaska        | Franz Josef-Straße 18, Leoben     |
| Department Allgemeine, Analytische und Physikalische Chemie (Thomas Prohaska) | Lehrstuhl für Physikalische Chemie                                                                         | 480 | Christoph Rameshan     | Franz Josef-Straße 18, Leoben     |
| Department Angewandte Geowissenschaften und Geophysik (David Misch)           | Lehrstuhl für Angewandte Geophysik                                                                         | 260 | Florian Bleibinhaus    | Peter Tunner-Straße 25, Leoben    |
| Department Angewandte Geowissenschaften und Geophysik (David Misch)           | Lehrstuhl für Energy Geosciences                                                                           | 630 | David Misch            | Peter Tunner-Straße 5, Leoben     |
| Department Angewandte Geowissenschaften und Geophysik (David Misch)           | Lehrstuhl für Geologie und Lagerstättenlehre                                                               | 610 | Frank Melcher          | Peter Tunner-Straße 5, Leoben     |
| Department Angewandte Geowissenschaften und Geophysik (David Misch)           | Lehrstuhl für Rohstoffmineralogie                                                                          | 620 | Johann Raith           | Peter Tunner-Straße 5, Leoben     |
| Department Kunststofftechnik (Clemens Holzer)                                 | Lehrstuhl für Chemie der Kunststoffe                                                                       | 231 | Thomas Grießer         | Otto Glöckel-Straße 2, Leoben     |
| Department Kunststofftechnik (Clemens Holzer)                                 | Lehrstuhl für Konstruieren in Kunst- und Verbundstoffen                                                    | 250 | Clara Schuecker        | Otto Glöckel-Straße 2, Leoben     |
| Department Kunststofftechnik (Clemens Holzer)                                 | Lehrstuhl für Kunststoffverarbeitung                                                                       | 350 | Clemens Holzer         | Otto Glöckel-Straße 2, Leoben     |
| Department Kunststofftechnik (Clemens Holzer)                                 | Lehrstuhl für Verarbeitung von Verbundwerkstoffen                                                          | 270 | Ewald Fauster          | Otto Glöckel-Straße 2, Leoben     |
| Department Kunststofftechnik (Clemens Holzer)                                 | Lehrstuhl für Werkstoffkunde und Prüfung der Kunststoffe                                                   | 210 | Gerald Pinter          | Otto Glöckel-Straße 2, Leoben     |
| Department Mathematik und Informationstechnologie (Erika Hausenblas)          | Lehrstuhl für Angewandte Mathematik                                                                        | 170 | Erika Hausenblas       | Peter Tunner-Straße 25, Leoben    |
| Department Mathematik und Informationstechnologie (Erika Hausenblas)          | Lehrstuhl für Informationstechnologie                                                                      | 150 | Peter Auer             | Erzherzog Johann-Straße 3, Leoben |
| Department Mathematik und Informationstechnologie (Erika Hausenblas)          | Lehrstuhl für Mathematik, Statistik und Geometrie                                                          | 380 | Jörg Thuswaldner       | Franz Josef-Straße 18, Leoben     |
| Department Mathematik und Informationstechnologie (Erika Hausenblas)          | Lehrstuhl für Digitalisierung und Datenmodellierung in Naturwissenschaft und Technik (im Aufbau begriffen) | 390 | –                      | –                                 |
| Department Metallurgie (Stefan Pogatscher)                                    | Lehrstuhl für Eisen- und Stahlmetallurgie                                                                  | 220 | Susanne Michelic       | Franz Josef-Straße 18, Leoben     |
| Department Metallurgie (Stefan Pogatscher)                                    | Lehrstuhl für Gießereikunde                                                                                | 330 | Peter Hofer-Hauser     | Franz Josef-Straße 18, Leoben     |
| Department Metallurgie (Stefan Pogatscher)                                    | Lehrstuhl für Modellierung und Simulation metallurgischer Prozesse                                         | 310 | Kharicha Abdellah      | Franz Josef-Straße 18, Leoben     |
| Department Metallurgie (Stefan Pogatscher)                                    | Lehrstuhl für Nichteisenmetallurgie                                                                        | 520 | Helmut Antrekowitsch   | Erzherzog Johann-Straße 3, Leoben |
| Department Mineral Resources Engineering (Robert Galler)                      | Lehrstuhl für Aufbereitung und Veredlung                                                                   | 180 | Helmut Flachberger     | Franz Josef-Straße 18, Leoben     |
| Department Mineral Resources Engineering (Robert Galler)                      | Lehrstuhl für Bergbaukunde, Bergtechnik und Bergwirtschaft                                                 | 200 | Michael Tost           | Franz Josef-Straße 18, Leoben     |
| Department Mineral Resources Engineering (Robert Galler)                      | Lehrstuhl für Gesteinshüttenkunde                                                                          | 320 | Harald Harmuth         | Peter Tunner-Straße 5, Leoben     |
| Department Mineral Resources Engineering (Robert Galler)                      | Lehrstuhl für Subsurface Engineering                                                                       | 340 | Robert Galler          | Erzherzog Johann-Straße 3, Leoben |
| Department Geoenergy (Holger Ott)                                             | Lehrstuhl für Drilling and Completion Engineering                                                          | 590 | Gerhard Thonhauser     | Parkstraße 27, Leoben             |
| Department Geoenergy (Holger Ott)                                             | Lehrstuhl für Geoenergy Production Engineering                                                             | 550 | Keita Yoshioka         | Parkstraße 27, Leoben             |
| Department Geoenergy (Holger Ott)                                             | Lehrstuhl für Reservoir Engineering                                                                        | 570 | Holger Ott             | Parkstraße 27, Leoben             |
| Department Physik, Mechanik und Elektrotechnik (Oskar Paris)                  | Lehrstuhl für Physik                                                                                       | 460 | Oskar Paris            | Franz Josef-Straße 18, Leoben     |
| Department Physik, Mechanik und Elektrotechnik (Oskar Paris)                  | Lehrstuhl für Mechanik                                                                                     | 400 | Thomas Antretter       | Franz Josef-Straße 18, Leoben     |
| Department Physik, Mechanik und Elektrotechnik (Oskar Paris)                  | Lehrstuhl für Elektrotechnik                                                                               | 240 | Markus Makoschitz      | Franz Josef-Straße 18, Leoben     |
| Department Product Engineering (Florian Grün)                                 | Lehrstuhl für Allgemeinen Maschinenbau                                                                     | 140 | Florian Grün           | Franz Josef-Straße 18, Leoben     |
| Department Product Engineering (Florian Grün)                                 | Lehrstuhl für Automation und Messtechnik                                                                   | 530 | Thomas Thurner         | Peter Tunner-Straße 25, Leoben    |
| Department Product Engineering (Florian Grün)                                 | Lehrstuhl für Cyber Physical Systems                                                                       | 190 | Elmar Rückert          | Franz Josef-Straße 18, Leoben     |
| Department Product Engineering (Florian Grün)                                 | Lehrstuhl für Umformtechnik                                                                                | 560 | Martin Stockinger      | Franz Josef-Straße 18, Leoben     |
| Department Umwelt- und Energieverfahrenstechnik (Harald Raupenstrauch)        | Lehrstuhl für Abfallverwertungstechnik und Abfallwirtschaft                                                | 515 | Roland Pomberger       | Franz Josef-Straße 18, Leoben     |
| Department Umwelt- und Energieverfahrenstechnik (Harald Raupenstrauch)        | Lehrstuhl für Energieverbundtechnik                                                                        | 540 | Thomas Kienberger      | Franz Josef-Straße 18, Leoben     |
| Department Umwelt- und Energieverfahrenstechnik (Harald Raupenstrauch)        | Lehrstuhl für Thermoprozesstechnik                                                                         | 580 | Harald Raupenstrauch   | Franz Josef-Straße 18, Leoben     |
| Department Umwelt- und Energieverfahrenstechnik (Harald Raupenstrauch)        | Lehrstuhl für Verfahrenstechnik des industriellen Umweltschutzes                                           | 500 | Markus Lehner          | Franz Josef-Straße 18, Leoben     |
| Department Werkstoffwissenschaft (Christian Mitterer)                         | Lehrstuhl für Funktionale Werkstoffe und Werkstoffsysteme                                                  | 425 | Christian Mitterer     | Roseggerstraße 12, Leoben         |
| Department Werkstoffwissenschaft (Christian Mitterer)                         | Lehrstuhl für Metallkunde                                                                                  | 420 | Ronald Schnitzer       | Roseggerstraße 12, Leoben         |
| Department Werkstoffwissenschaft (Christian Mitterer)                         | Lehrstuhl für Materialphysik                                                                               | 430 | Jürgen Eckert          | Jahnstraße 12, Leoben             |
| Department Werkstoffwissenschaft (Christian Mitterer)                         | Lehrstuhl für Struktur- und Funktionskeramik                                                               | 410 | Raul Bermejo Moratinos | Peter Tunner-Straße 5, Leoben     |
| Department Wirtschafts- und Betriebswissenschaften (Wolfgang Posch)           | Lehrstuhl für Industrielogistik                                                                            | 601 | Helmut Zsifkovits      | Erzherzog Johann-Straße 3, Leoben |
| Department Wirtschafts- und Betriebswissenschaften (Wolfgang Posch)           | Lehrstuhl für Wirtschafts- und Betriebswissenschaften                                                      | 600 | Wolfgang Posch         | Peter Tunner-Straße 25, Leoben    |

### Zeitliche Entwicklung
Die nachfolgende Zeitleiste bezieht sich auf die Leitung von oberen Organen, Lehrstühlen und Forschungszentren der Montanuniversität seit 2000. Die Lehrstühle erfuhren im Laufe der Zeit teils mehrmals Umbenennungen – angegeben ist stets der aktuellste Name. Eingliederungen der Lehrstühle in Departments wurden mit der Zusammenfassung der vormaligen Institute für Physik, Mechanik bzw. Elektrotechnik im Department Physik, Mechanik und Elektrotechnik abgeschlossen. Die Zeitleiste ordnet die dargestellten Lehrstühle stets dem Department zu, dem sie aktuell angehören bzw. bei mittlerweile aufgelösten oder unbesetzten Lehrstühlen dem Department, dem sie zuletzt angehörten.

## Öffentlichkeitsauftritt

### Corporate Design
Die Montanuniversität verwendet traditionell ein dunkles Türkis (MUL Turquoise, RAL Wasserblau) als Primärfarbe. Ergänzt wird diese durch zwei aufgehellte Varianten (Helles Turquoise) mit 25 % bzw. 10 % des Ursprungswertes, sowie durch den Grauton MUL Smoke. Seit 2025 kommt zusätzlich Cyan (TechGreen) als Kontrastfarbe zum Einsatz.

Das 2007 eingeführte Logo zeigt ein türkises M, dessen Negativraum ein U bildet. Der Buchstabe M ist dabei sinnbildlich für Montan bzw. Mining, U steht für Universität bzw. University. 2019 kam es zu einer leichten Überarbeitung – die in das Logo integrierte Internetadresse musste dem Ortsnamen Leoben weichen, zudem wurde der Slogan „Wo aus Forschung Zukunft wird“ etabliert. 2025 erfolgte ein neuerliches Rebranding, das ein deutlich verändertes Logo und den neuen Slogal „Versetz’ Berge“ mit sich brachte.

2007–2019
2019–2025

Für die Wortmarke Montanuniversität Leoben und für Überschriften wurde lange die Berthold Akzident Grotesk in den Schnitten Extra Bold Condensed bzw. Bold Condensed genutzt. Fließtext war in Rotis gesetzt. Seit einem umfangreicheren Rebranding 2025 dient Funnel Display für Wortmarke und Überschriften, während für Textkörper Host Grotesk vorgesehen ist.

### Werbekampagnen
Die Montanuniversität bewirbt ihre Studiengänge mit regelmäßig erneuerten Werbekampagnen. Beispiele dafür sind:
- „Alles außer gewöhnlich“ bzw. „Zukunft im Blick, Job in der Hand“ (2021)[169]
- „Gemacht für die Zukunft“ (2022)[170]
- „MUL BUZZ bringt Antworten“ (2023)[171]
- „Versetz’ Berge“ (2025)[40]

### Fahrzeuge
Das Studium an der Montanuniversität Leoben wird von der universitätseigenen Öffentlichkeitsarbeit durch österreichweite Informationsfahrten beworben, traditionell mit einem öffentlichkeitswirksamen Begleitfahrzeug: Bis weit in die 2010er Jahre war dies ein Sattelzug mit einem Langhauber des amerikanischen Herstellers Peterbilt und einem begehbaren Auflieger.

Im Zuge des Rebrandings 2023 hin zu Nachhaltigkeit und Umweltschutz wird dafür mittlerweile ein vollelektrischer VW ID. Buzz genutzt. Ein individuell gestalteter Anhänger im Design des Zugfahrzeugs dient als mobiler Messestand. Das Konzept wurde 2024 bei den Paris Design Awards prämiert.

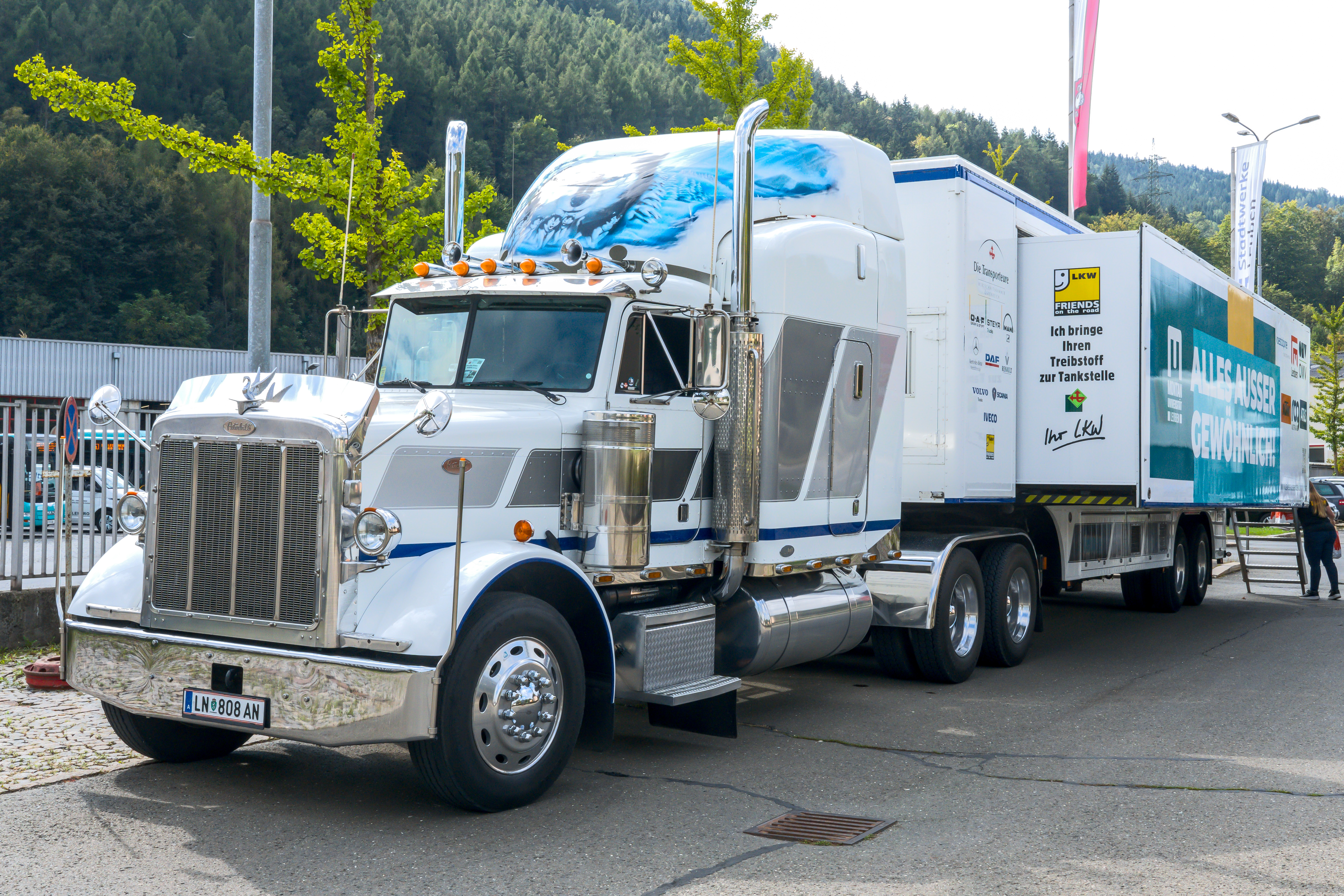
Von der Montanuniversität ehemals genutzter Showtruck
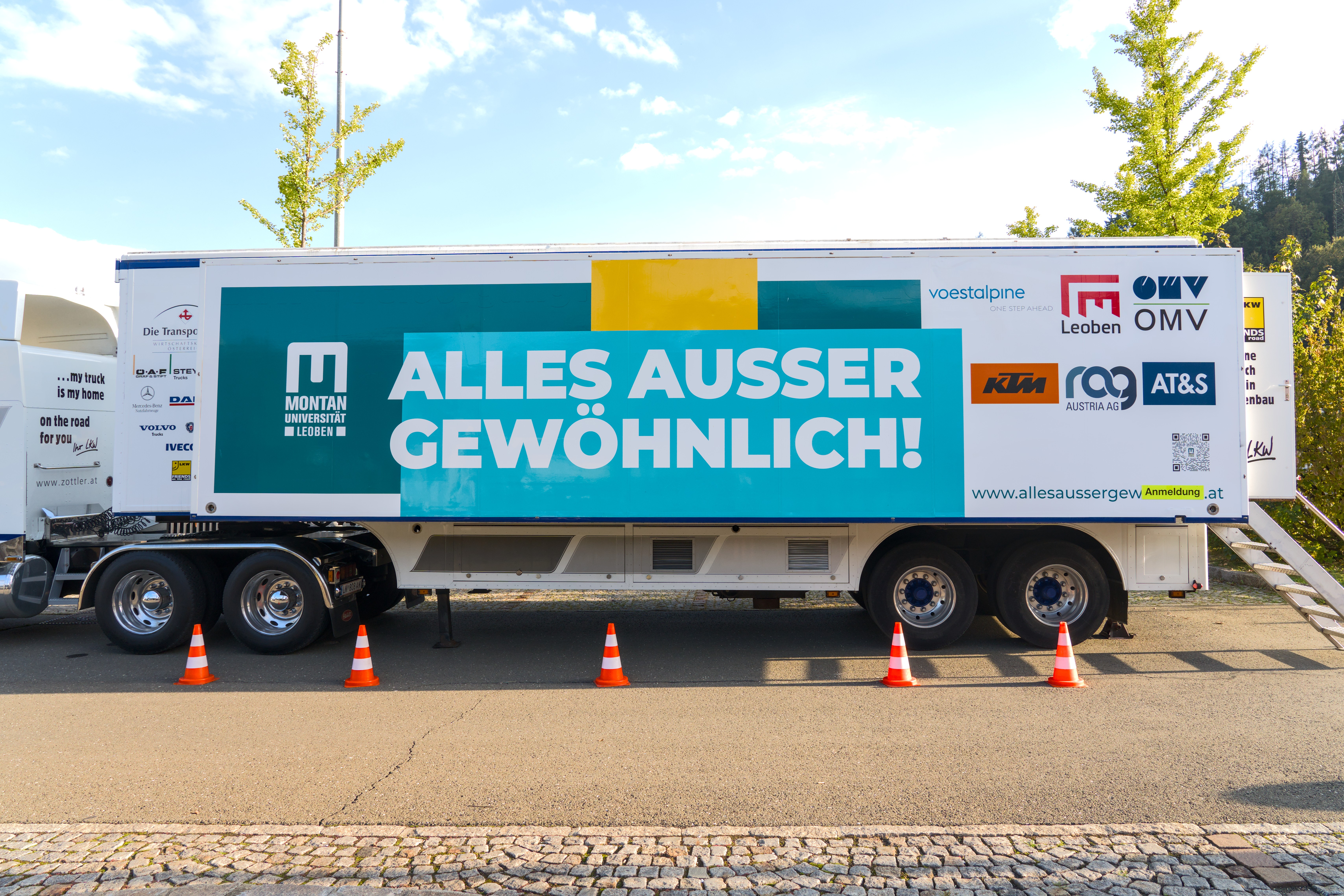
Sattelauflieger im Design der Kampagne „Alles außer gewöhnlich“
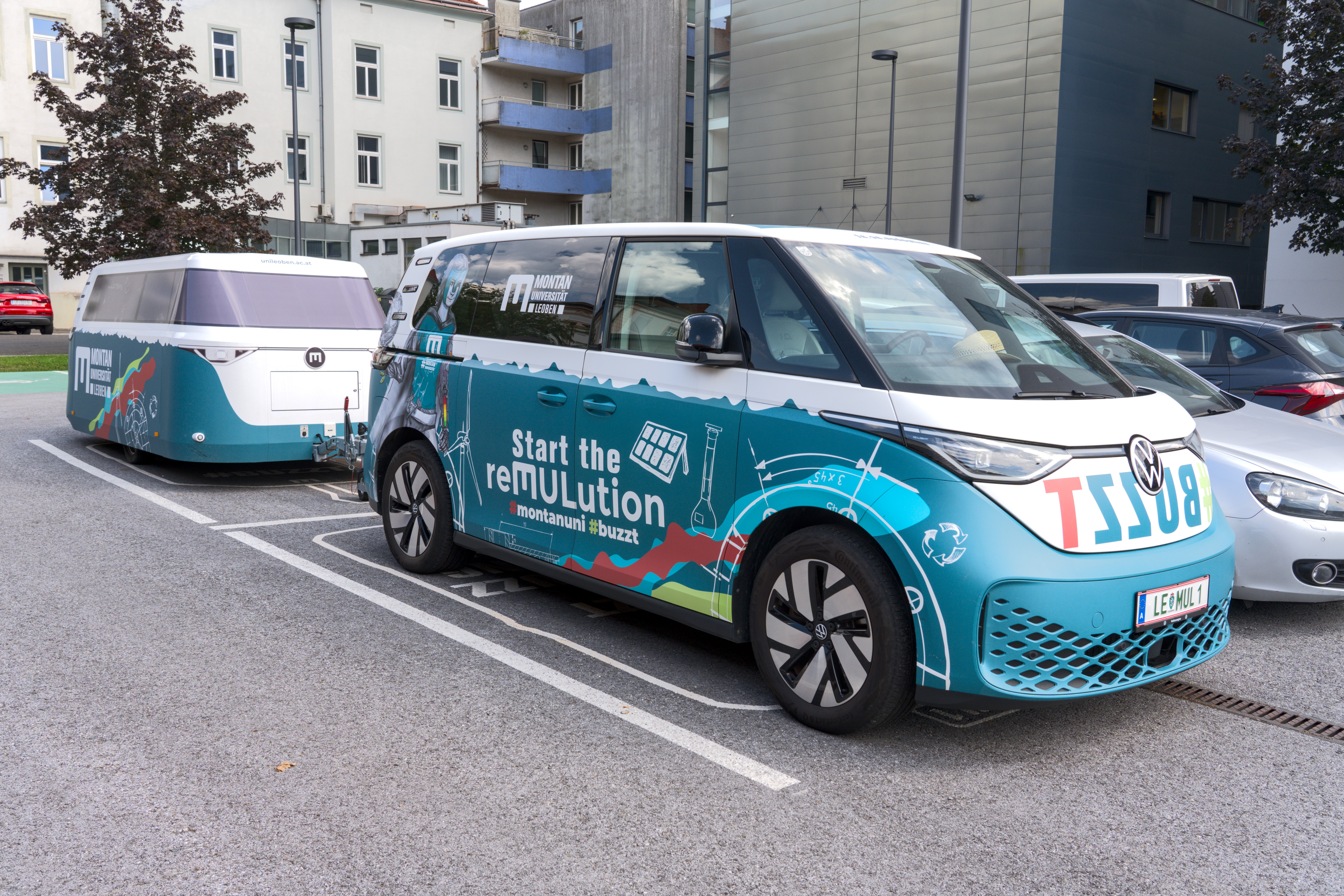
MUL BUZZ (2023–2025) mit Anhänger, Kampagne „MUL BUZZ bringt Antworten“

## Sonstiges

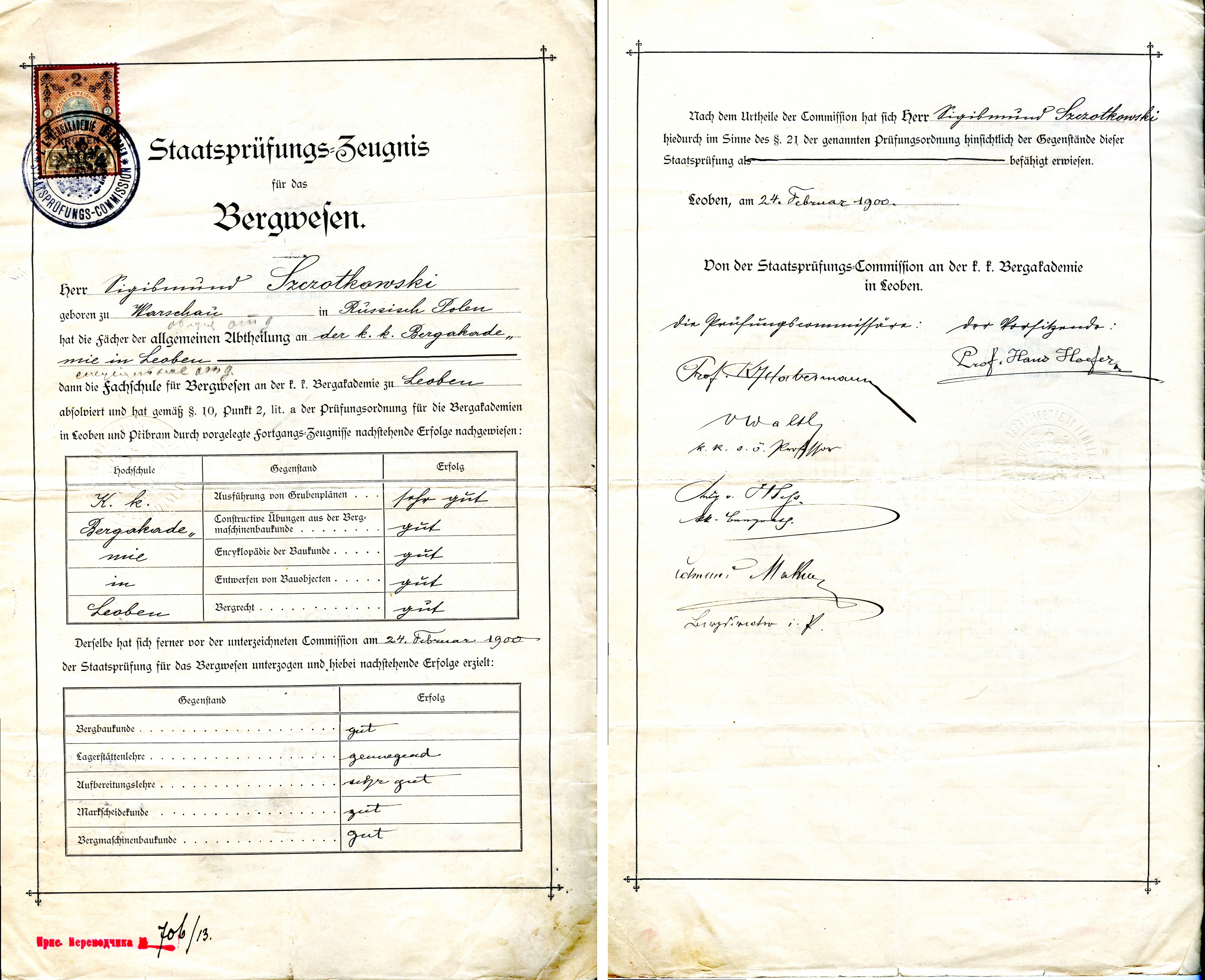
Staatsprüfungs-Zeugnis für das Bergwesen nach der k. und k. Bergakademie zu Leoben

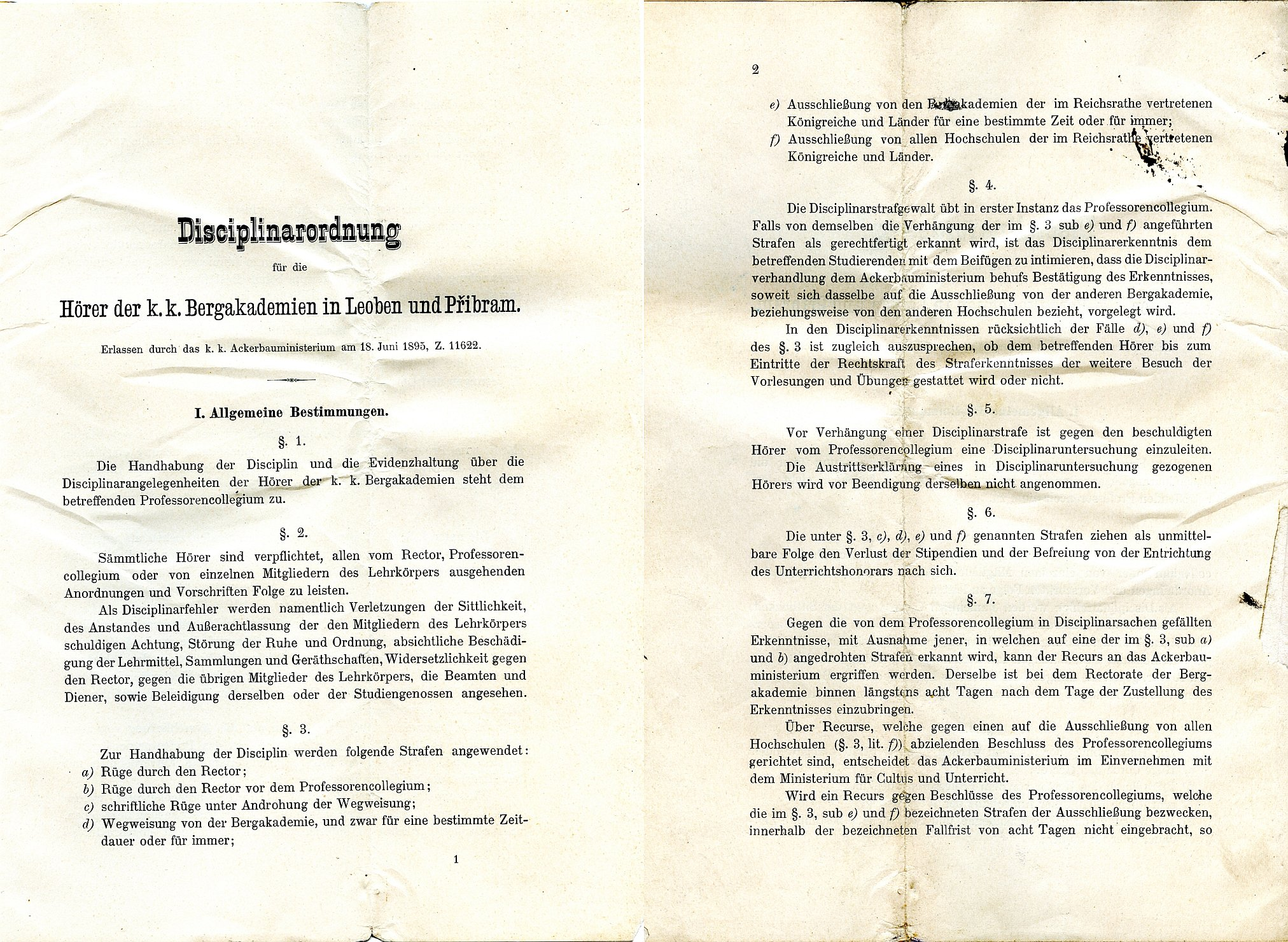
Disciplinarordnung für die Hörer, 1895

- Im renommierten Times-Higher-Education-Ranking des Jahres 2021 befindet sich die Montanuniversität Leoben weltweit in der Ranggruppe 801–1000. Weitere technische Universitäten aus Österreich sind in dem Ranking die TU Wien (Ranggruppe 401–500) und die TU Graz (Ranggruppe 501–600).[175] In den QS World University Rankings für das Jahr 2020 ist die Montanuniversität Leoben nicht unter den besten 1.000 Universitäten der Welt gelistet. Die TU Wien befindet sich hierbei auf Platz 192, die TU Graz auf Platz 311.[176] Im NTU-Ranking des Jahres 2019, welches sich rein auf bibliometrische Kennzahlen der Veröffentlichungen einer Universität stützt, befindet sich die MU Leoben global gesehen im Fachbereich „Engineering“ in der Ranggruppe 401–500 und somit nur knapp hinter TU Graz (Ranggruppe 351–400). Die TU Wien nimmt in diesem Ranking den Platz 245 ein.[177] Im Shanghai-Ranking des Jahres 2018 ist die MU Leoben zwar nicht unter den besten 1000 Hochschulen der Welt gelistet,[178] dafür nimmt sie im fachbezogenen Ranking des Jahres 2019 im Bereich „Metallurgical Engineering“ Platz 15 ein.[179] Im Bereich „Mining & Mineral Engineering" befindet sich die MU Leoben auf Platz 51–75.[180]
- Rektor-Platzer-Ring: Anlässlich des 125-jährigen Bestehens der Montanuniversität Leoben (damals „Montanistische Hochschule“) im Jahr 1965 wurde erstmals ein goldener Ehrenring, genannt Rektor-Platzer-Ring, gestiftet. Dieser Ehrenring gebührt seither jenen Diplomingenieuren, welche ihr Studium (Bachelor- und Masterstudium) mit ausgezeichneten Leistungen abgeschlossen haben. Die Anforderungen hierfür übersteigen die Voraussetzungen der gesetzlich festgelegten „Auszeichnung“. Der Rektor-Platzer-Ring stellt somit die höchste Auszeichnung dar, welche die Montanuniversität Leoben im Rahmen von akademischen Feiern an ihre Absolventen der Masterstudiengänge verleiht.[181][182]
- 2017 belegte die Montanuniversität Leoben in einer im Auftrag des „CEOWORLD“-Magazines durchgeführten Studie „World’s best Universities for Oil, Gas and Petroleum Engineering“ in einem weltweiten Ranking den dritten Platz.[183][184]
- Die Montanuniverstiät Leoben ist Mitglied der österreichischen Plattform Industrie 4.0.[185]

## Vereine
Offiziell bestehen an der Montanuniversität folgende Vereine:
- Academic Rugby Club Leoben
- Akademische Damenverbindung Barbara
- Akademischer Turnverein Leoben
- AKA Flieg (Akademische Fliegergruppe Leoben)
- AktionsGemeinschaft Leoben
- ASMET (The Austrian Society for Metallurgy and Materials)
- Bergmännischer Verband Österreichs (BVÖ)
- B! Cruxia
- B! Leder
- Corps Erz
- Corps Montania
- Corps Schacht
- Gesellschaft von Absolventen und Freunden der Montanuniversität Leoben
- Gesellschaft der Leobener Bergbaustudenten
- IAESTE Leoben (International Association for the Exchange of Students for Technical Experience)
- ILA-Leoben
- Katholische Hochschulgemeinde Leoben
- K.Ö.St.V. Glückauf
- K.Ö.St.V. Kristall
- Leobener im Revier
- Leobener Montanistinnen Netzwerk
- LUCS (Leoben University Computer Society)
- Montanhistorischer Verein
- Österreichische Gesellschaft der Gesteinshüttenkunde an der Montanuniversität Leoben
- Pub o' Cino Rafting Team Leoben
- Ring Freiheitlicher Studenten
- Rotaract Club Leoben
- Sudetendeutsche akademische Landsmannschaft Zornstein
- Society of economic geologists student chapter Leoben
- United Couleurs of Leoben
- Verband der Milizoffiziere
- Verband Leobener Kunststofftechniker
- Verband Sozialistischer Student_innen in Österreich - Sektion Leoben
- Verein der Erdölstudenten
- Verein der türkischen Studenten an der Montanuniversität
- Verein Deutscher Studenten
- Verein industrieller Energietechniker Leoben
- Verein Iranischer Studenten in Leoben (VISL)
- Verein Leobener Geowissenschafter (LeGeo)
- Verein Leobener Maschinenbauer
- Verein Leobener Werkstoffwissenschafter
- Verein der Umwelttechniker

## Namhafte Alumni
- Stefan Pierer, Vorstandsvorsitzender KTM
- Klaus Woltron, ehemaliger Vorstandsvorsitzender Simmering-Graz-Pauker, ABB Österreich
- Fritz Johann Hansgirg (1891–1949), Elektrochemiker, Entwickler der carbothermischen Magnesiumherstellung[187]
- Josef Massenez (1839–1923), Gründer der Rheinmetall
- Carl Poensgen (1838–1921), Düsseldorfer Stahlindustrieller
- Rudolf Haas (1843–1916), Mitgründer des Stahlinstitut VDEh
- Fridolin Reiser (1843–1909), Entwickler des Rapid-Stahls
- Georg Pölzl, Vorstandsvorsitzender der Österreichischen Post

## Würdenträger

### Listen der Honoratioren
- Liste der Rektoren der Montanuniversität Leoben
- Liste der Ehrendoktoren der Montanuniversität Leoben
- Liste der Ehrensenatoren der Montanuniversität Leoben
- Liste der Ehrenbürger der Montanuniversität Leoben

### Träger von Erzherzog-Johann-Medaillen
in Gold:
- Oktober 1990: Dr. Josef Krainer junior
- März 2005: Hellmut Longin
- April 2014: Matthias Konrad
- Juni 2023: Waltraud Klasnic

in Silber:
- Josef Kropiunig
- Oktober 1990: Friedrich Schmollgruber
- Peter Sika
- Gertraud Aubell
- Ludwig Koller
- Juni 1995: Friedl Theisbacher
- Dezember 1995: Heinz Janschek
- Gunther Dauner
- Barbara Borek
- Dezember 2000: Dieter Sueng
- März 2002 Alfred Moser
- Dezember 2007: Reinhold Ebner
- Dezember 2007: Peter Kneissl
- April 2009: Birgit Strimitzer-Riedler
- April 2009: Burghard Kaltenbeck
- März 2010: Evelyn Nowotny
- März 2015: Harald Tischhardt
- Oktober 2020: Josef Pappenreiter
- Oktober 2020: Christian Treml
- April 2022: Markus Plöbst

in Bronze:
- Oktober 1990: Florian Felsner
- Oktober 1990: Walter Friesenbichler
- Oktober 1990: Peter Pitner
- Helmut Weyringer
- April 1993: Johann „Hans“ Kirner
- März 2002: Erika Augustin
- März 2007: Kurt Kraus
- April 2009: Alexandra Nagl
- April 2011: Ingrid Karpf
- Dezember 2014: Maria Fuglewicz
- Juni 2023: Ian Howard-Smith